# Biserica de lemn din Săucani

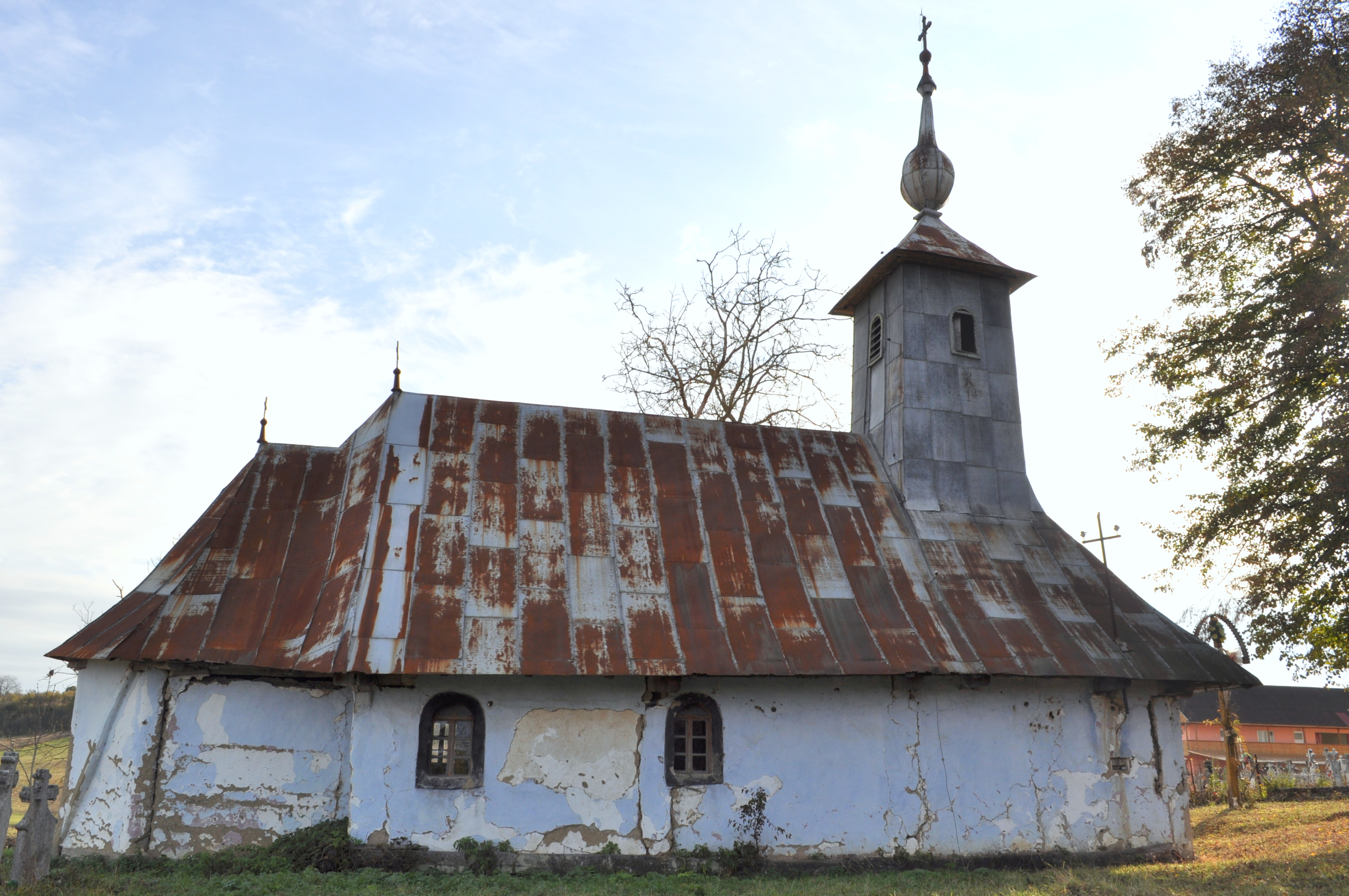
Biserica de lemn „Înălțarea Domnului” din Săucani, comuna Răbăgani, județul Bihor, foto: octombrie 2011.

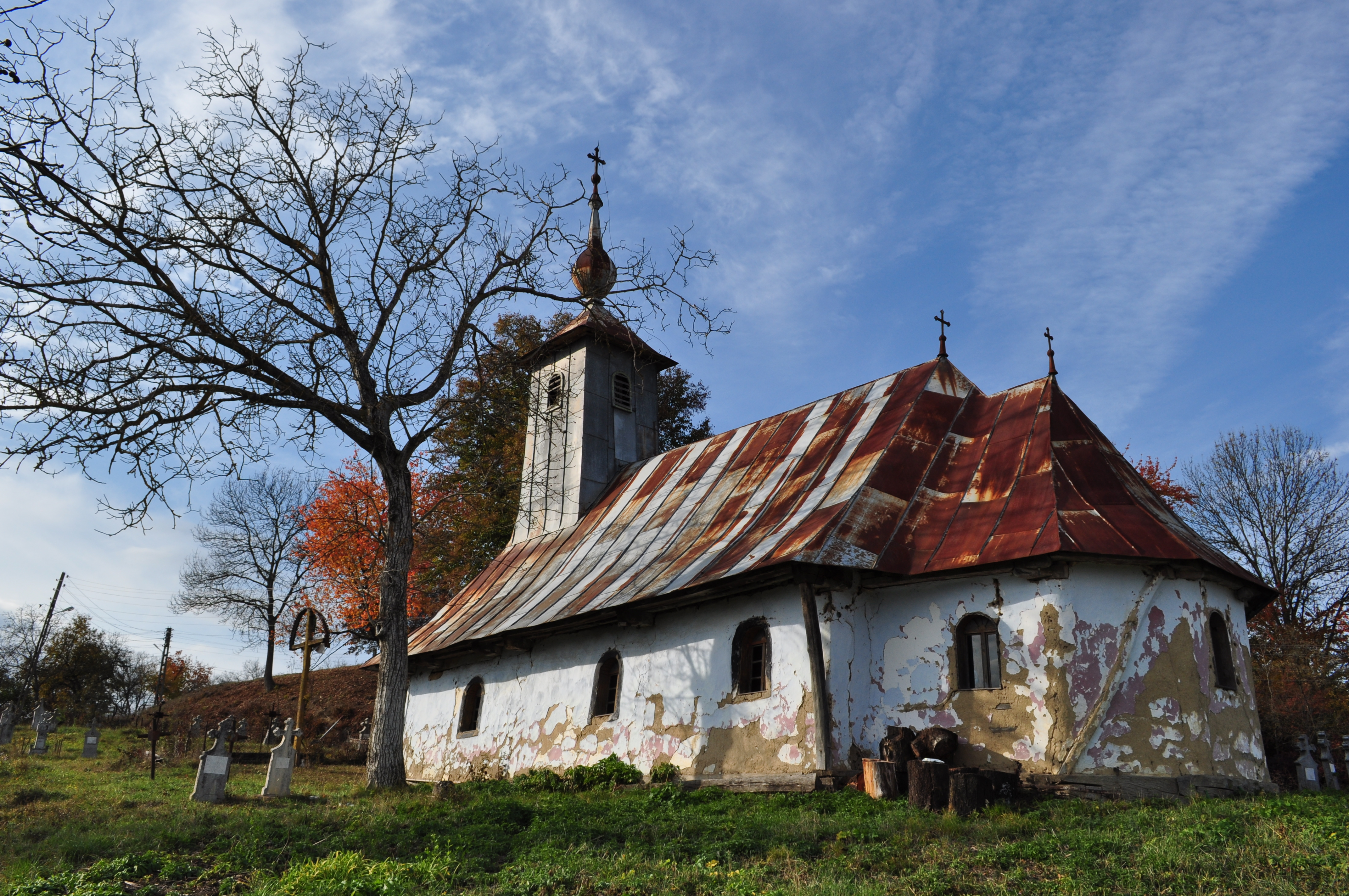
Biserica de lemn „Înălțarea Domnului” din Săucani, comuna Răbăgani, județul Bihor, foto: octombrie 2011.

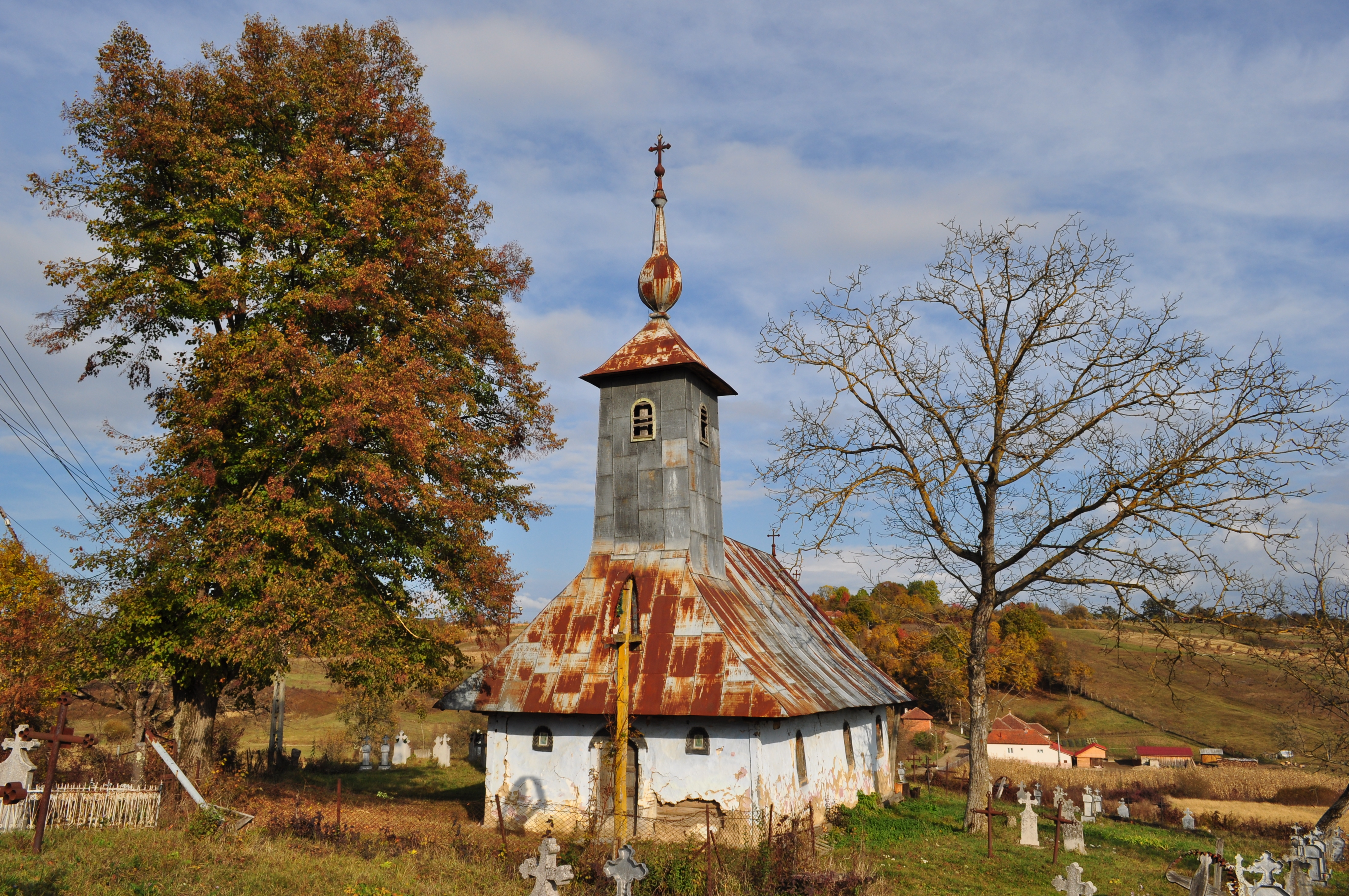
Biserica (sud-vest)

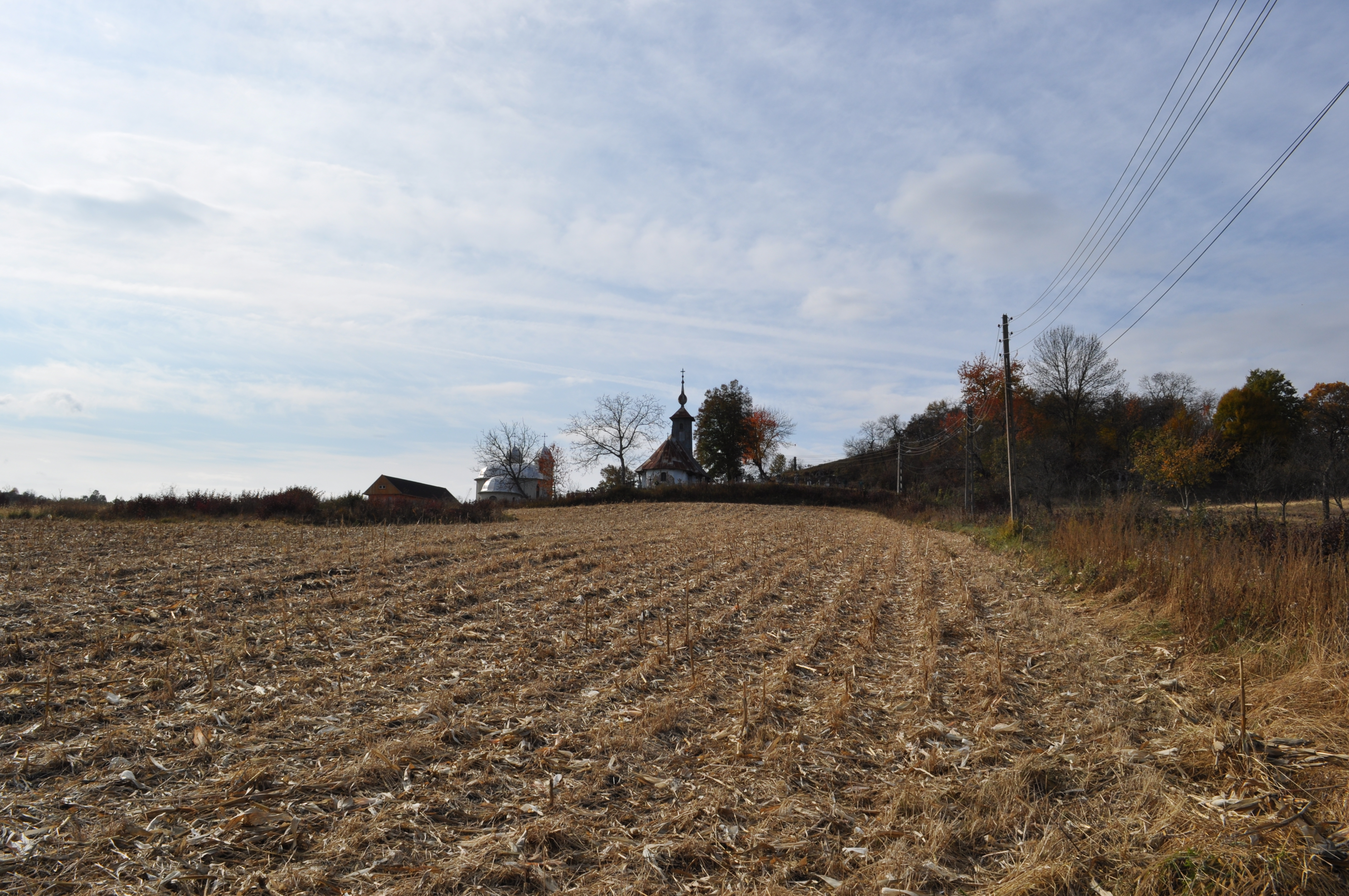
Biserica din depărtare

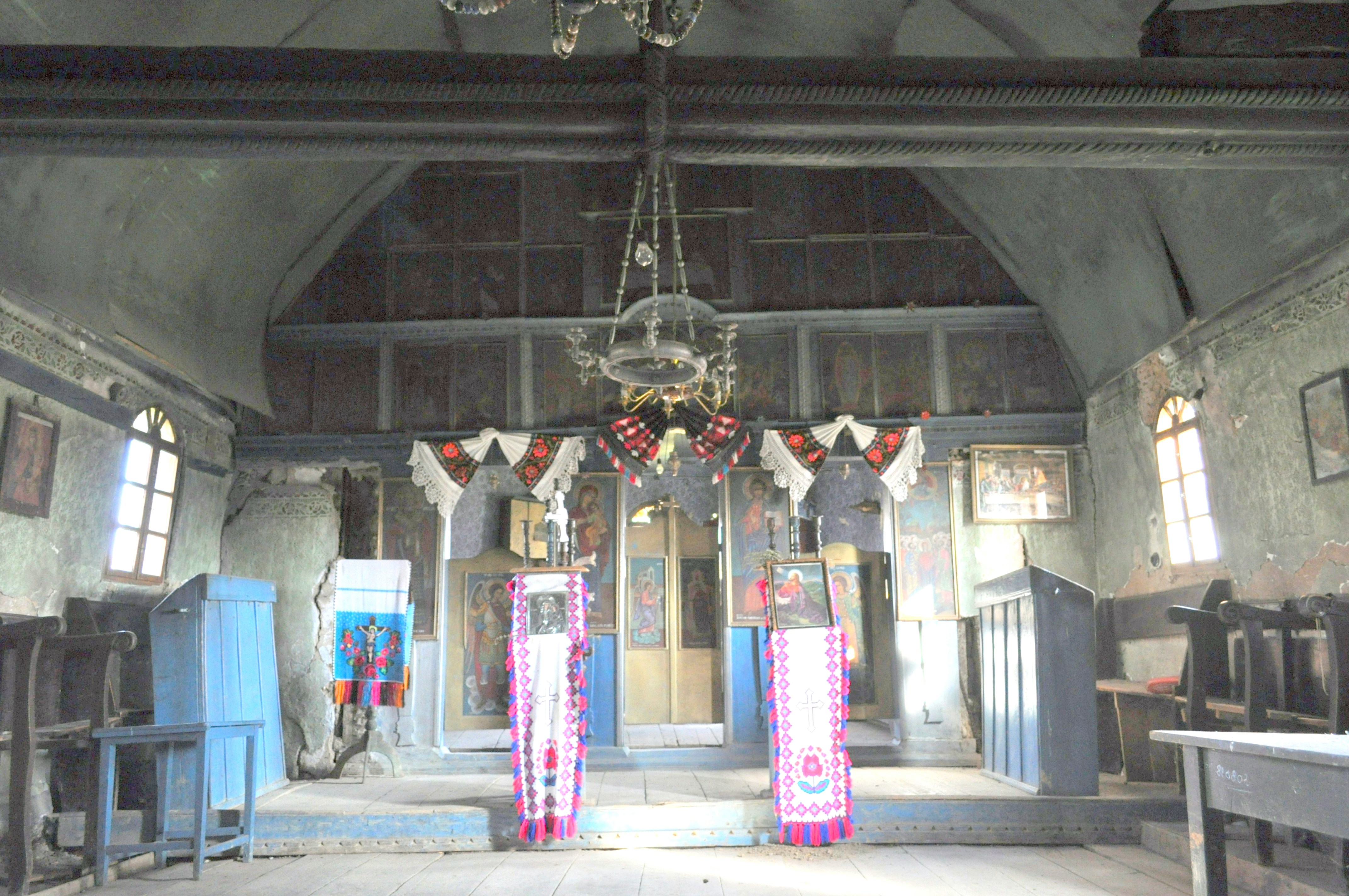
Interiorul navei

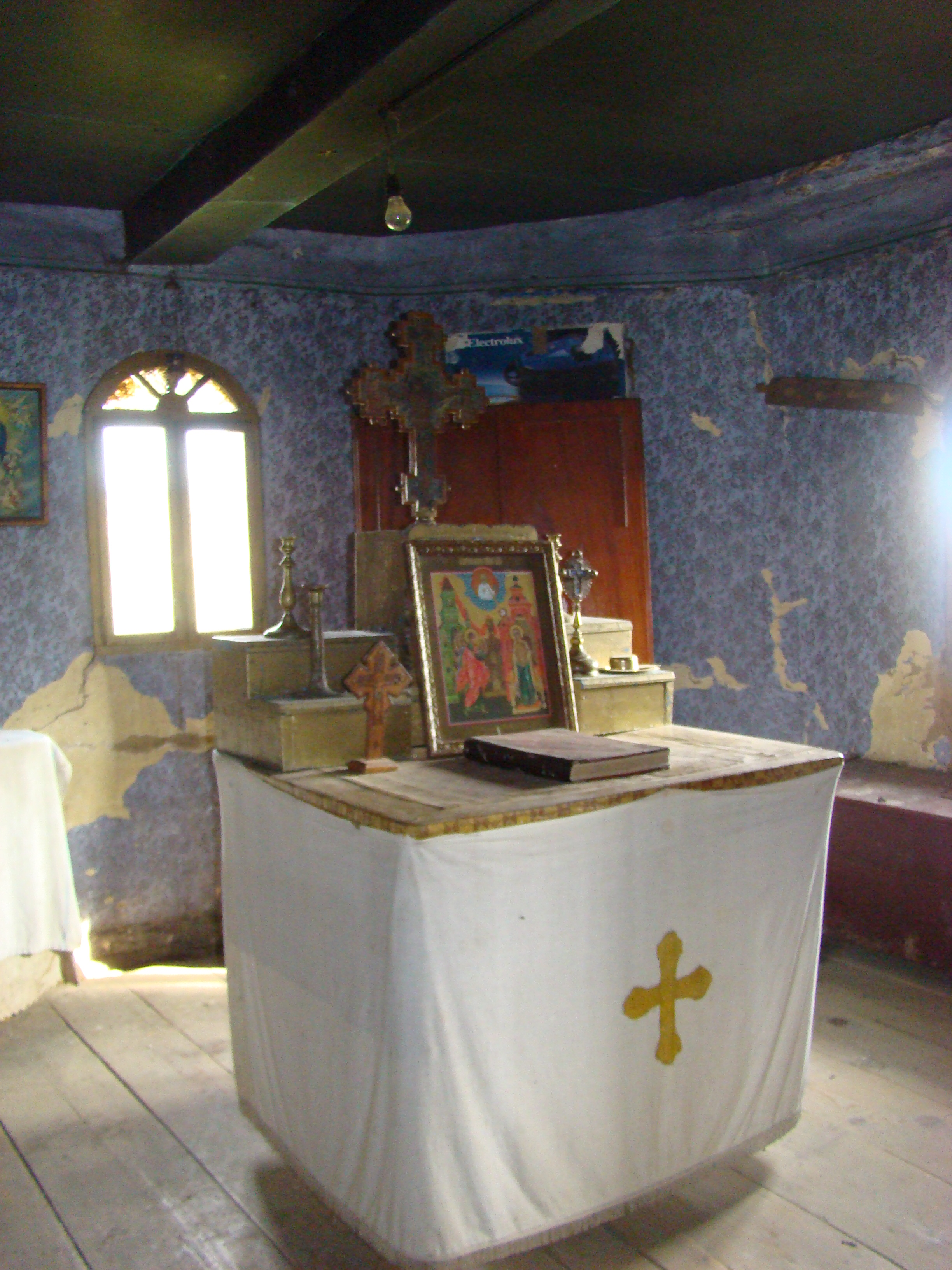
În altar

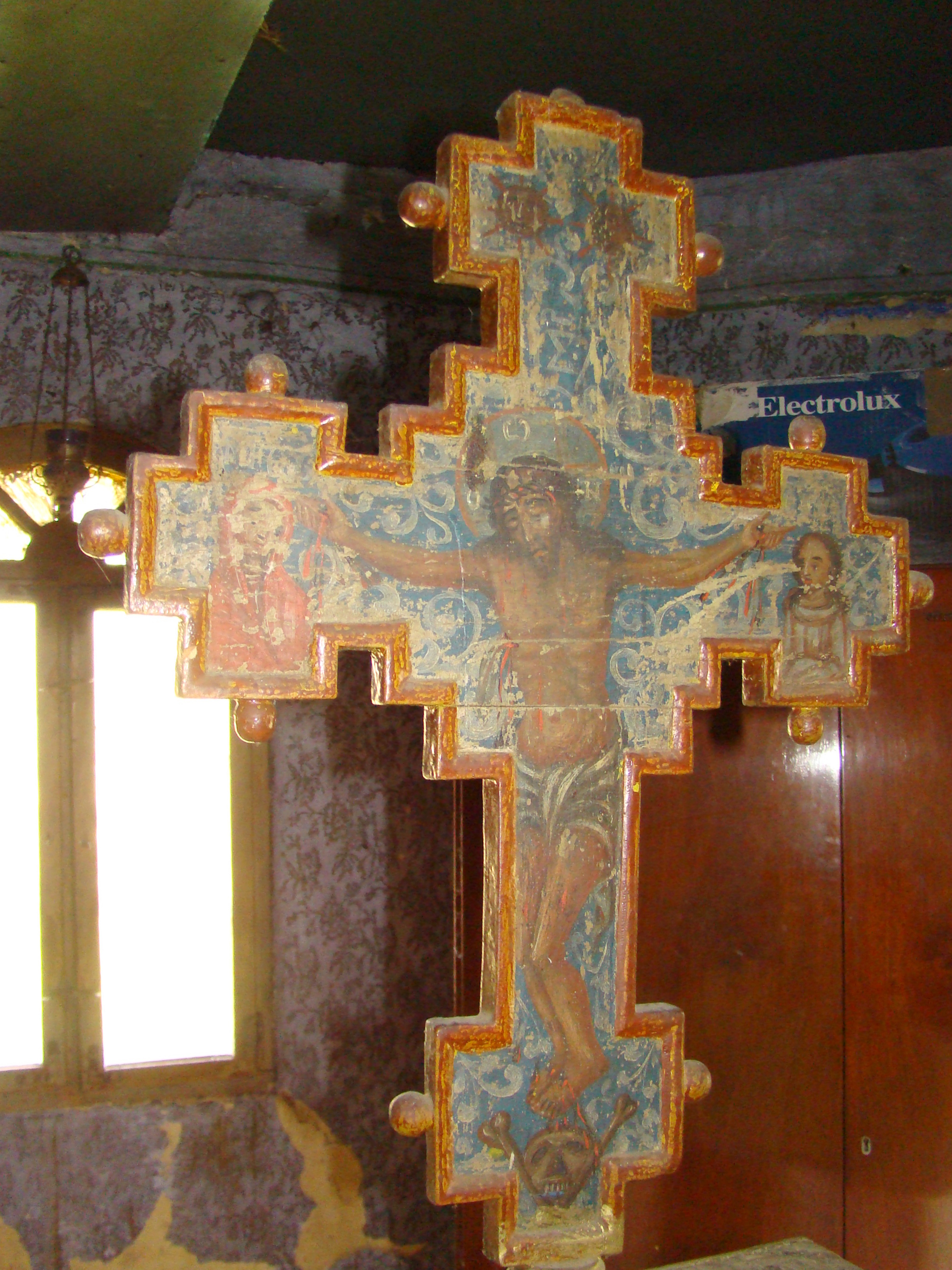
Chivotul și Sfânta Cruce (cel mai vechi obiect din biserică)

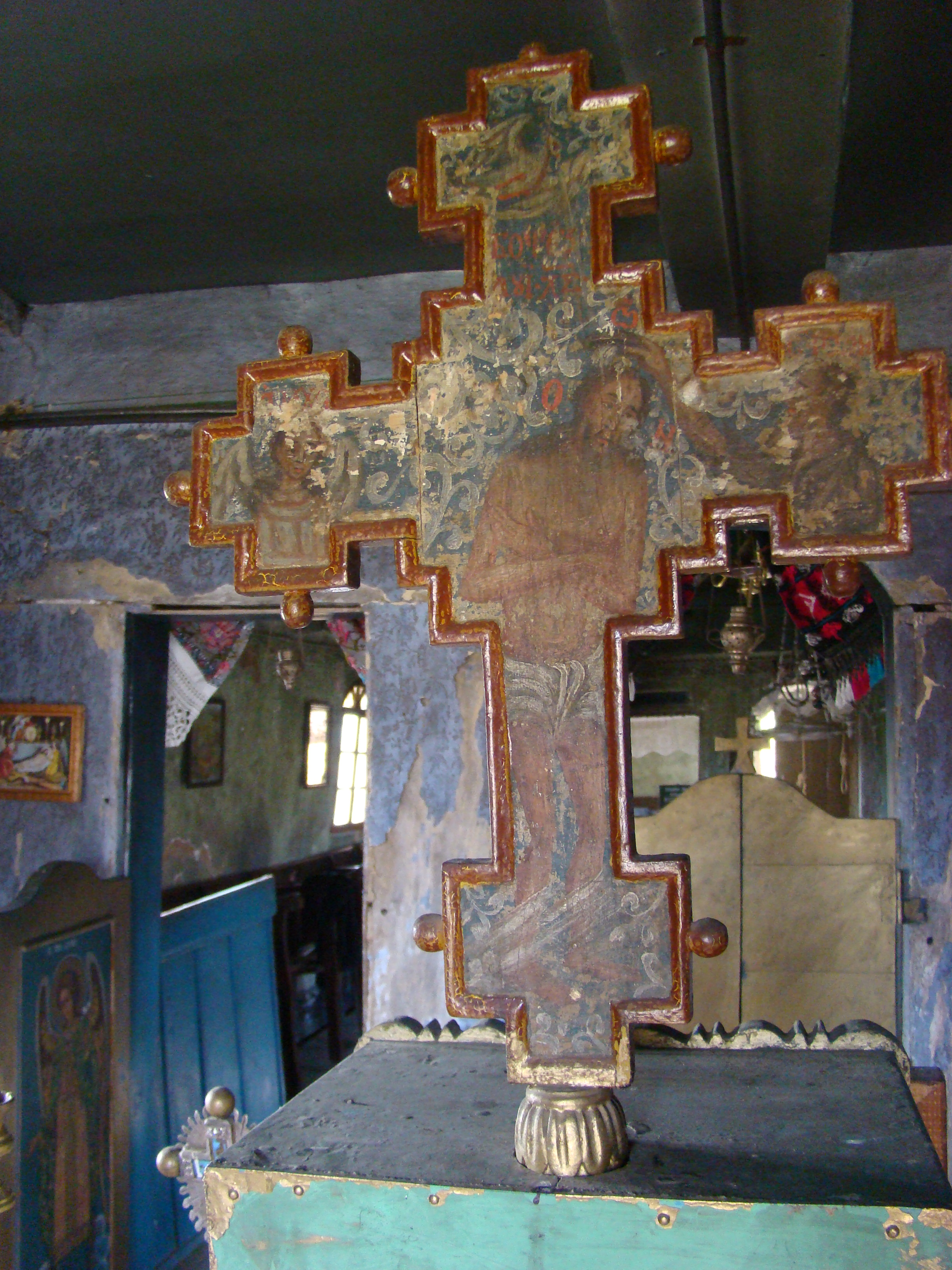
Chivotul și Sfânta Cruce (cel mai vechi obiect din biserică)

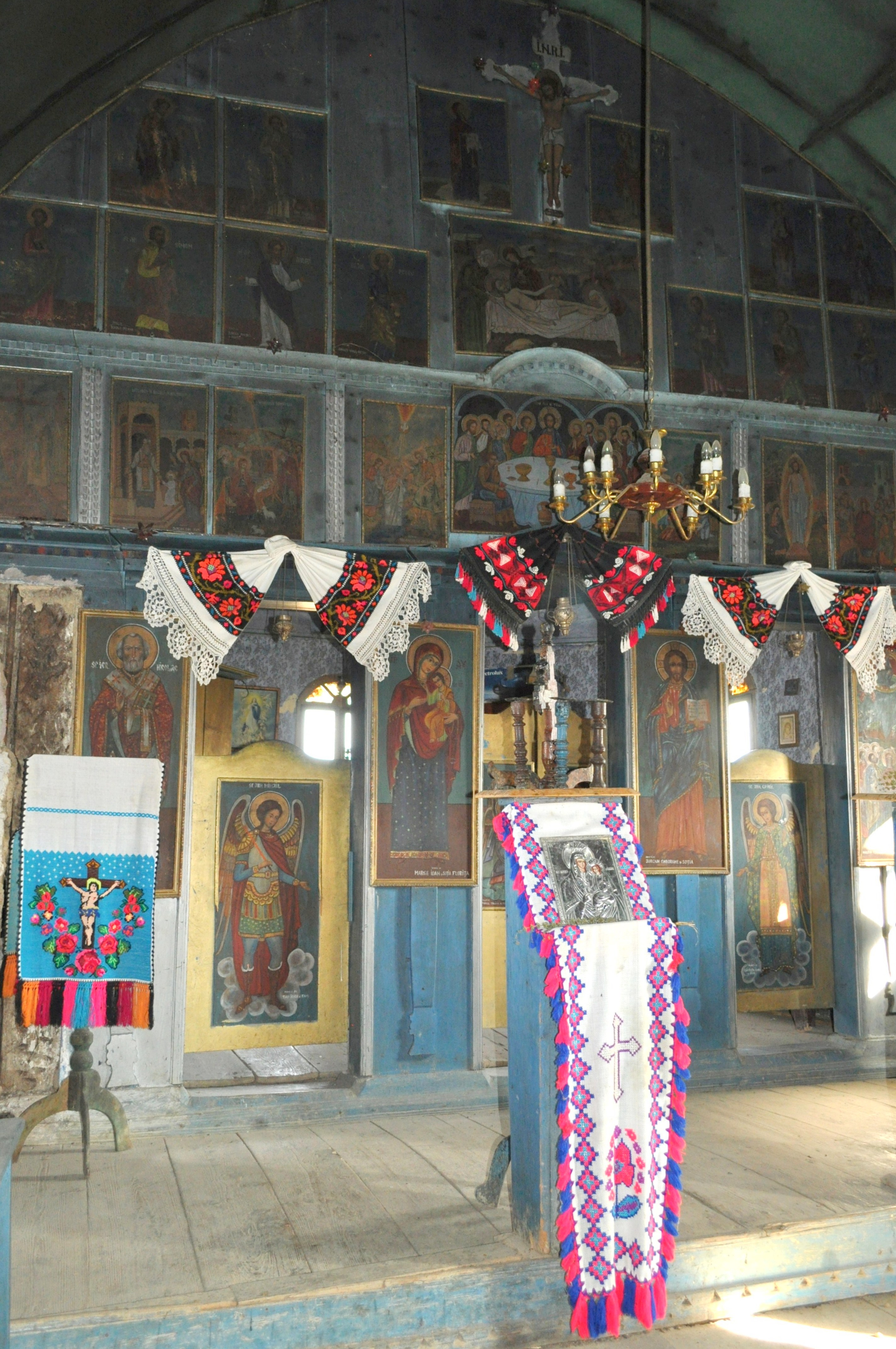
Iconostasul

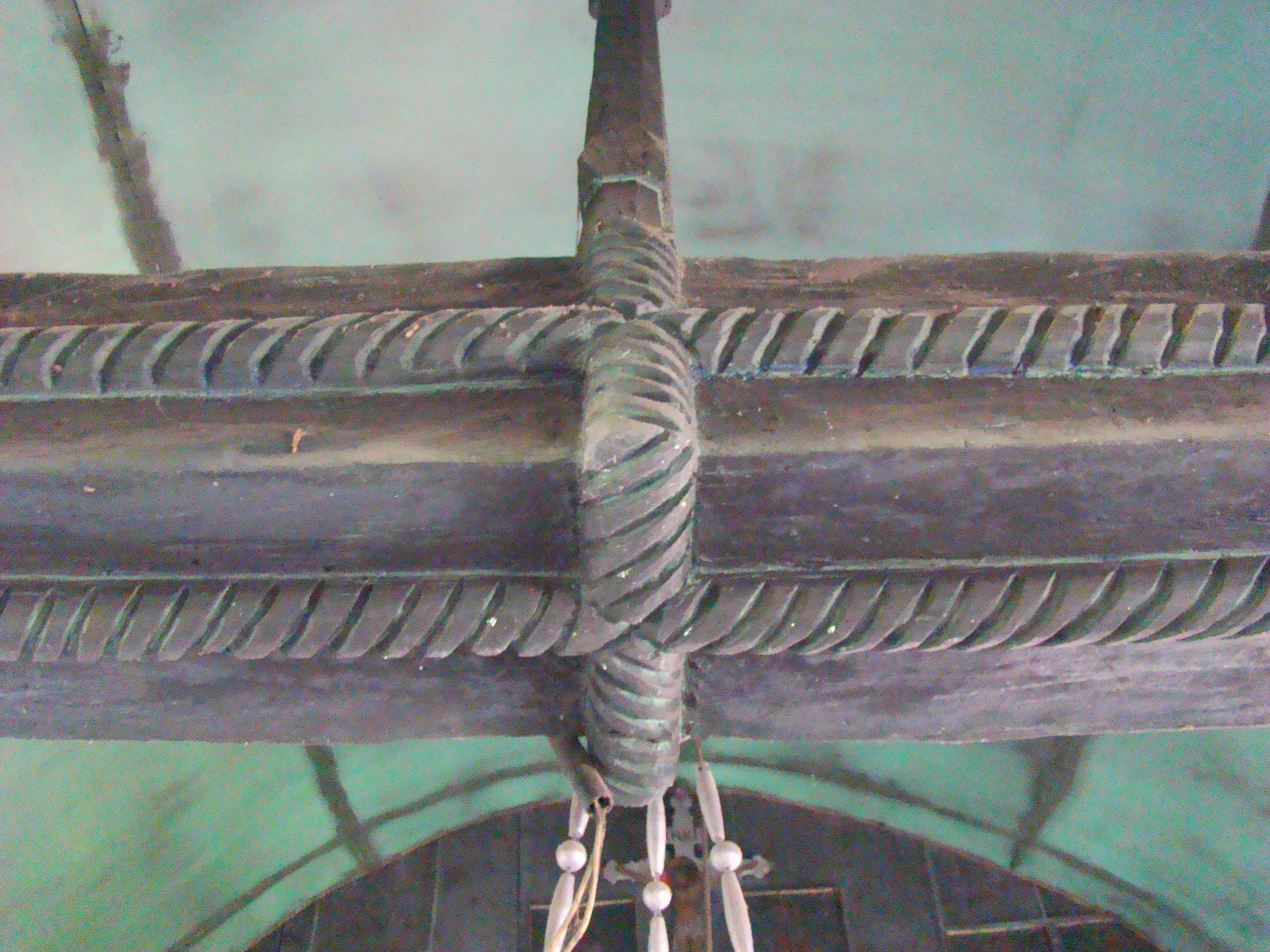
Grinda-tirant frumos ornamentată

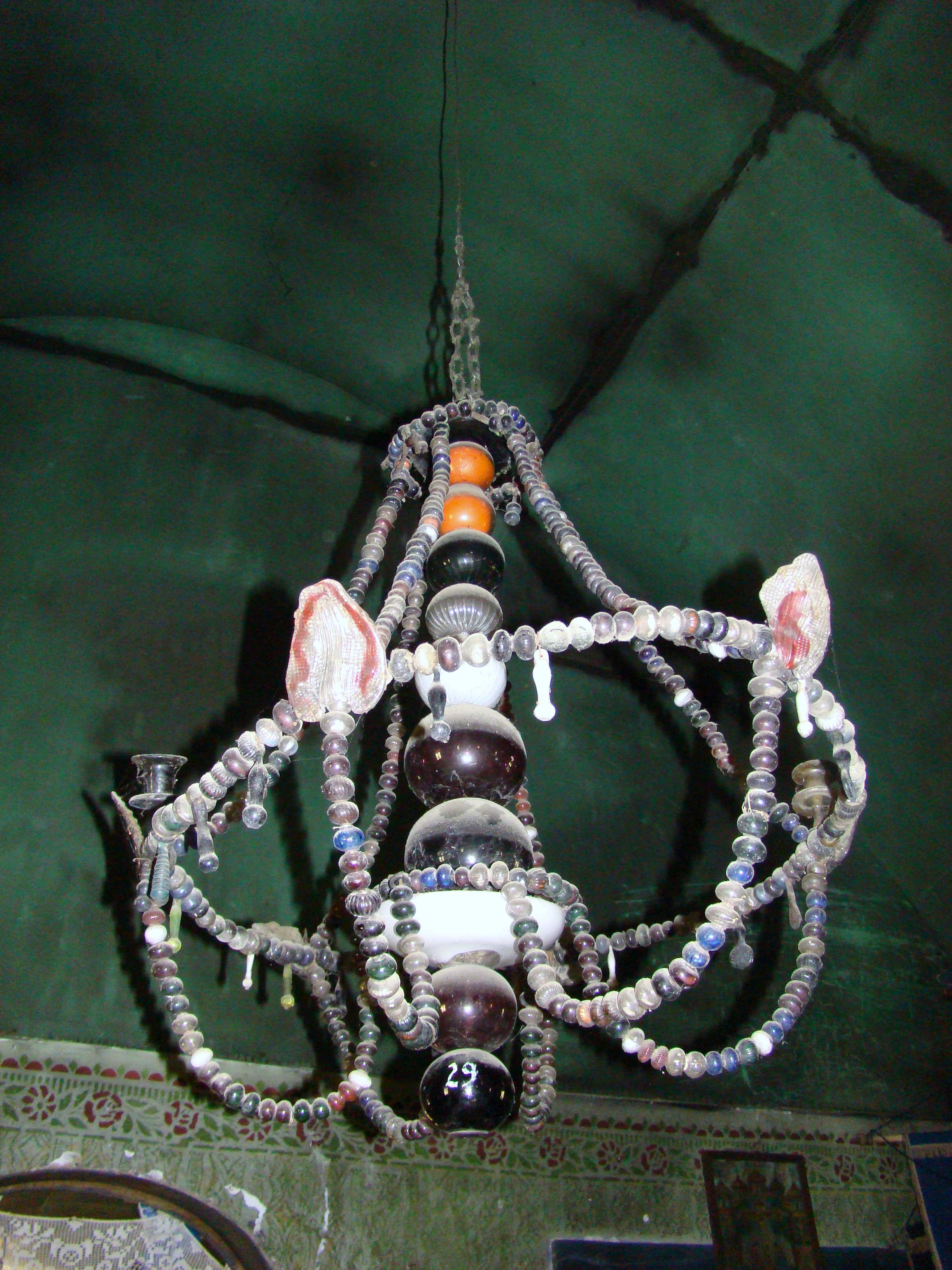
Candelabru vechi din cristal de Murano

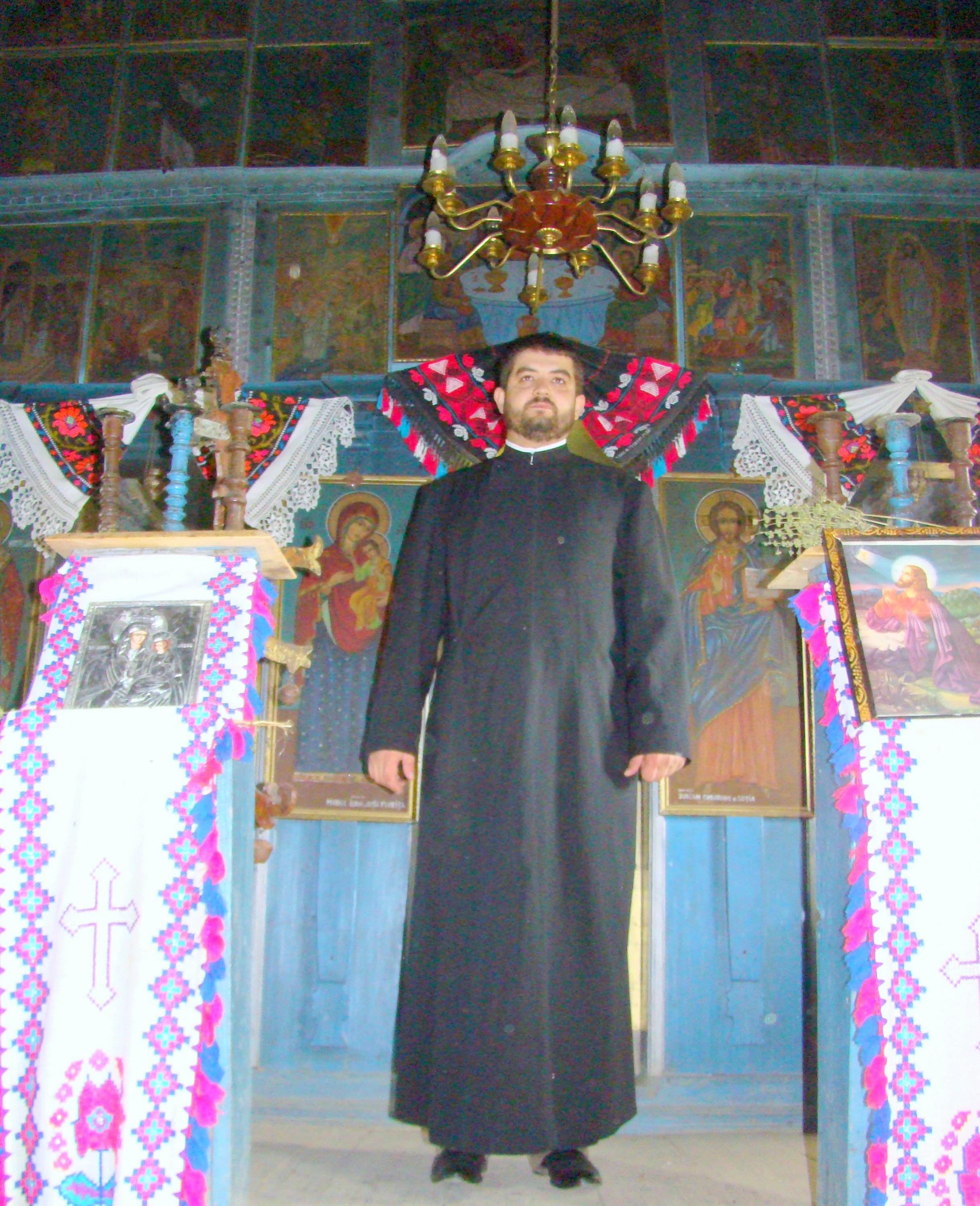
Preotul paroh Lezeu Emanuel

Biserica de lemn din Săucani, comuna Răbăgani, județul Bihor, datează din secolul XVIII (1720). Are hramul „Înălțarea Domnului”. Biserica nu se află pe noua listă a monumentelor istorice.

## Imagini din exterior

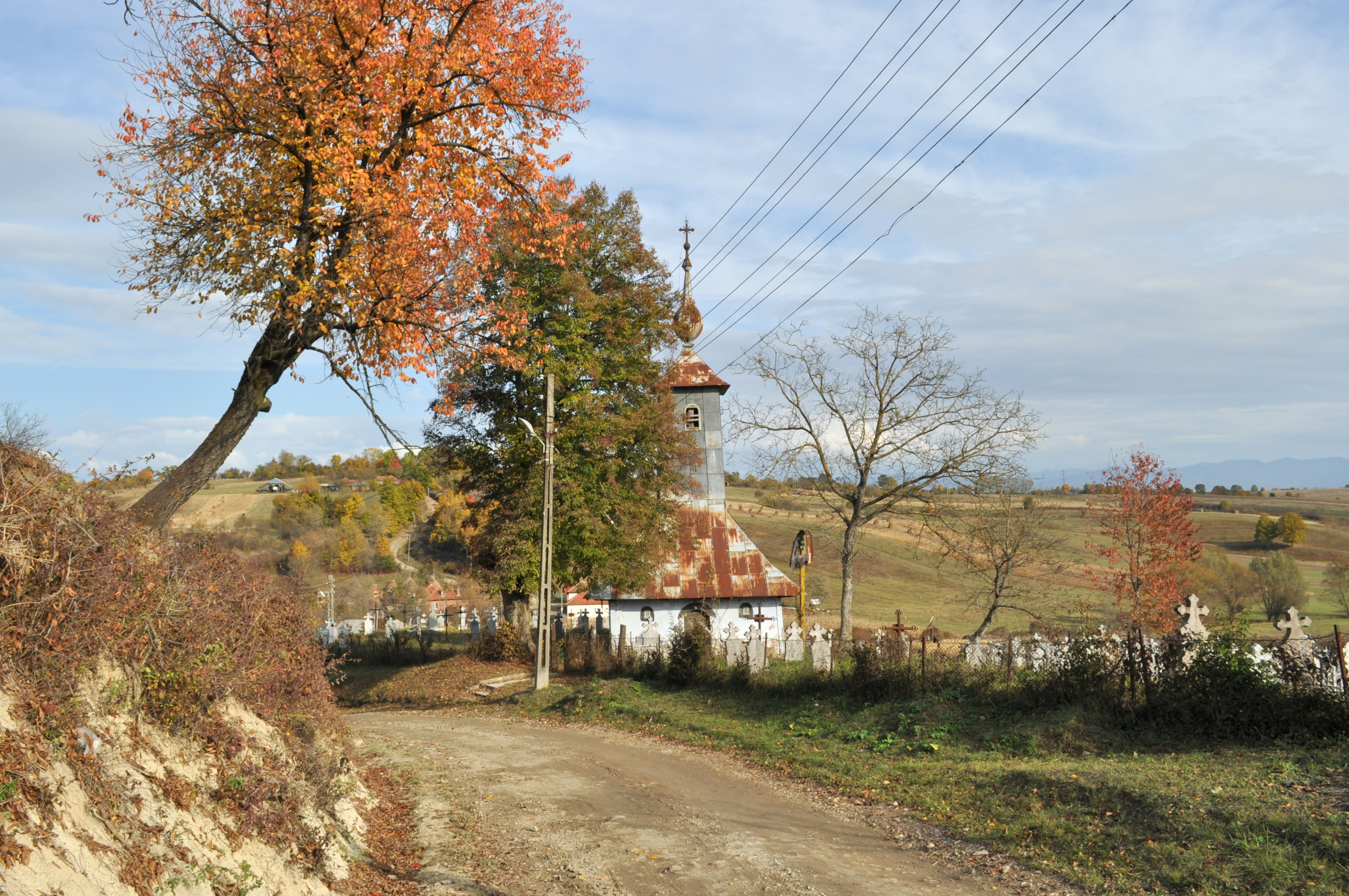
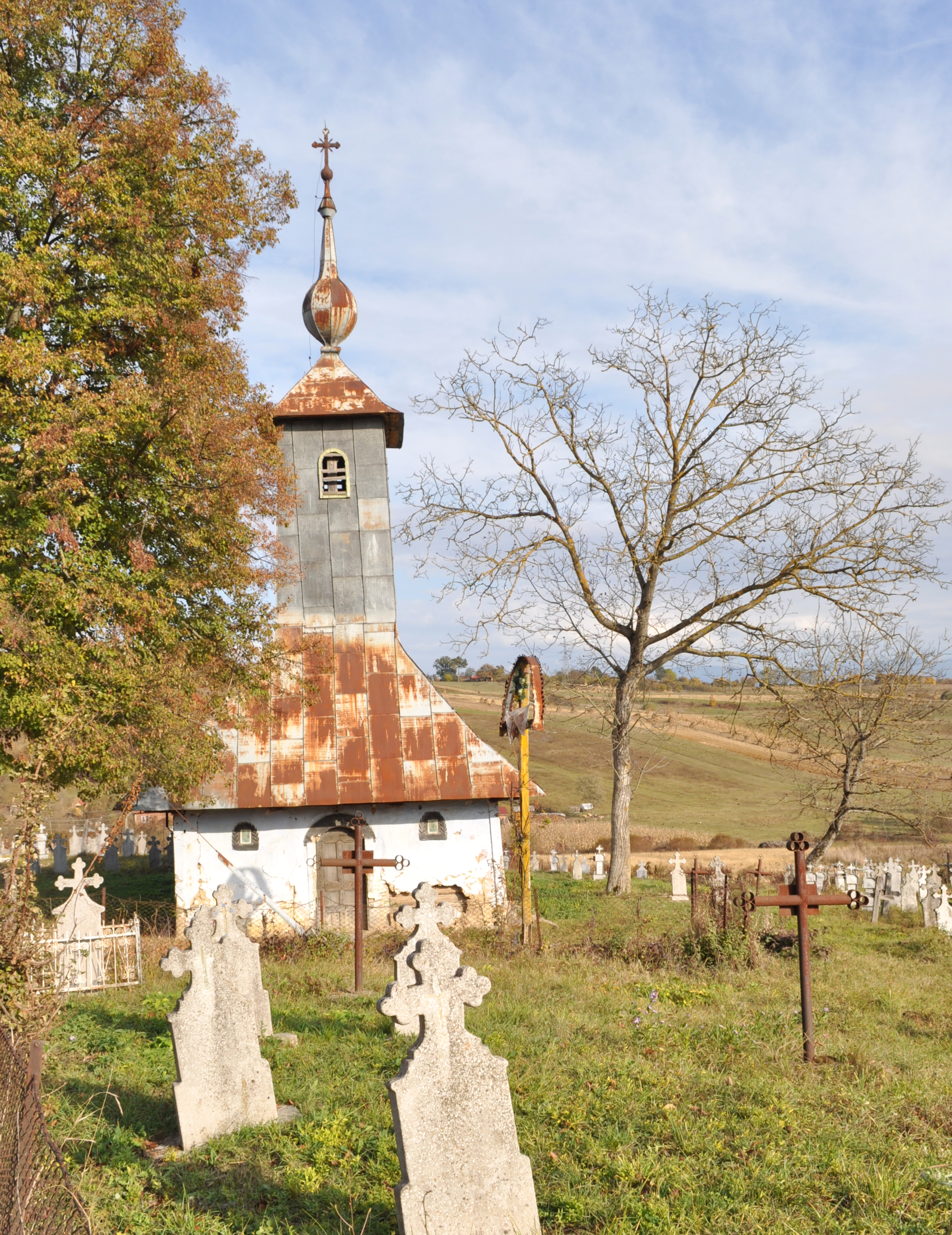
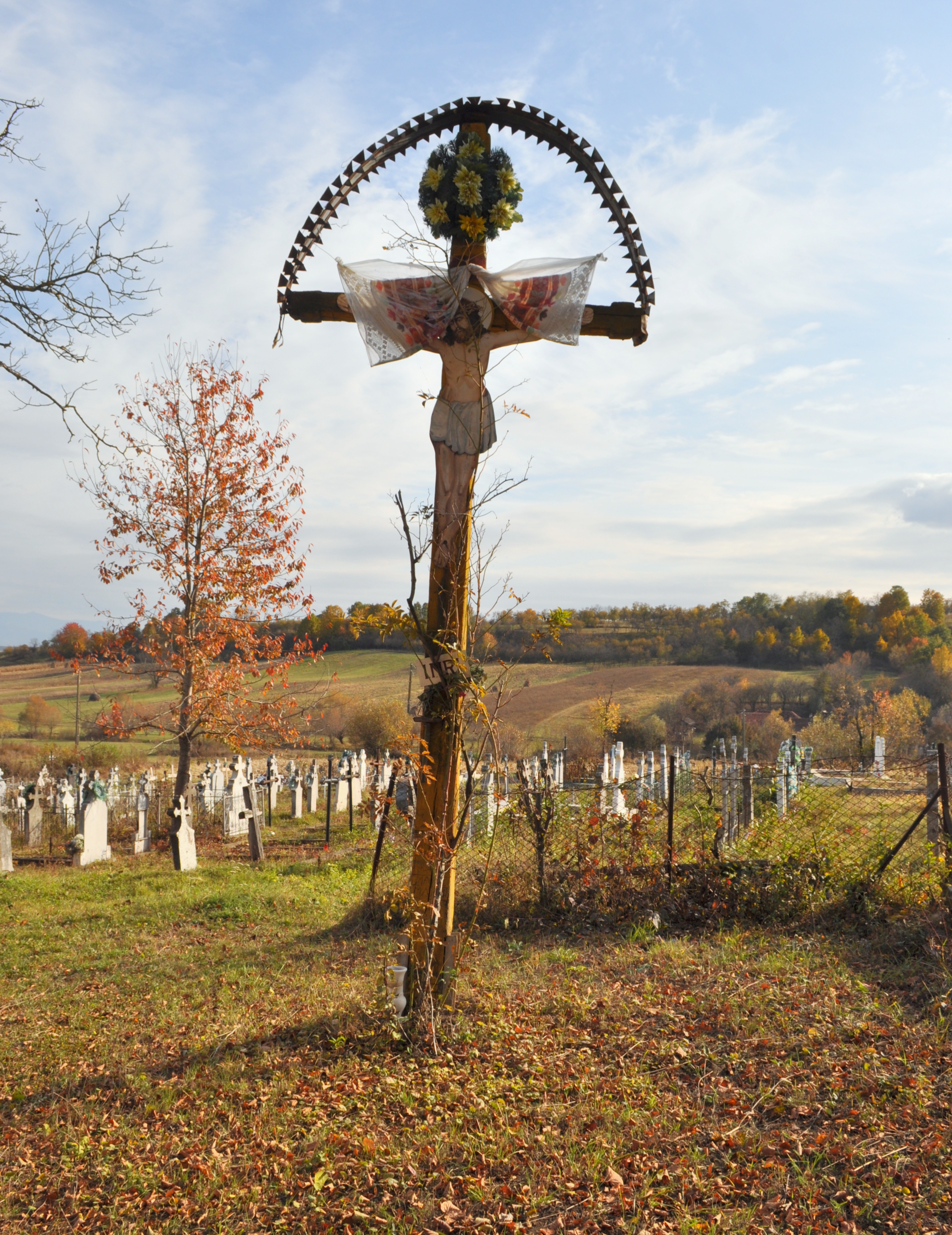
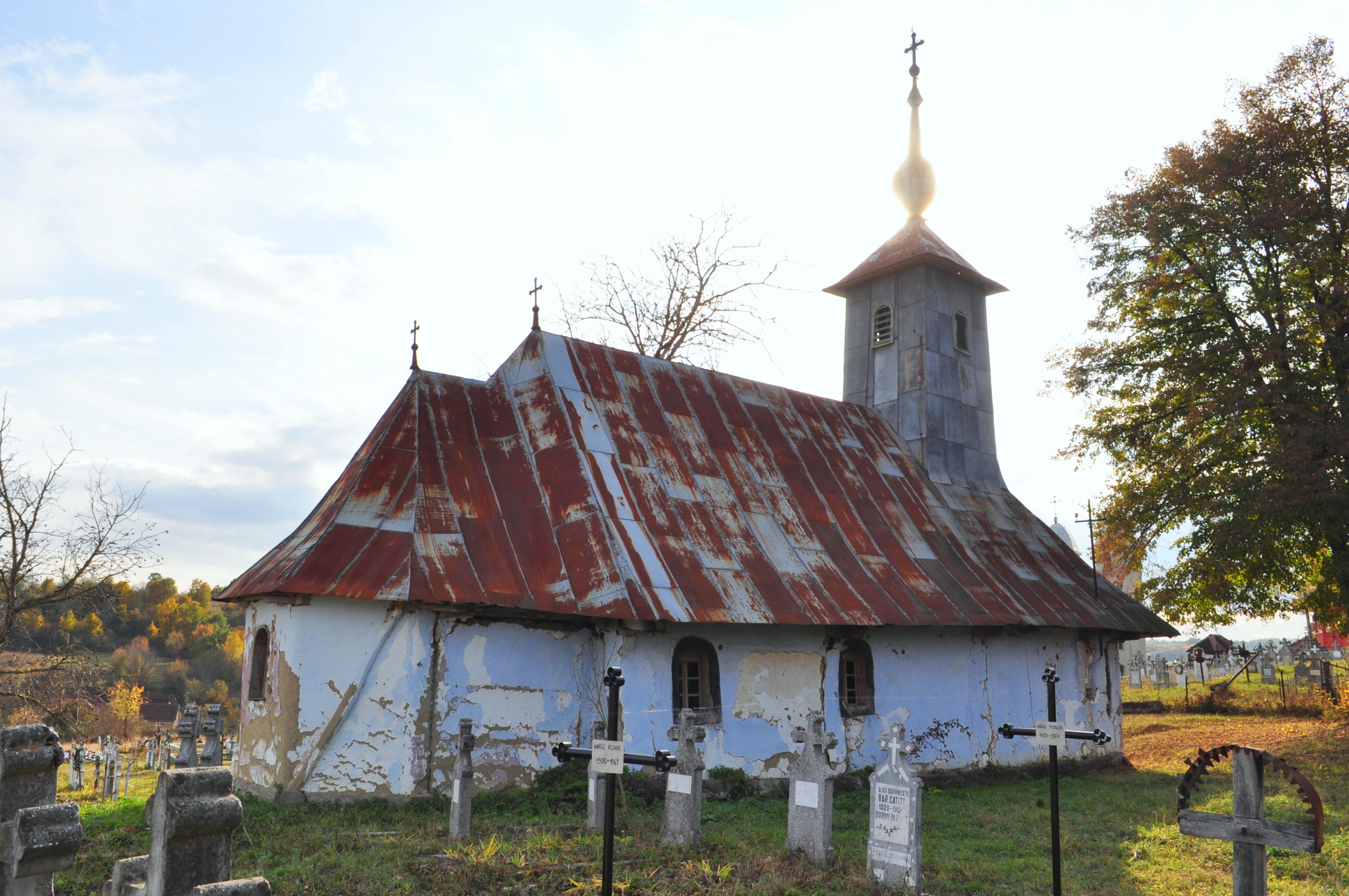
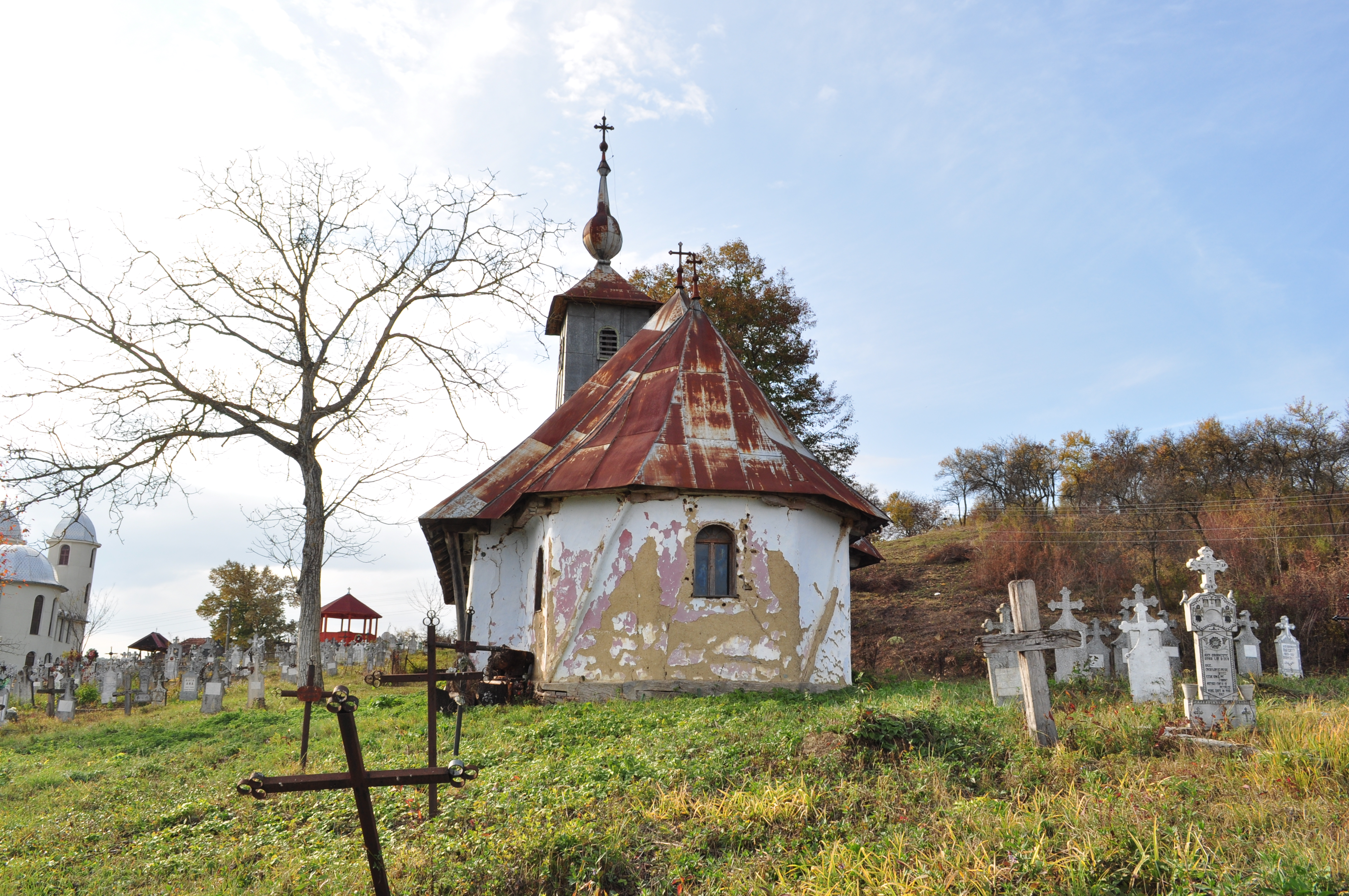
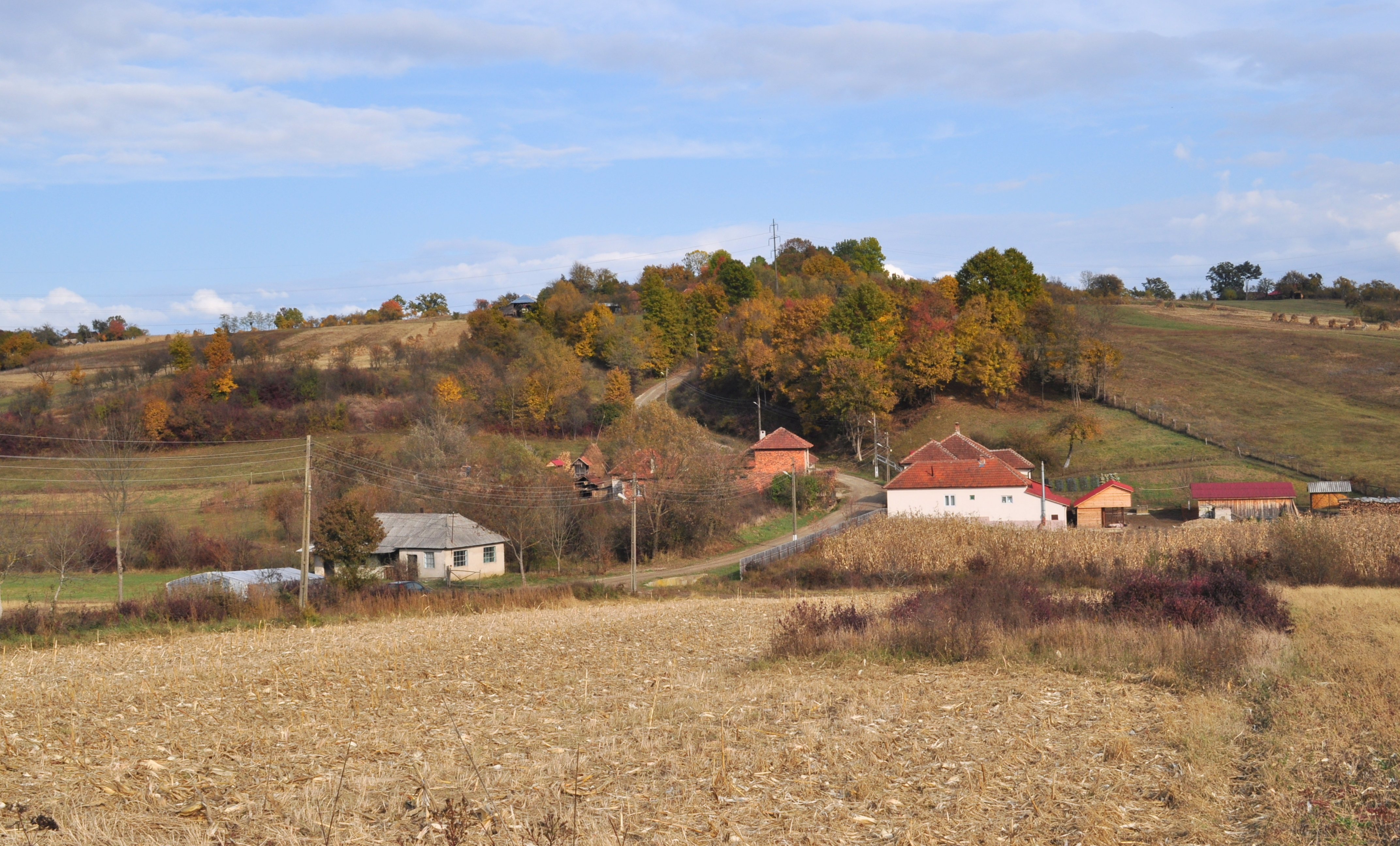
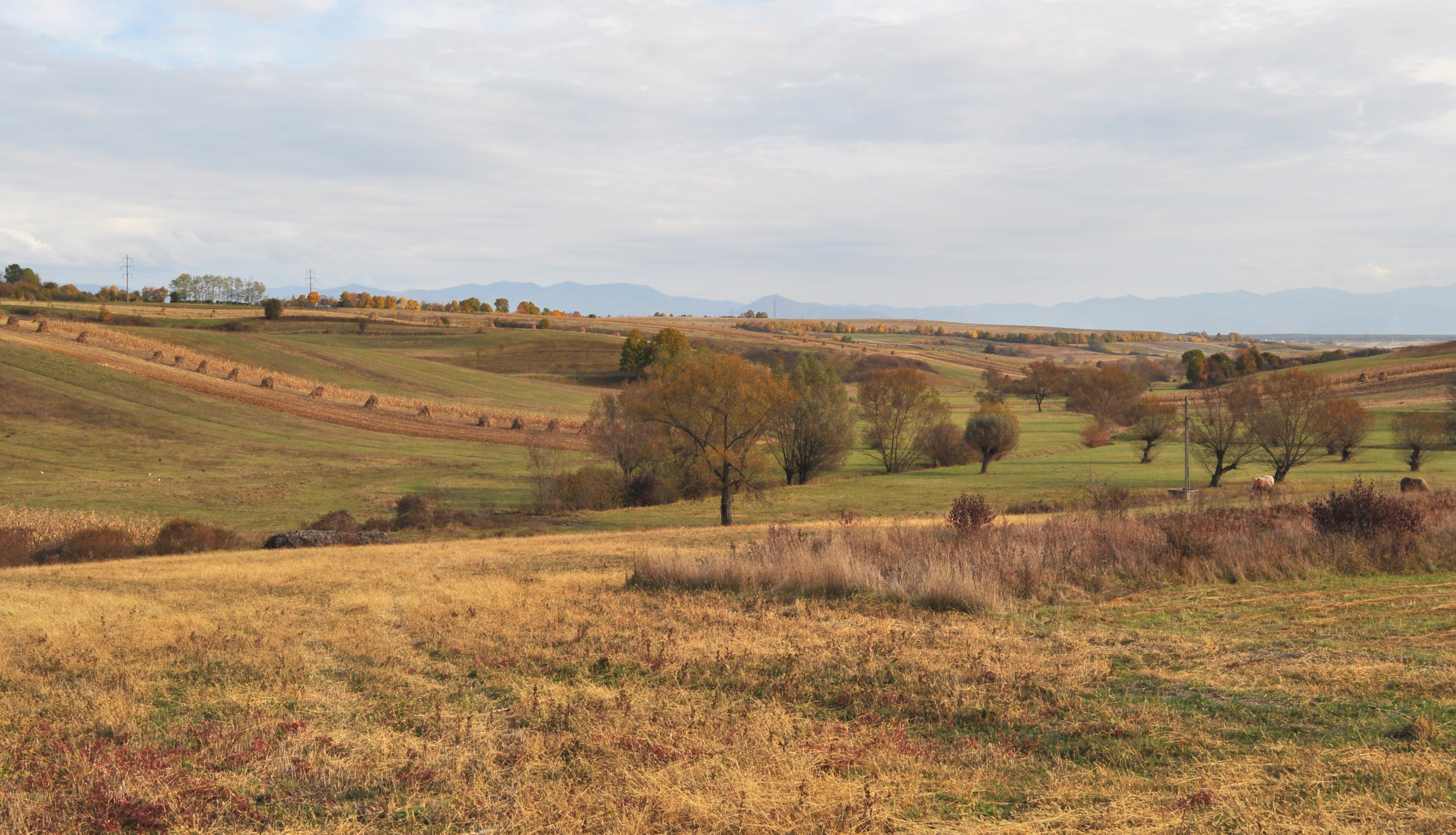
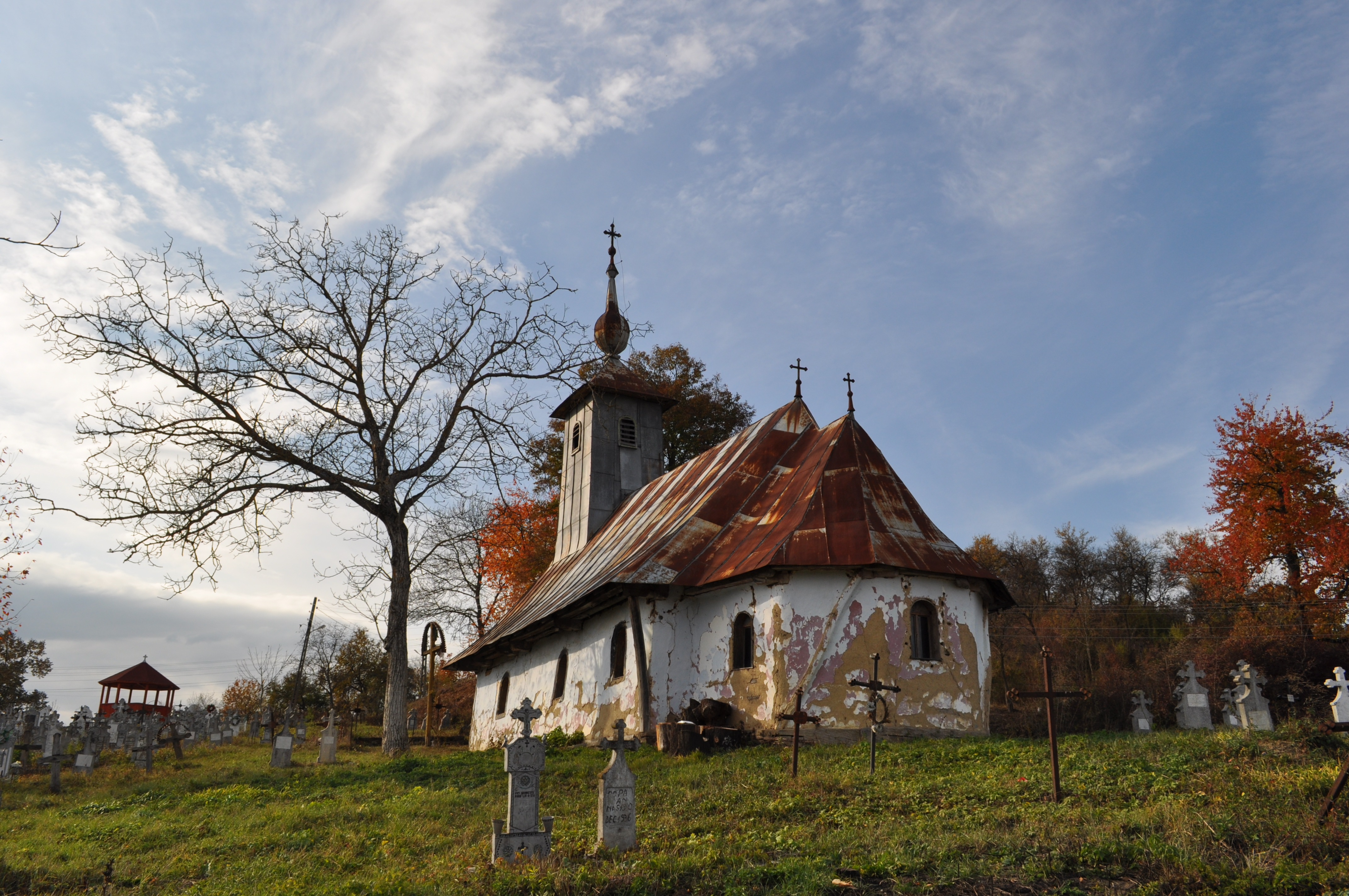
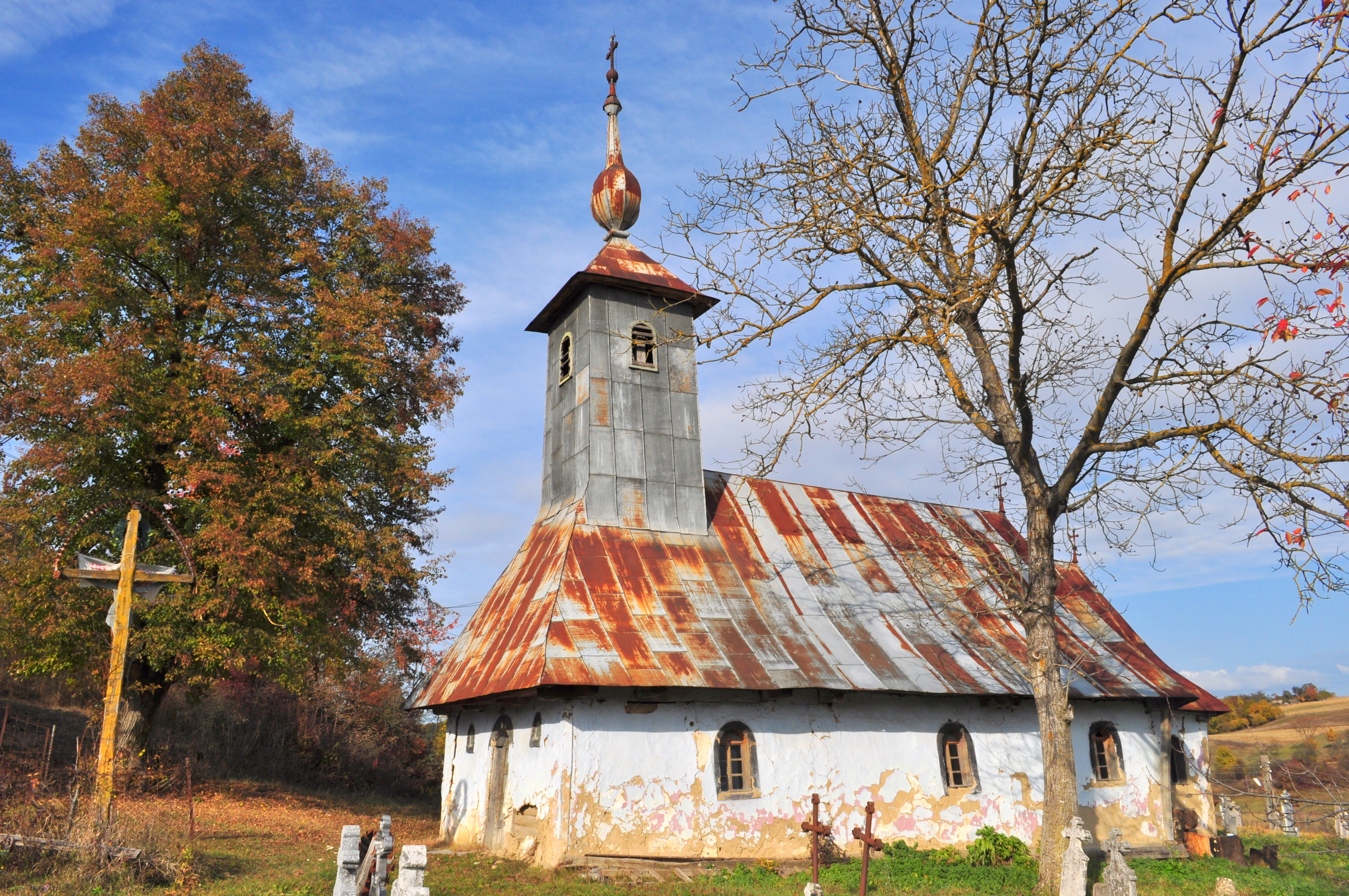
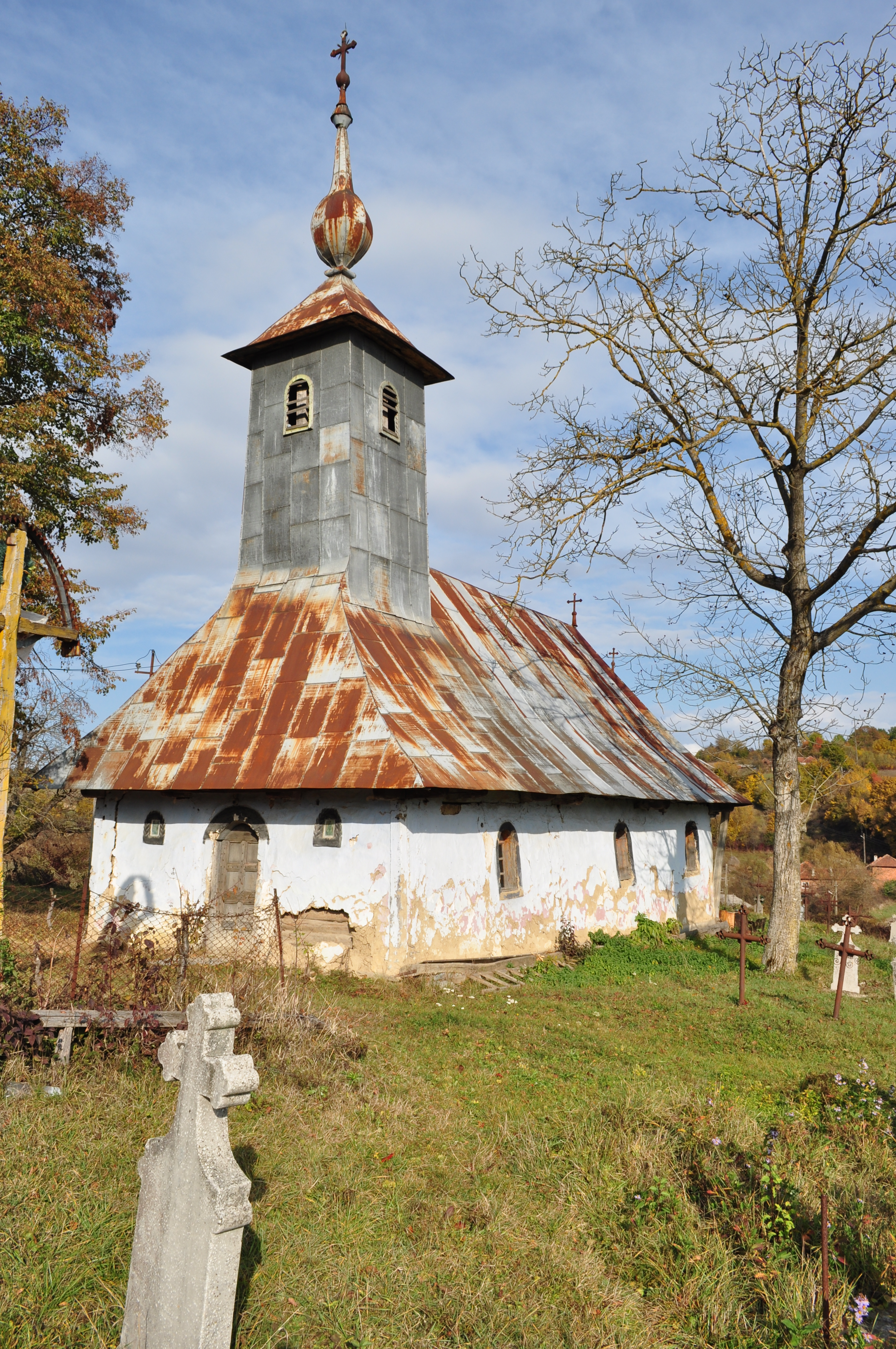
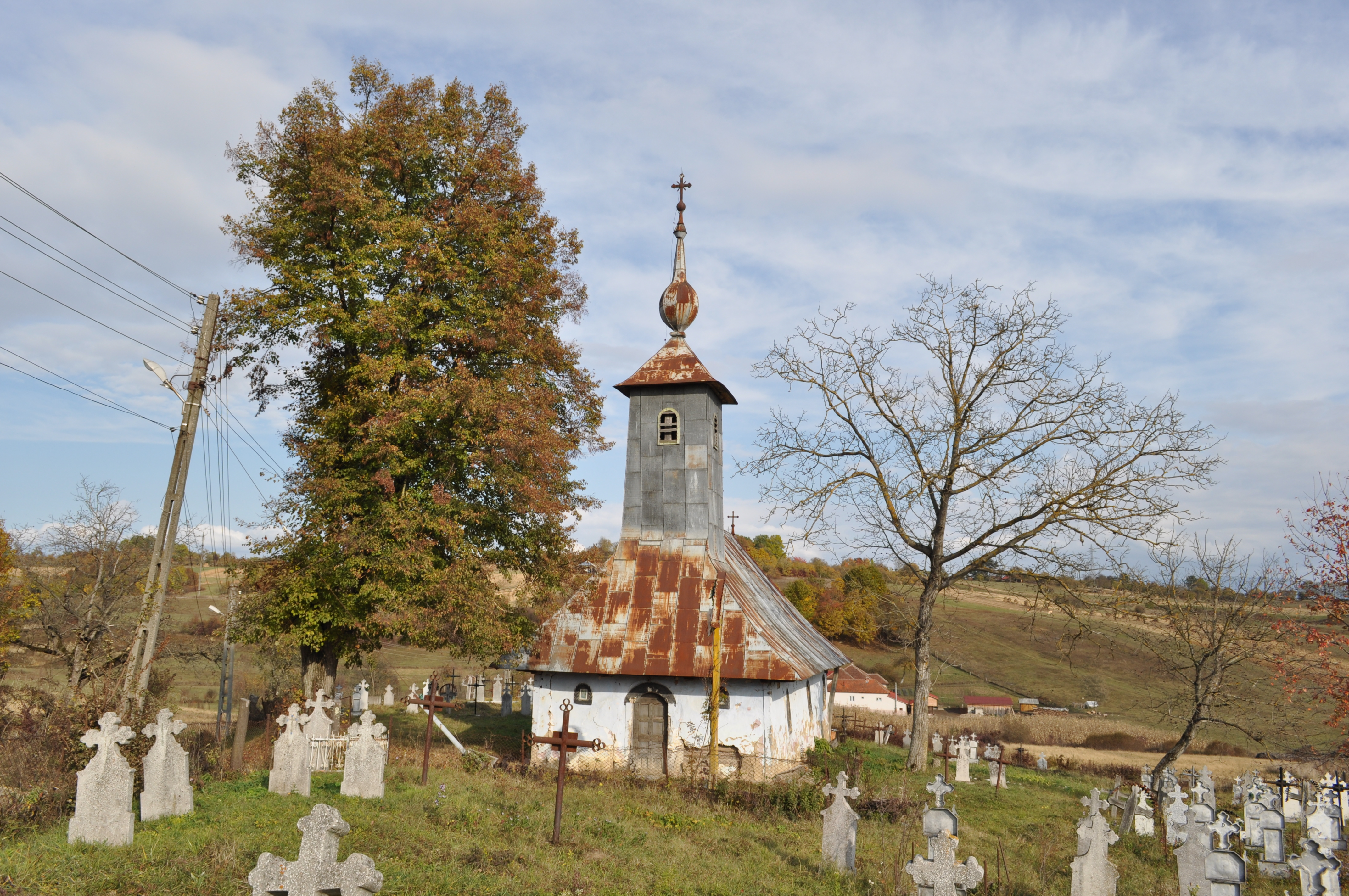
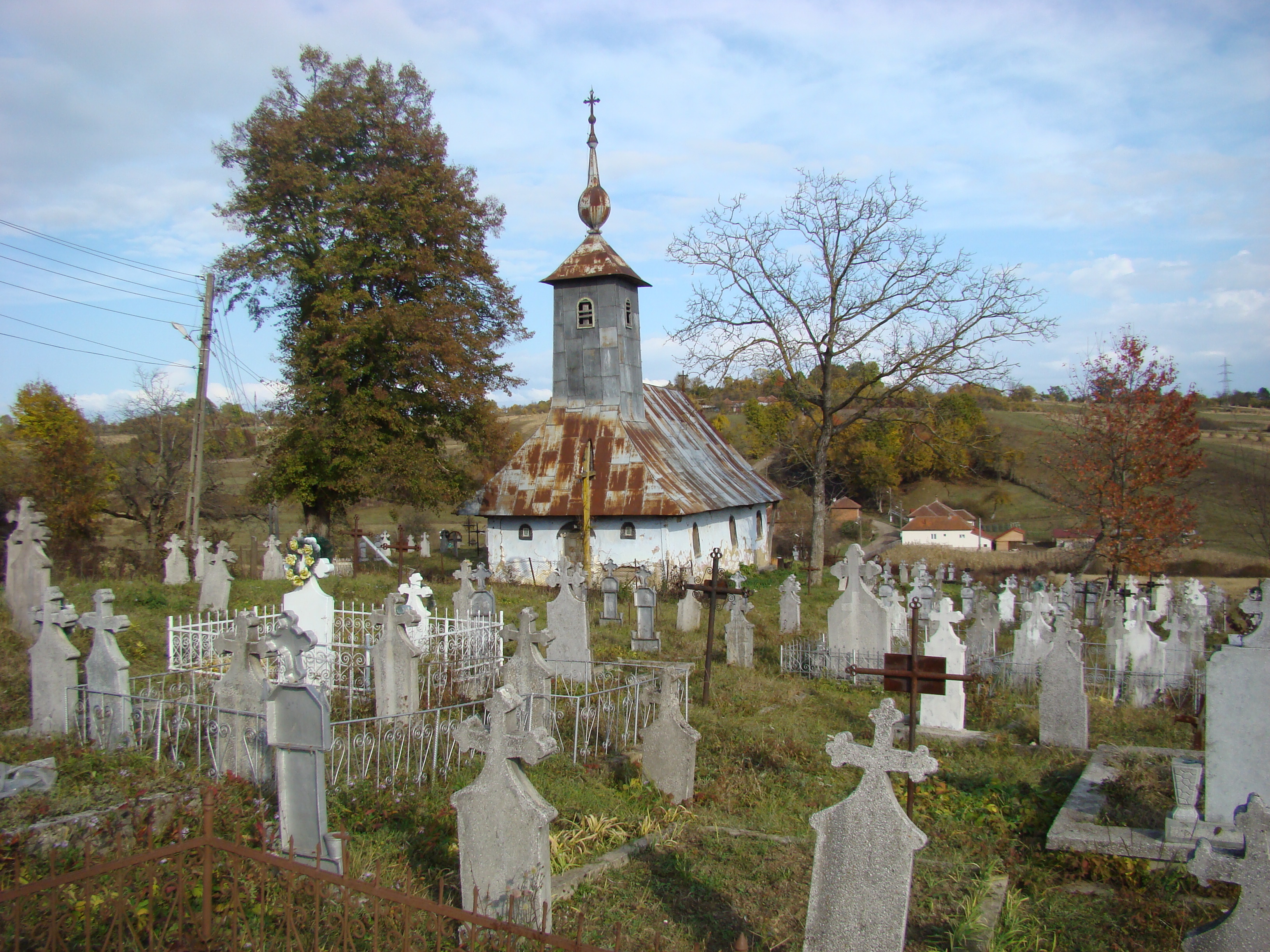
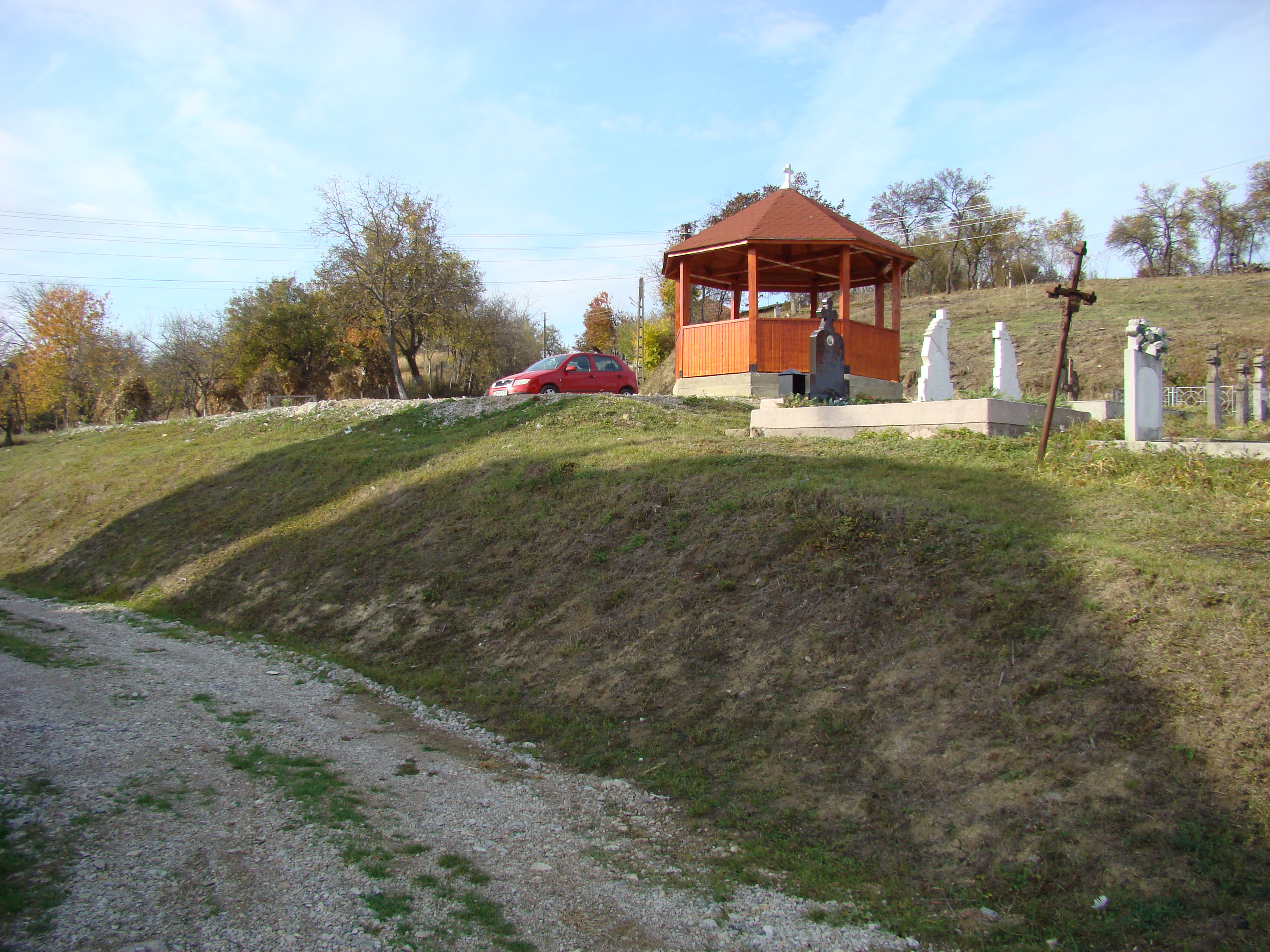
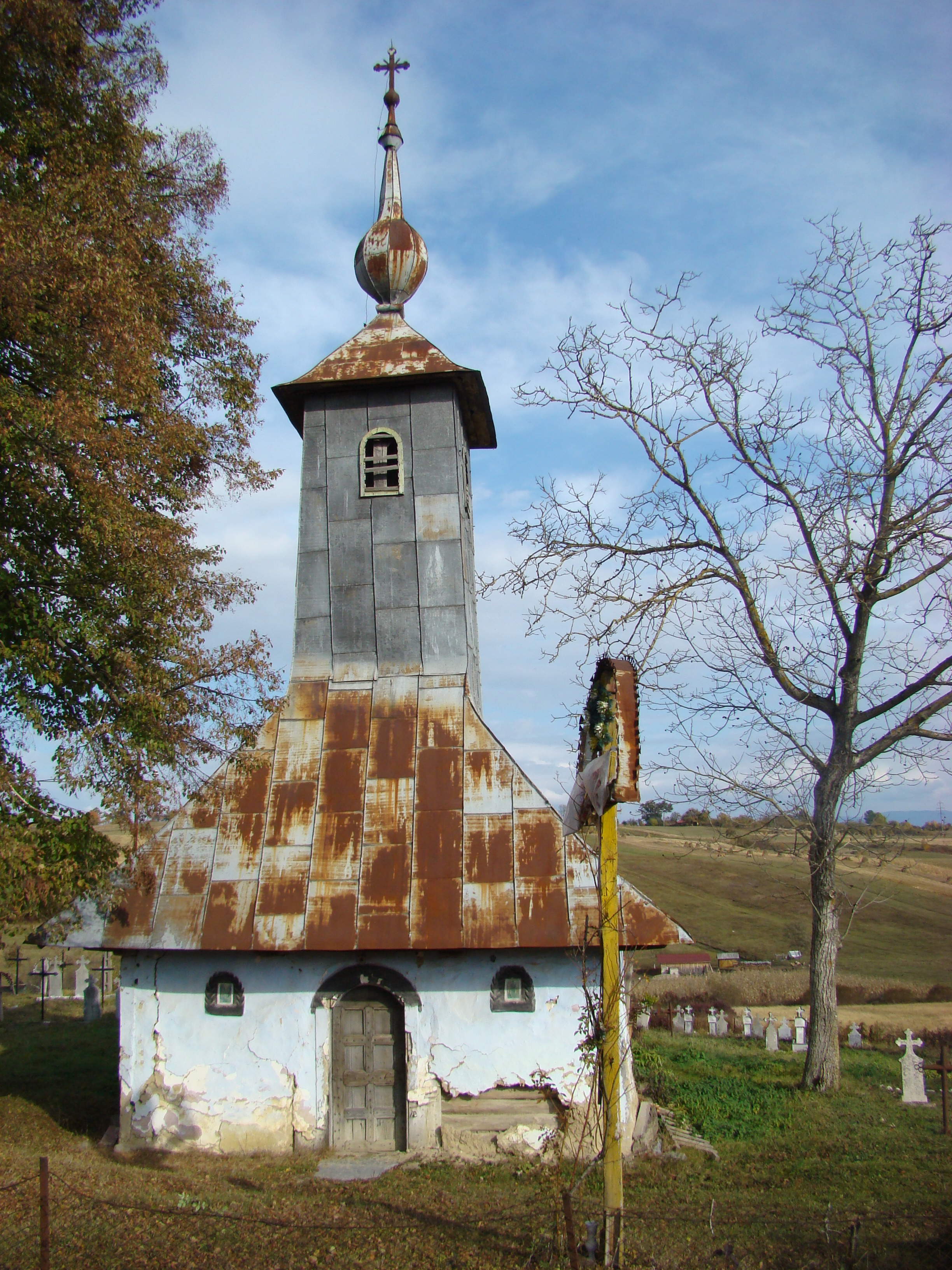
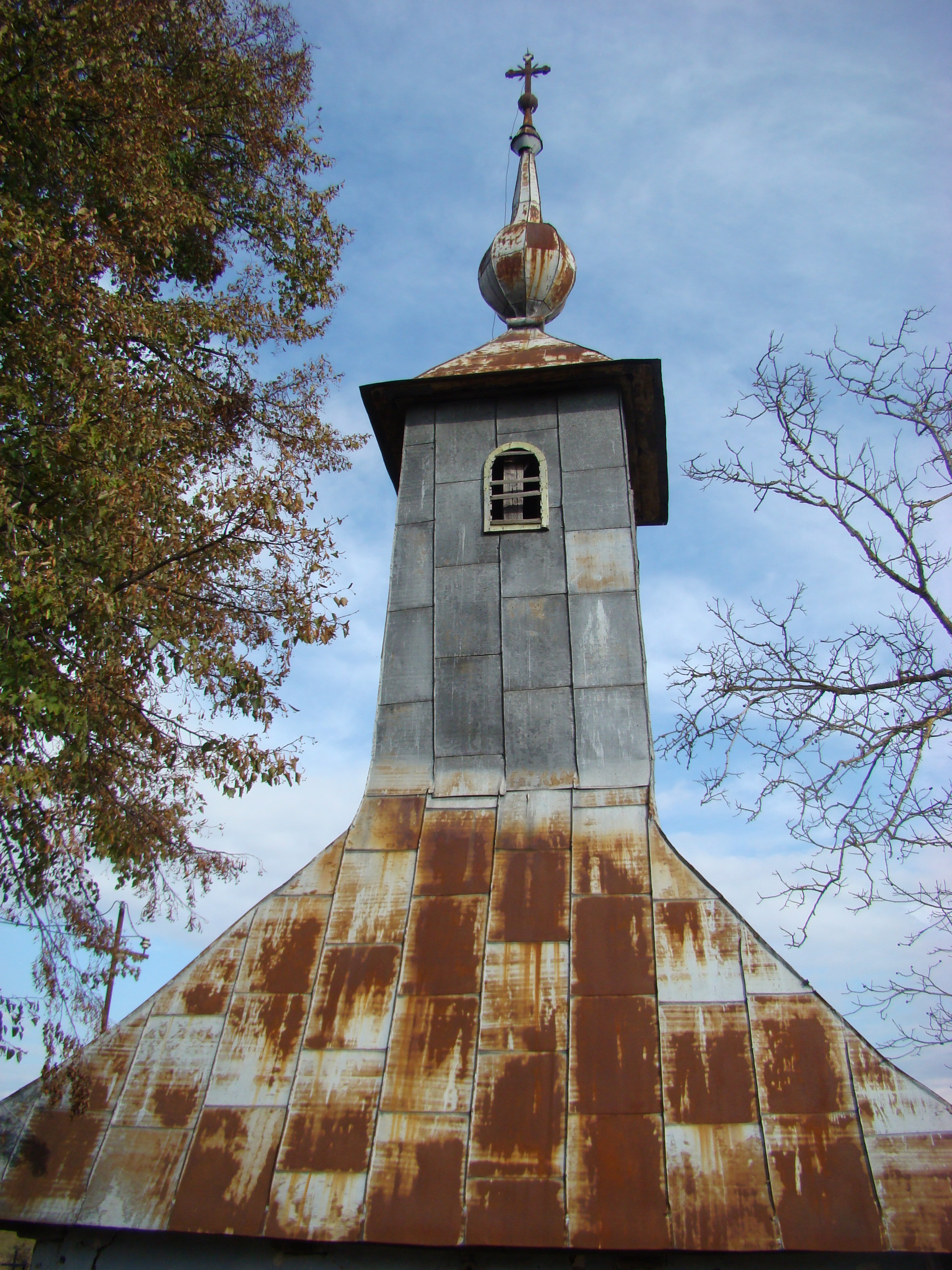
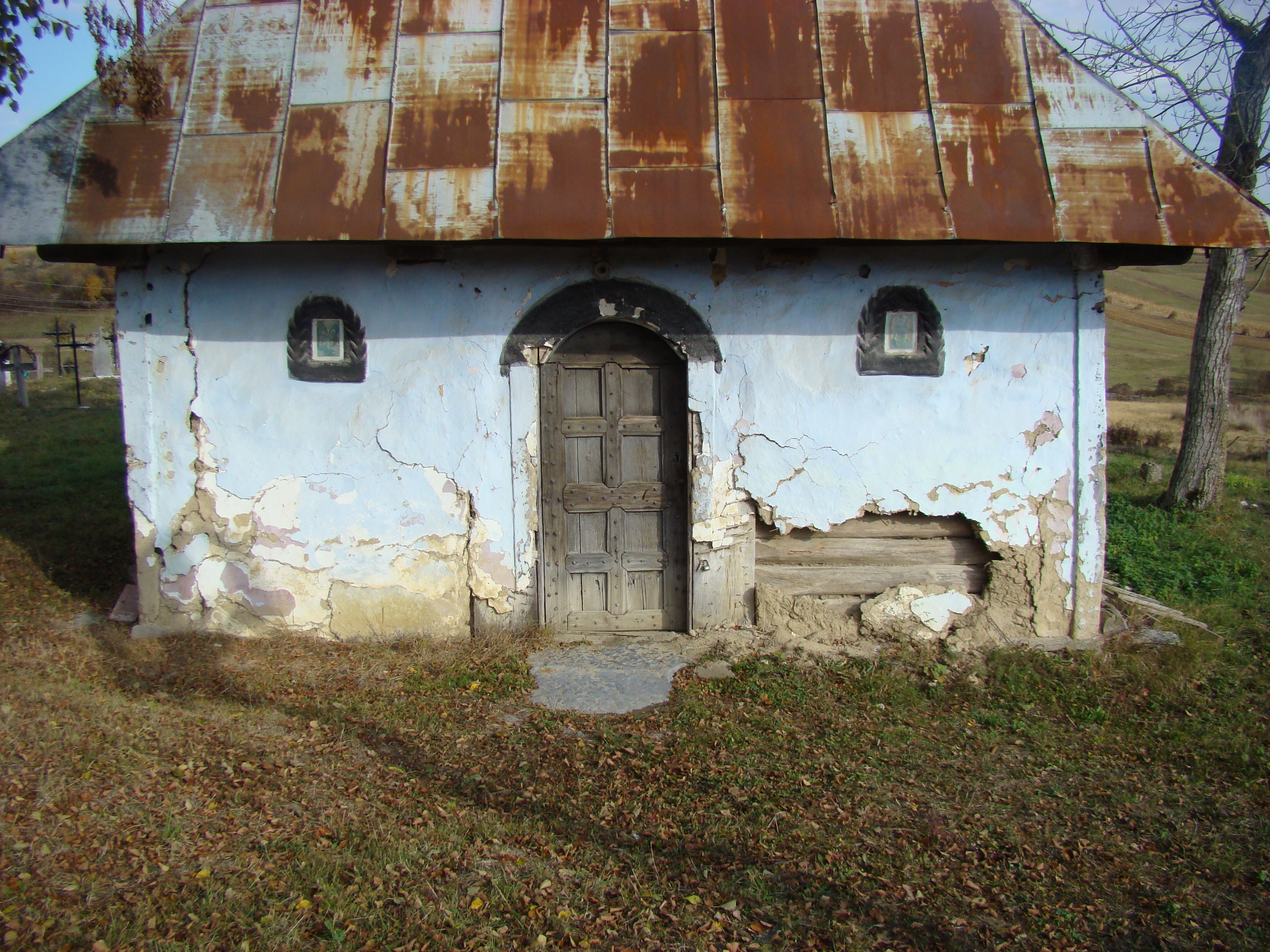
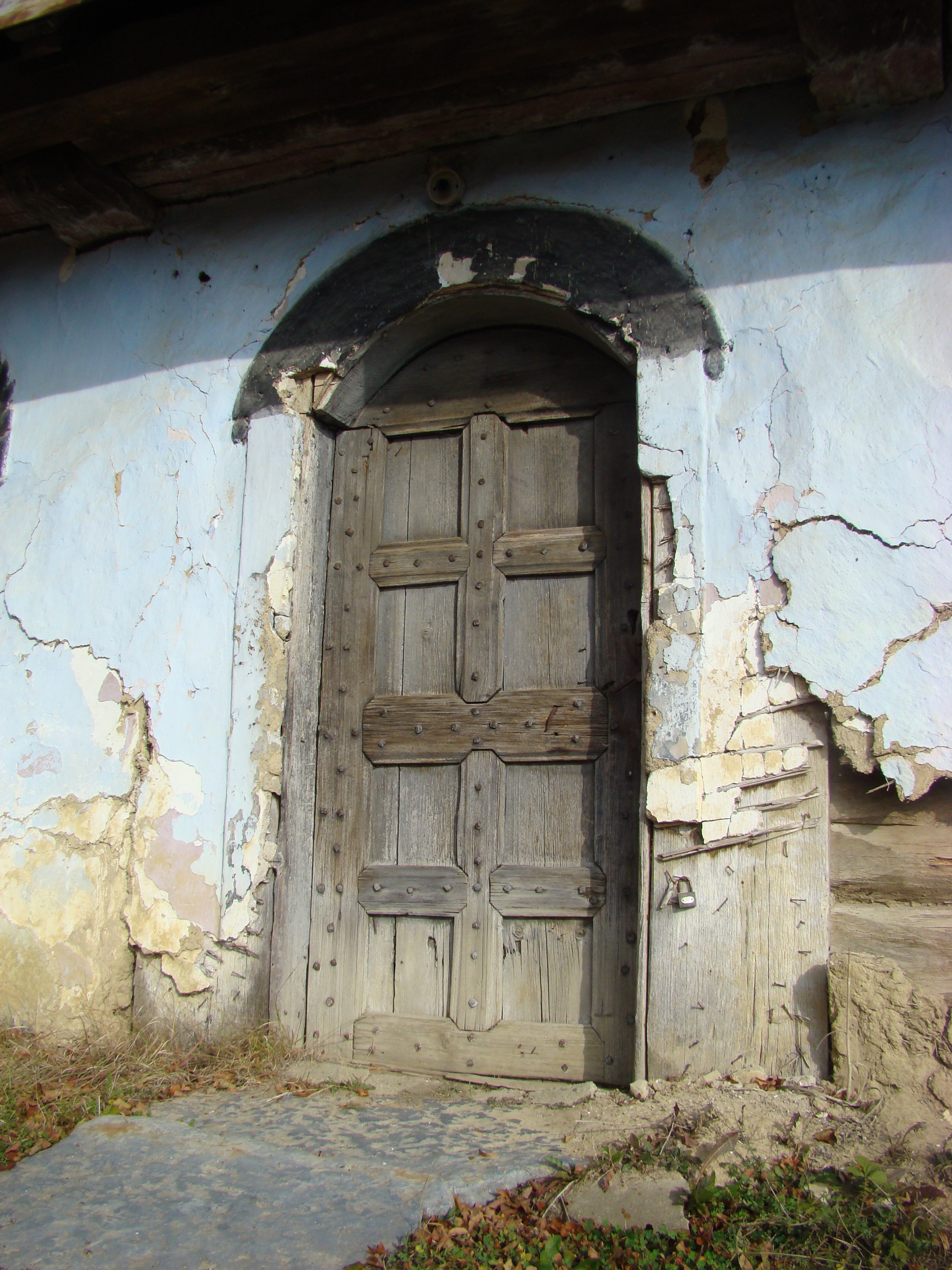
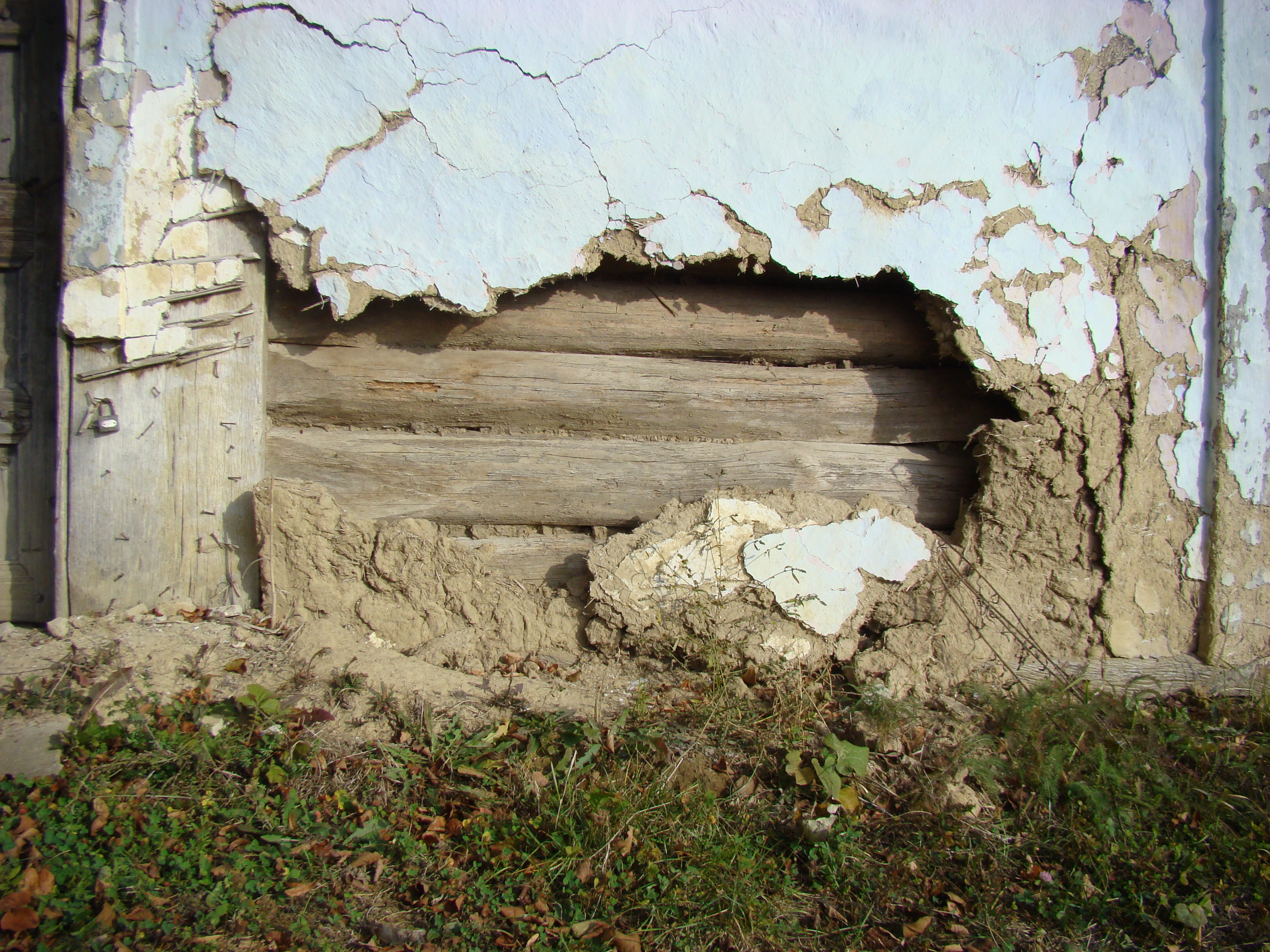
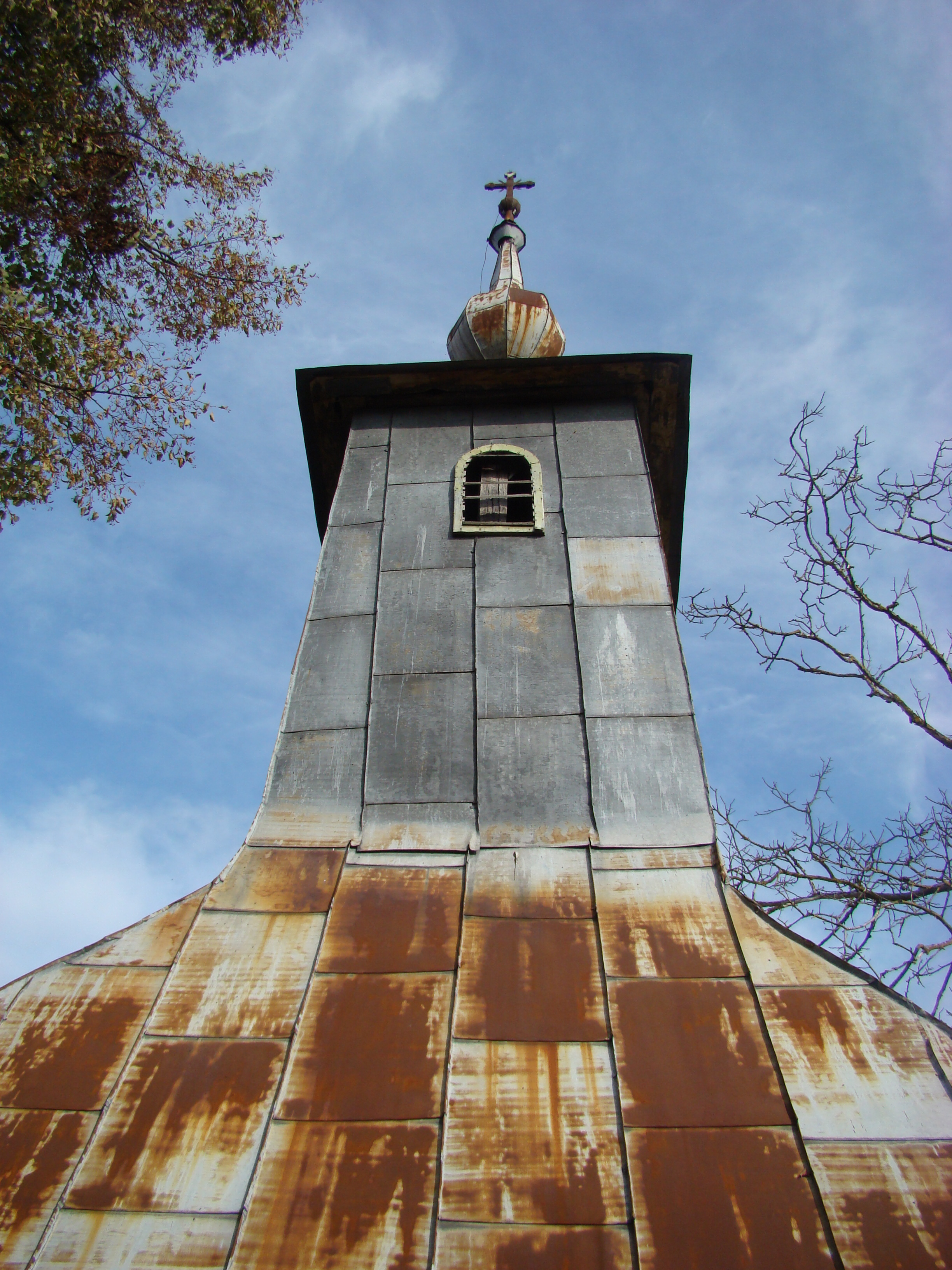
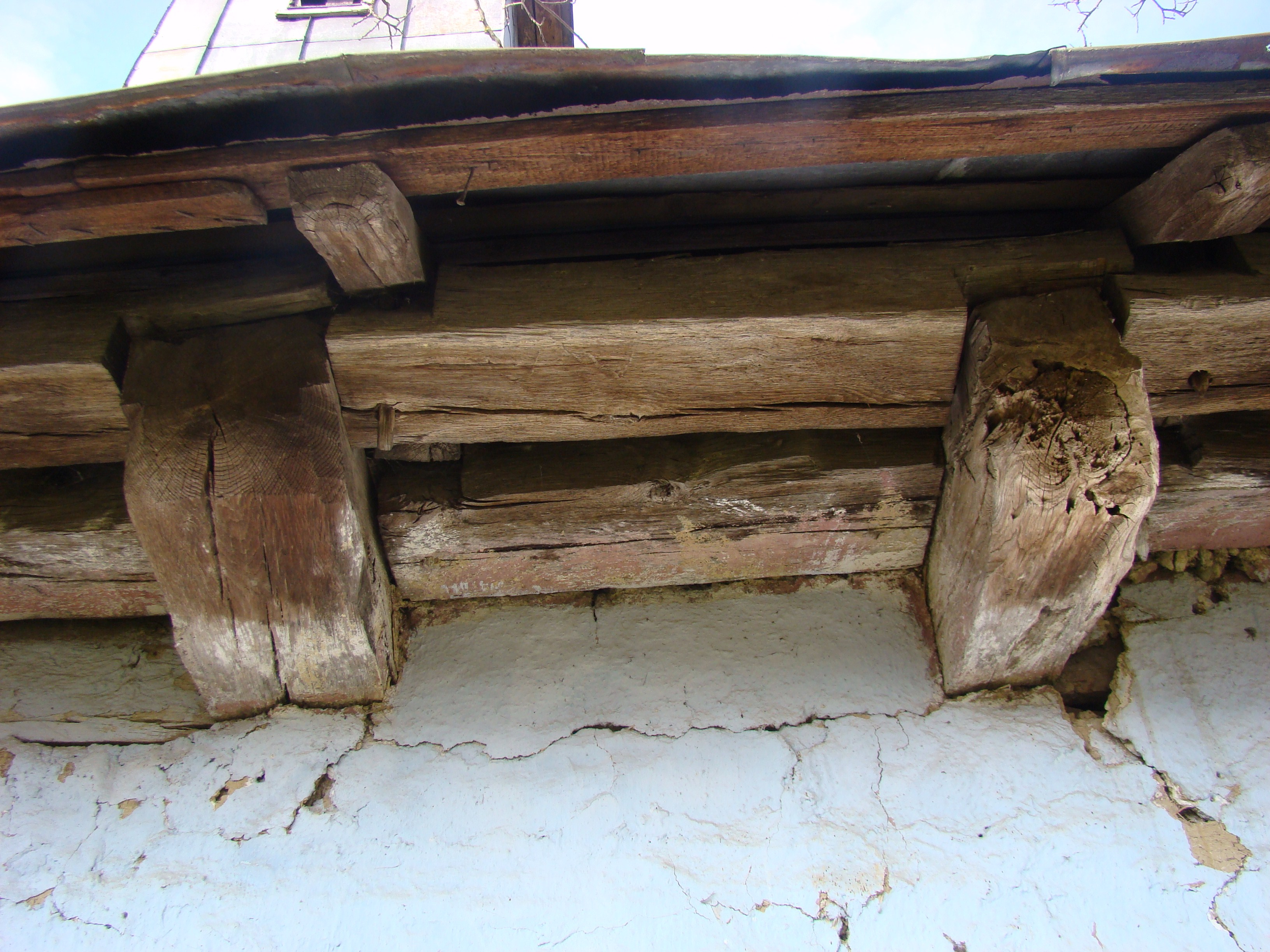
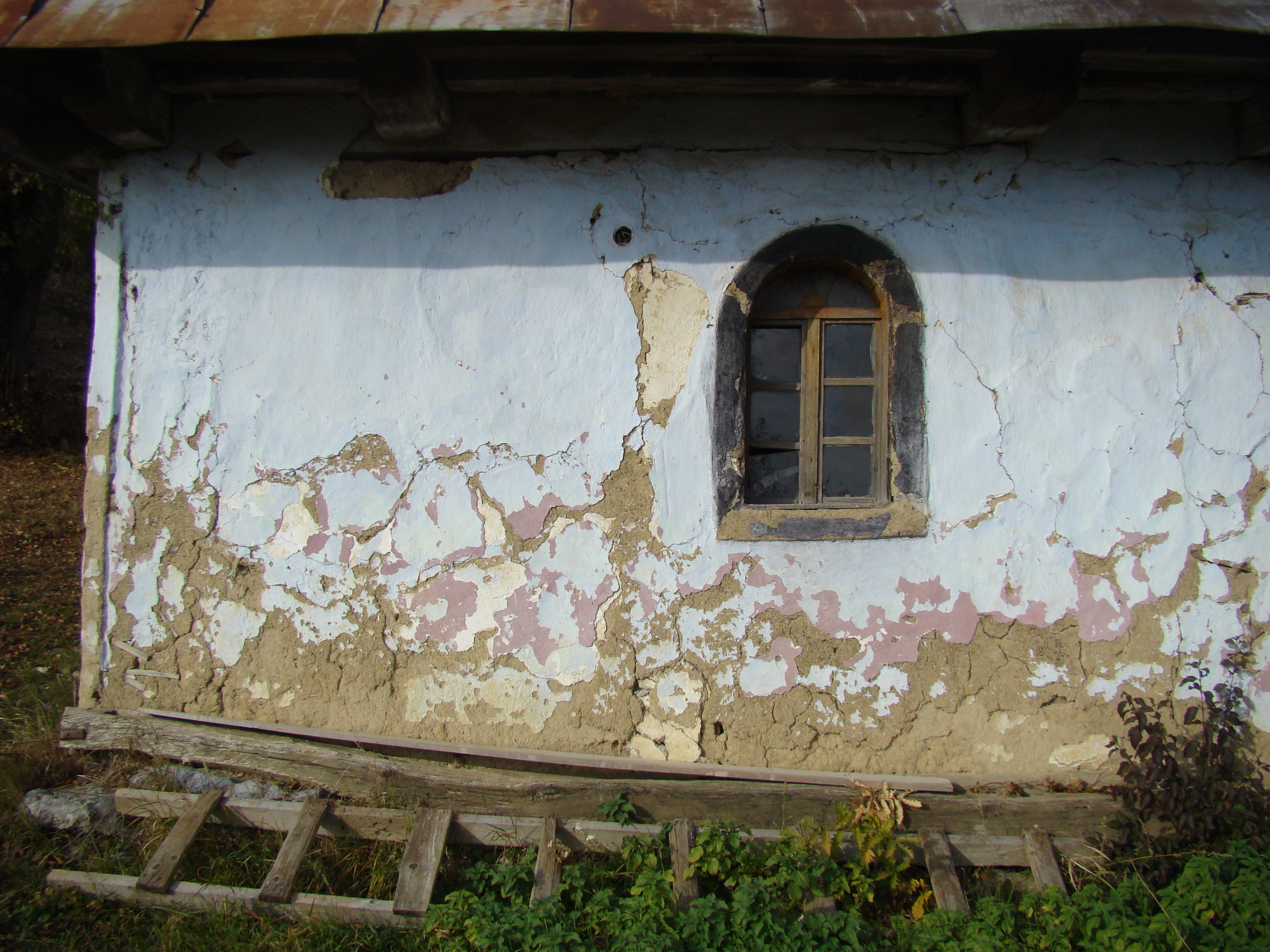
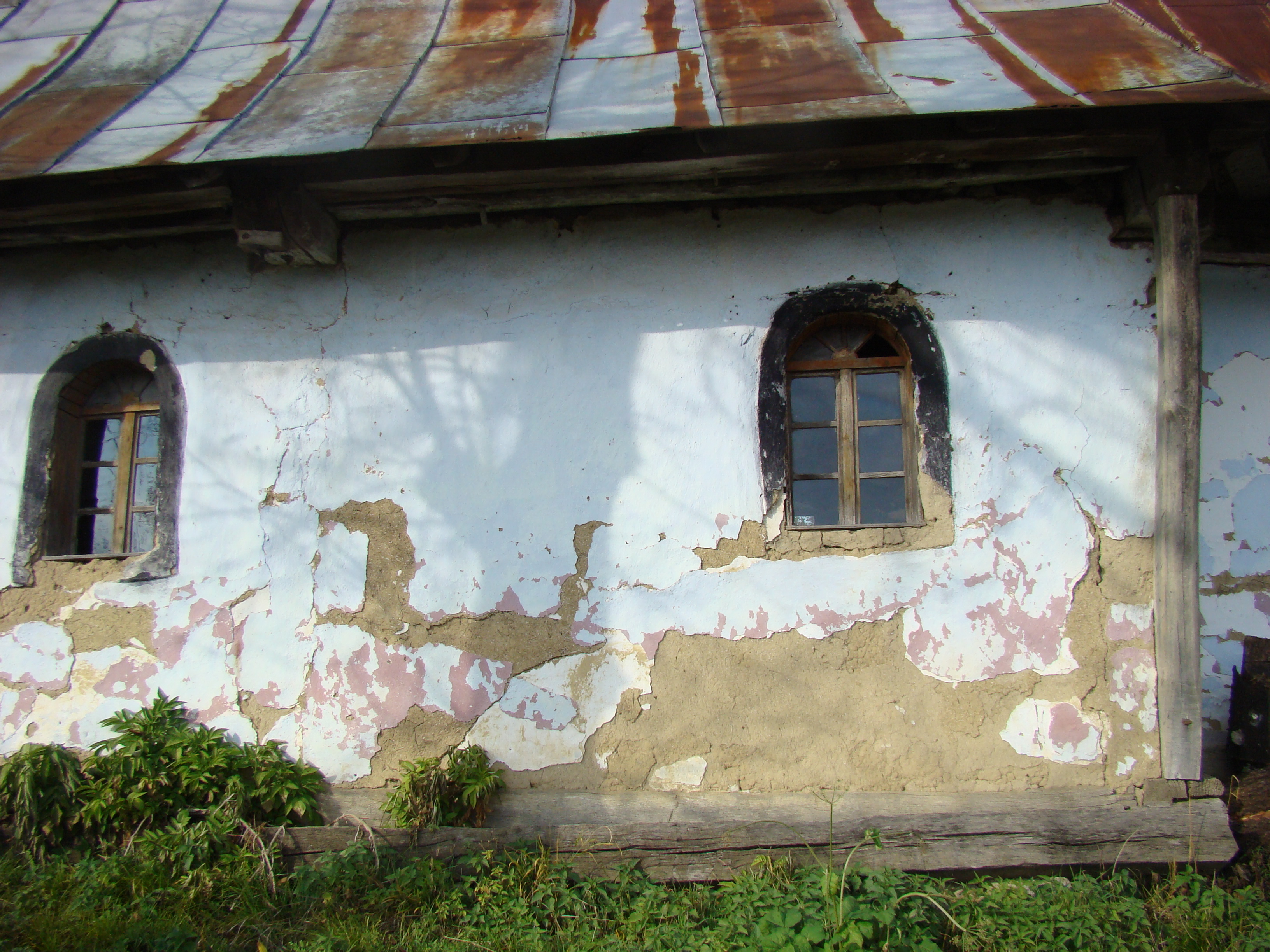
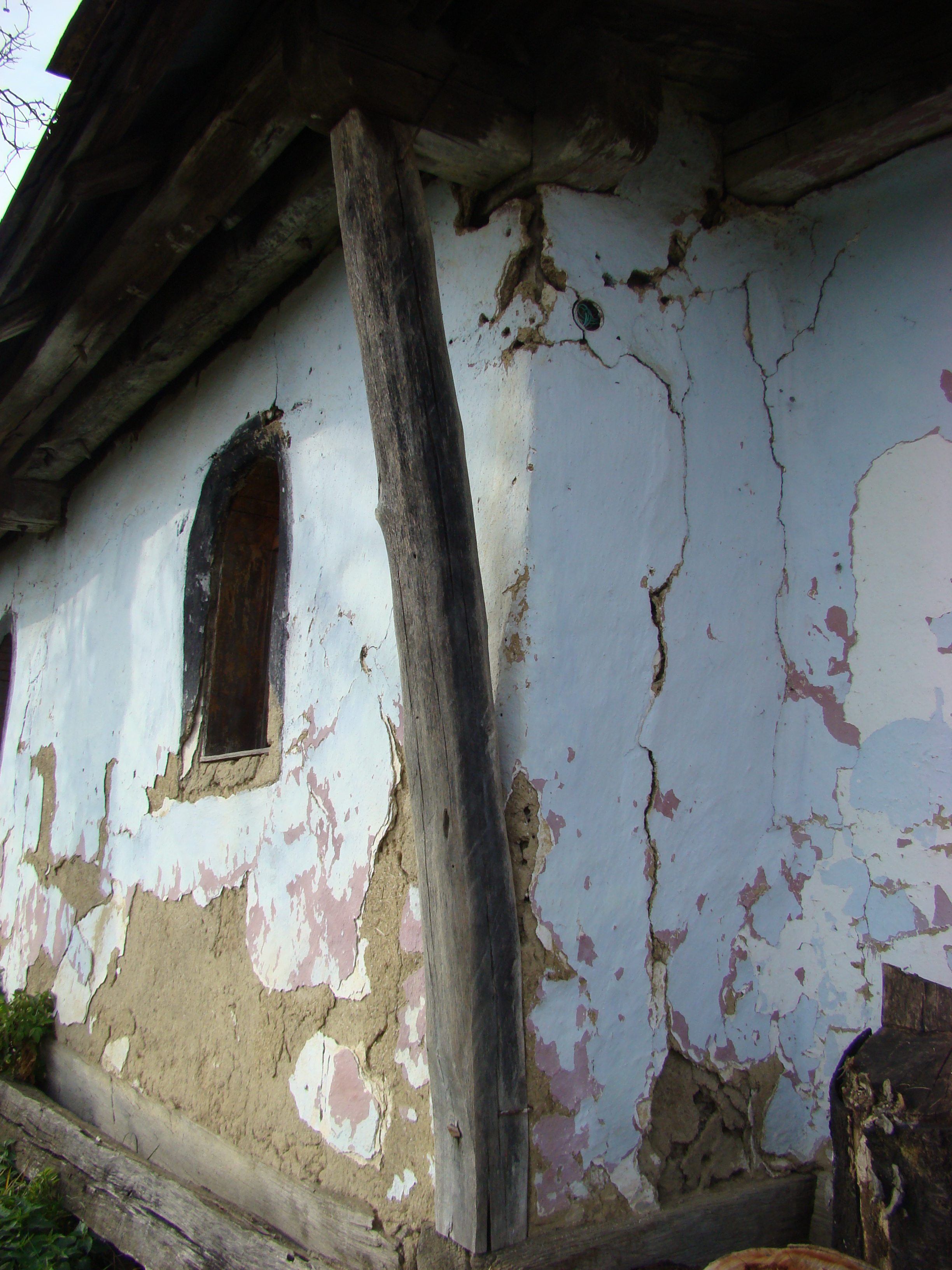
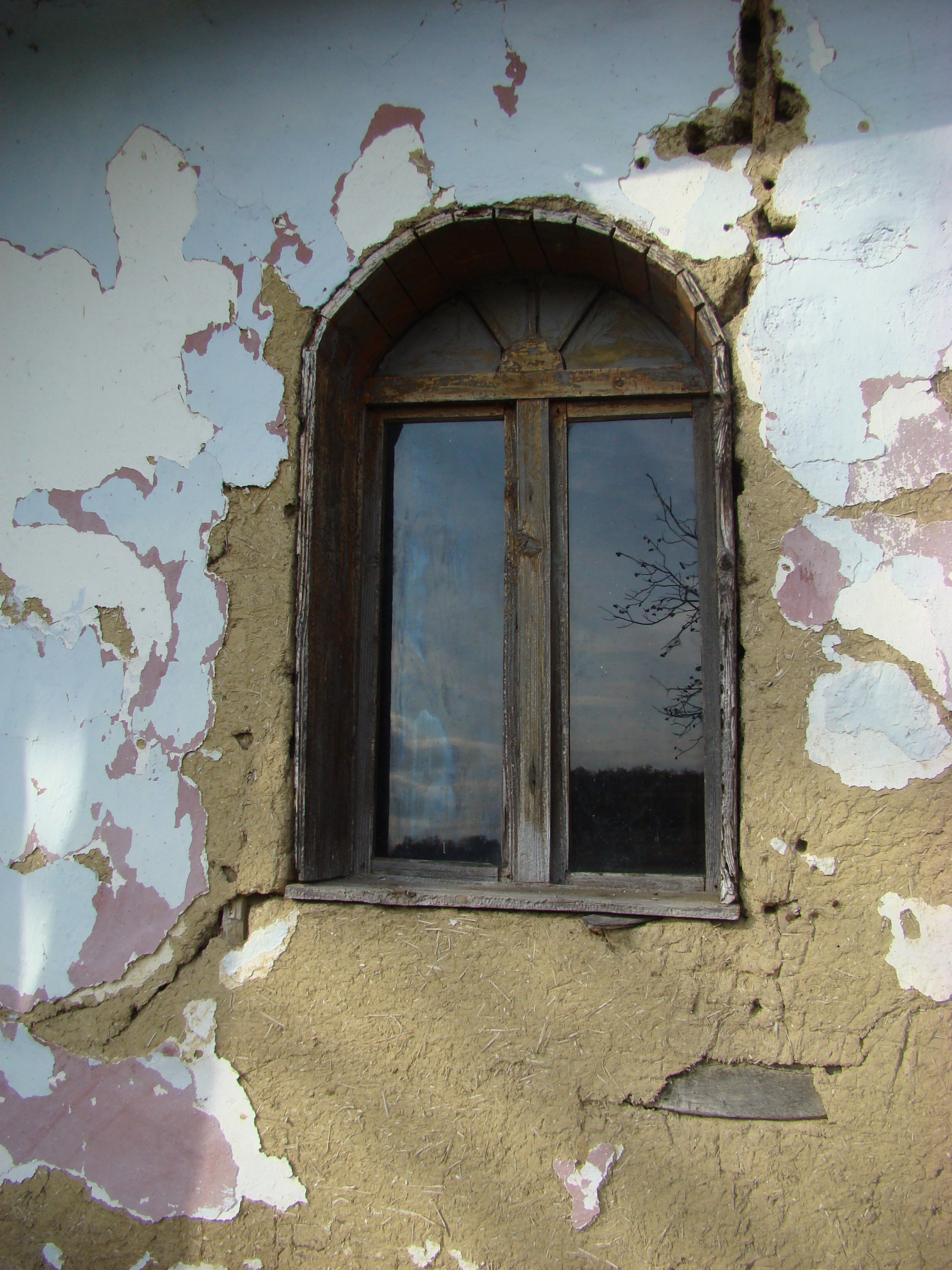
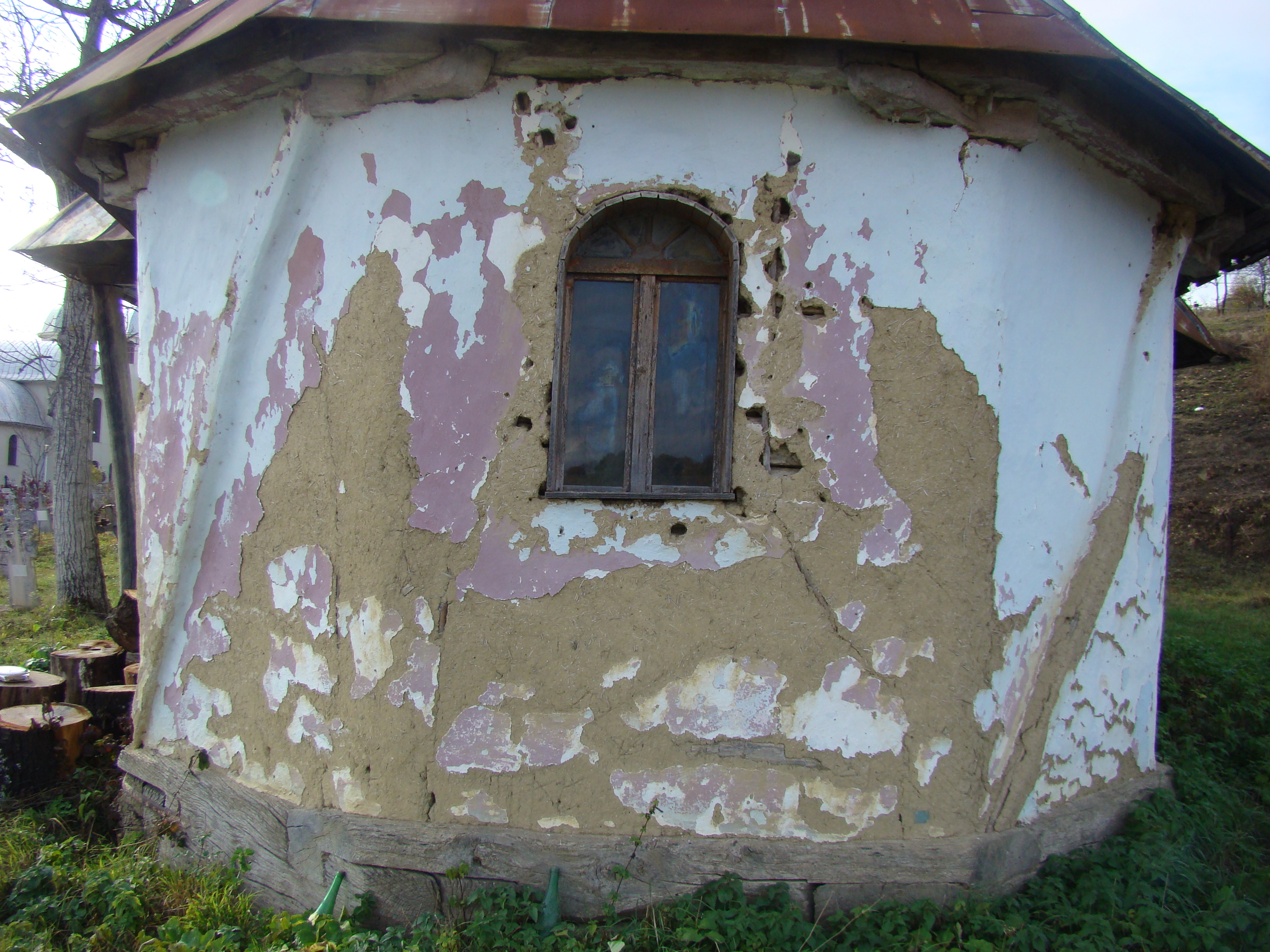
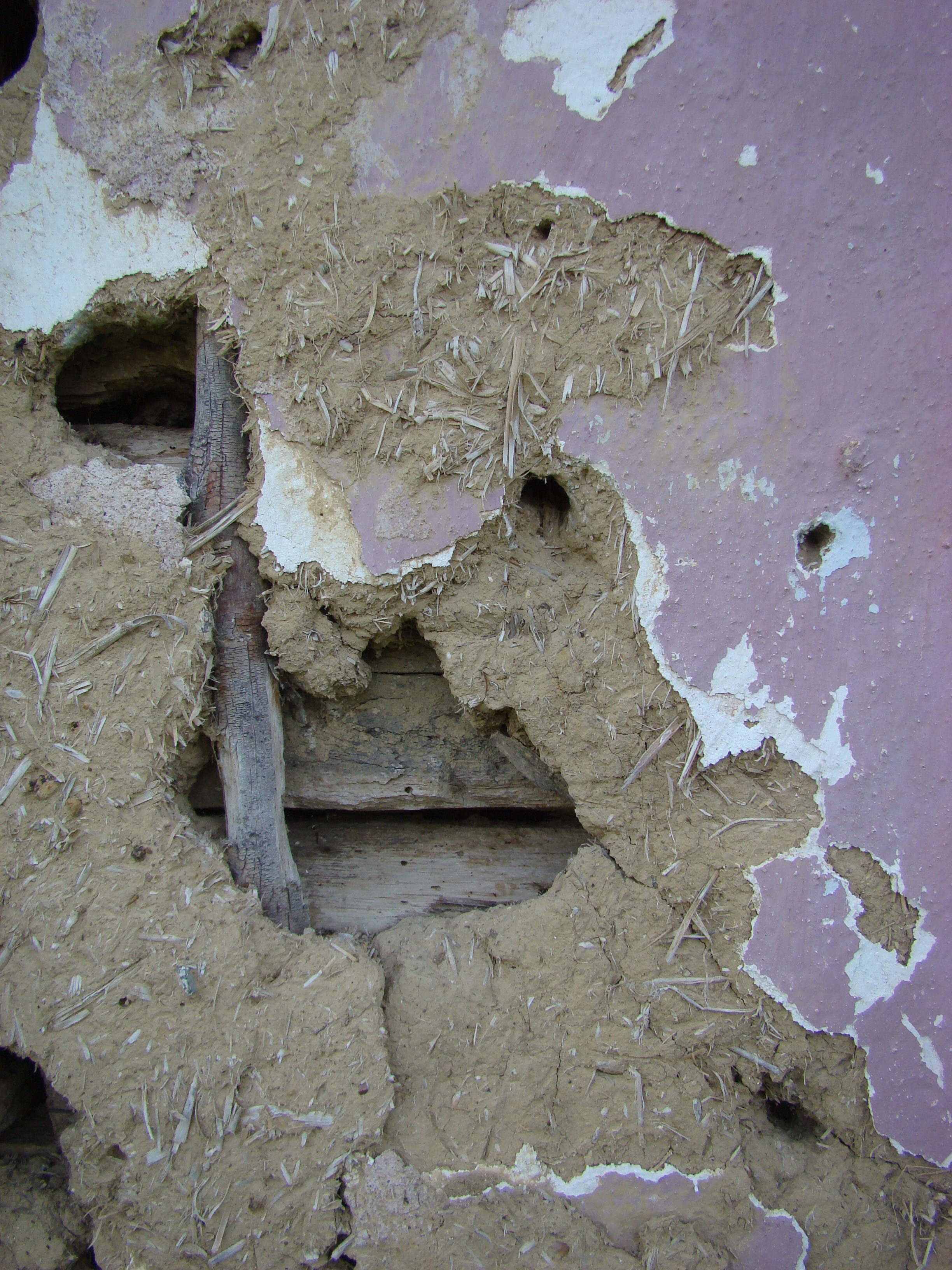
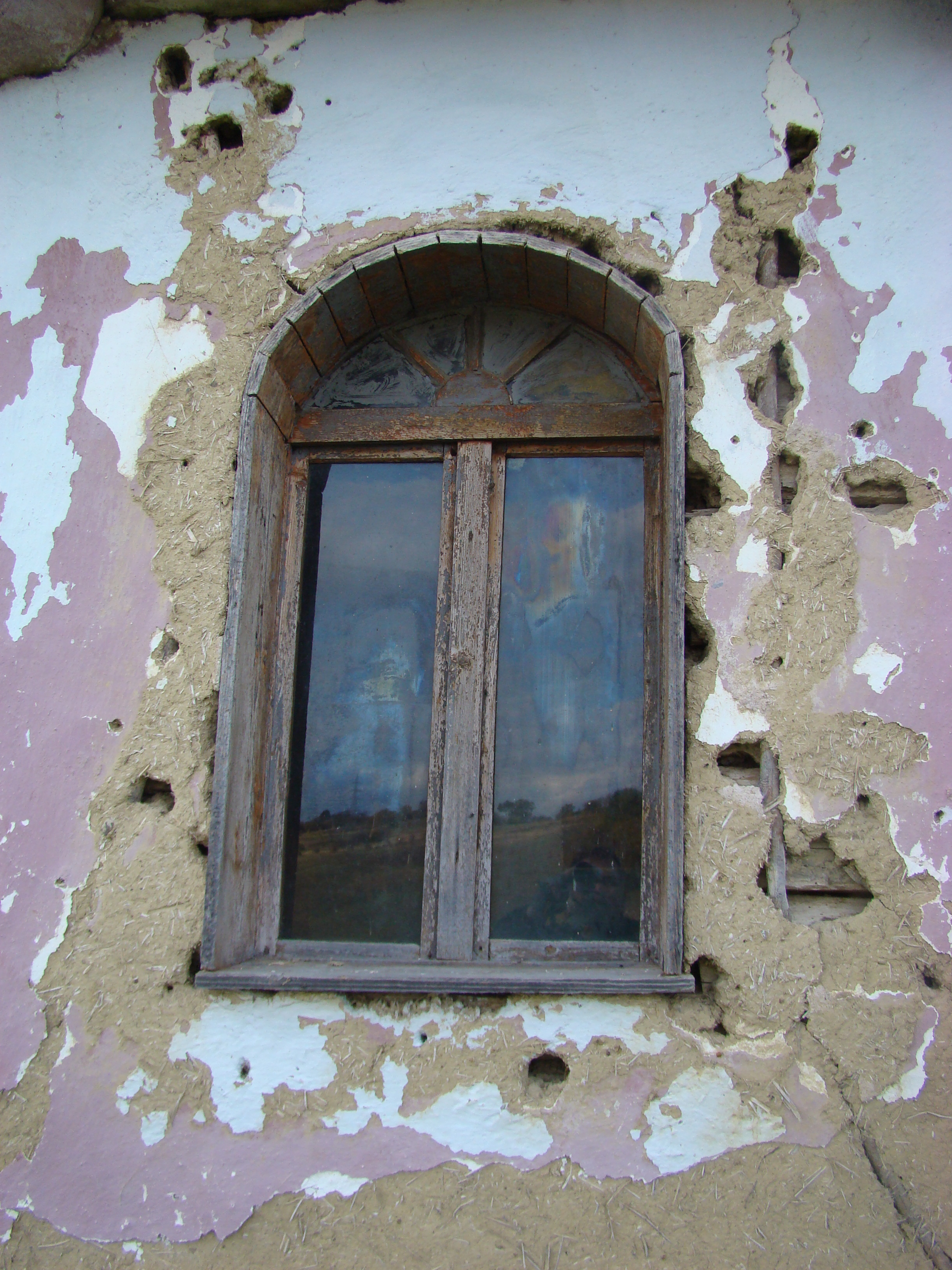
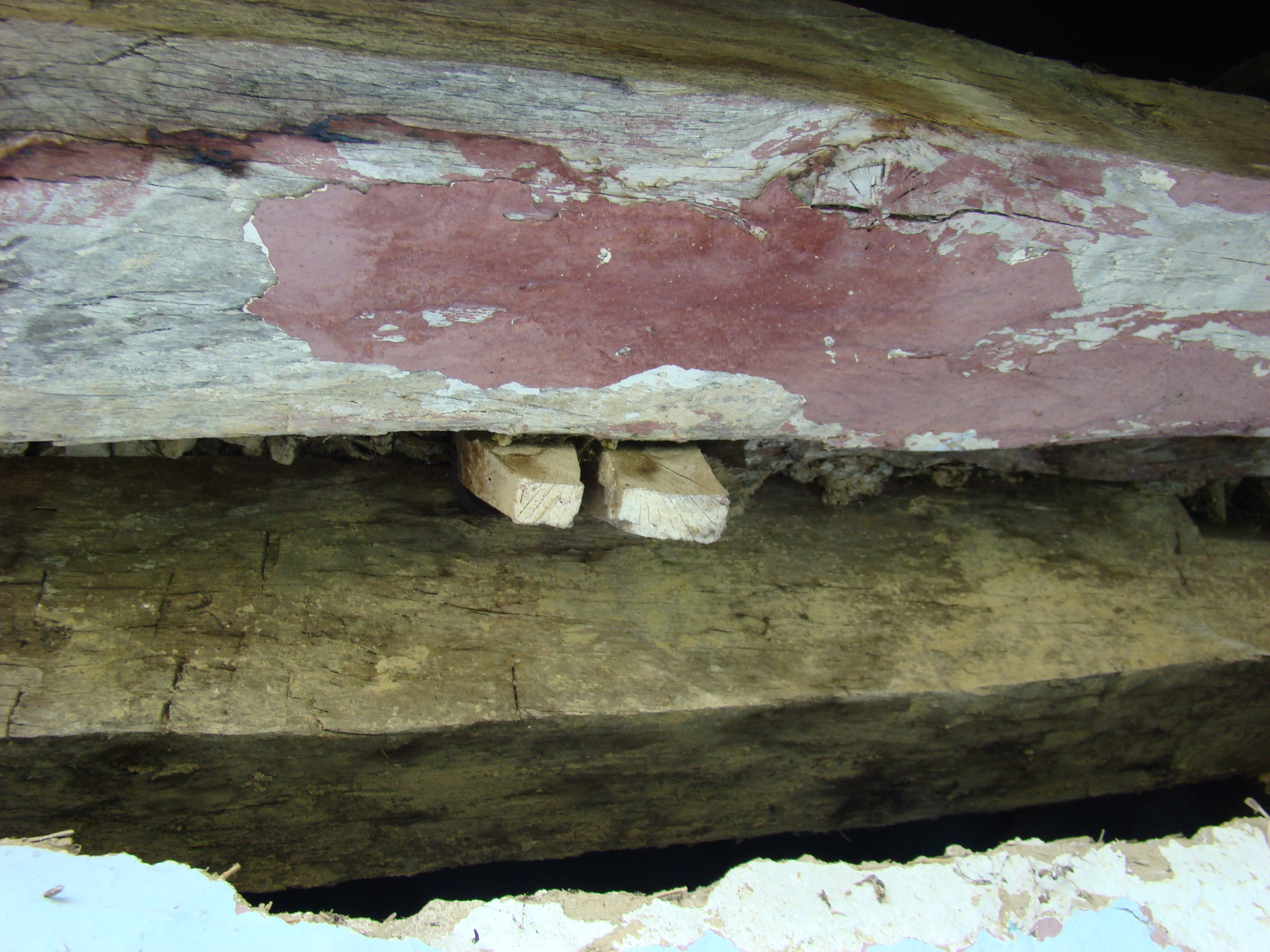
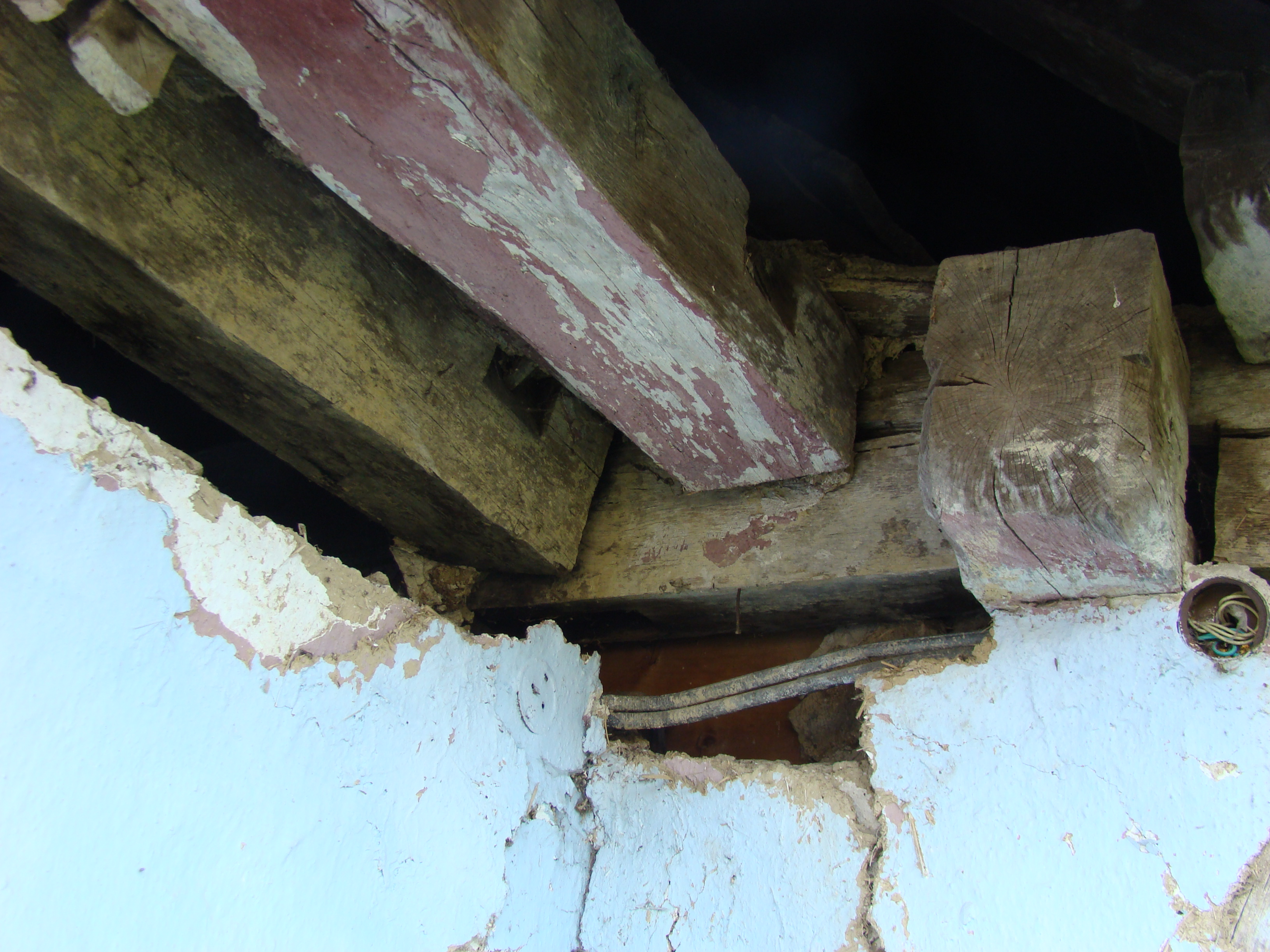
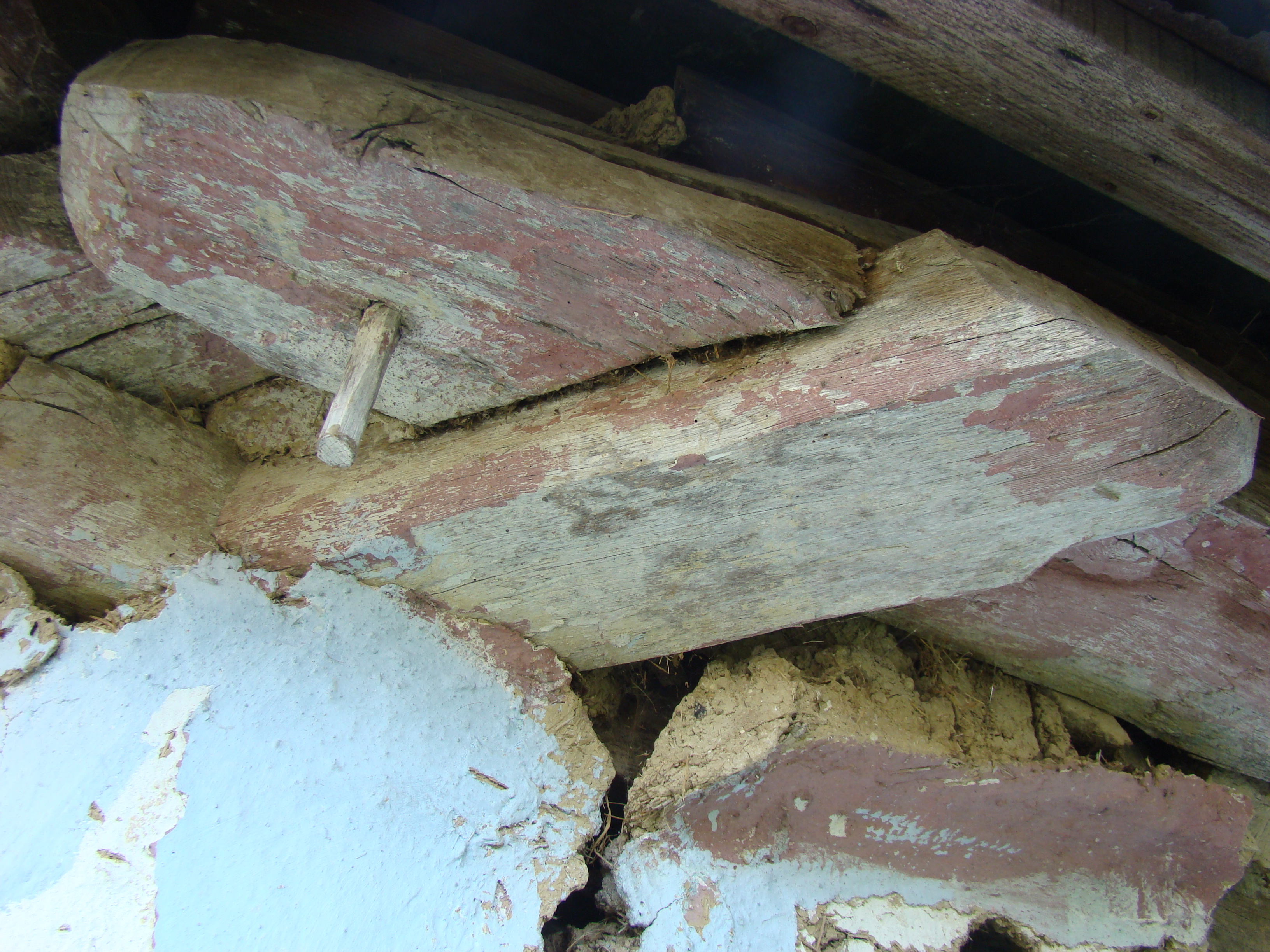
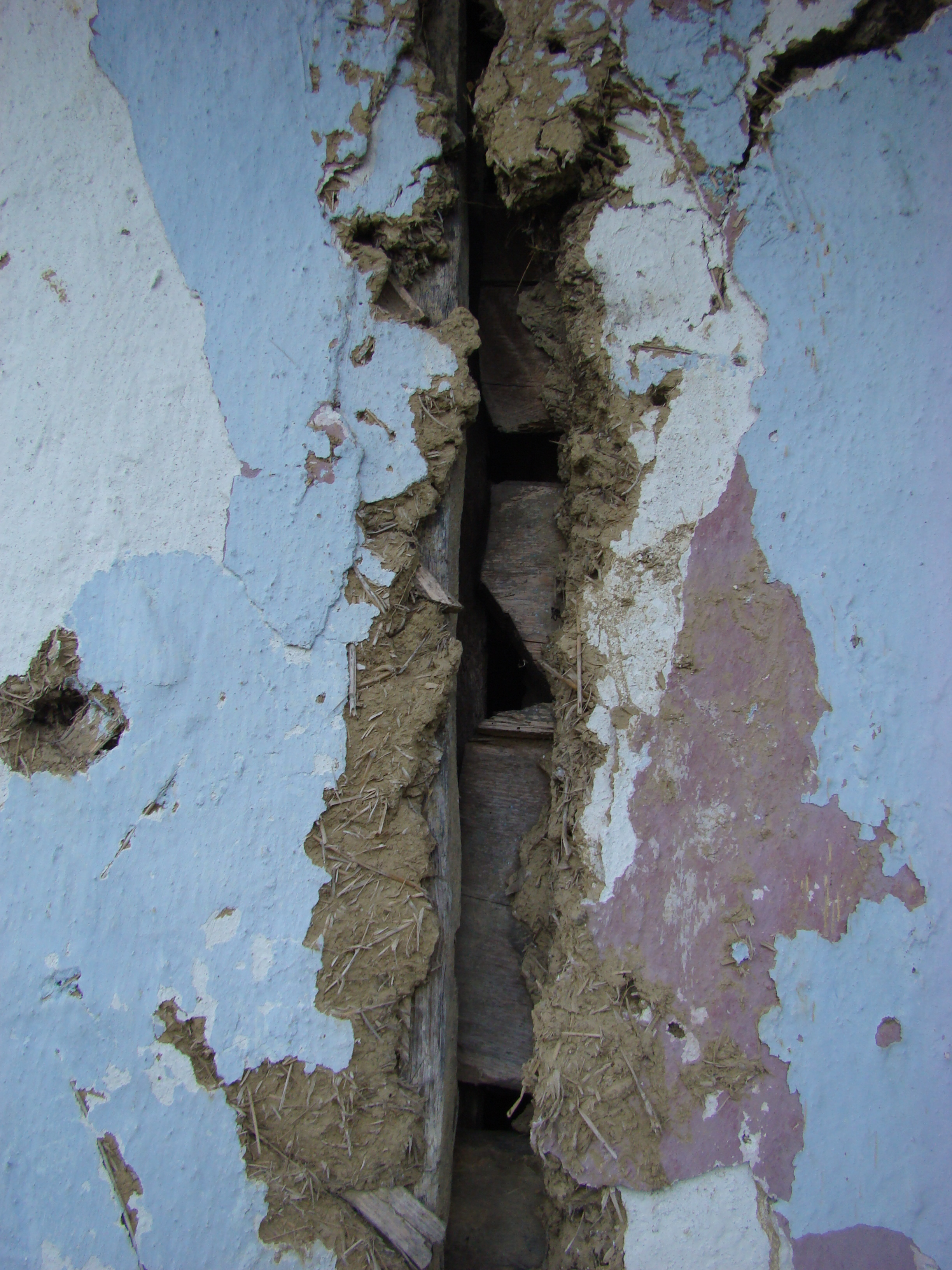
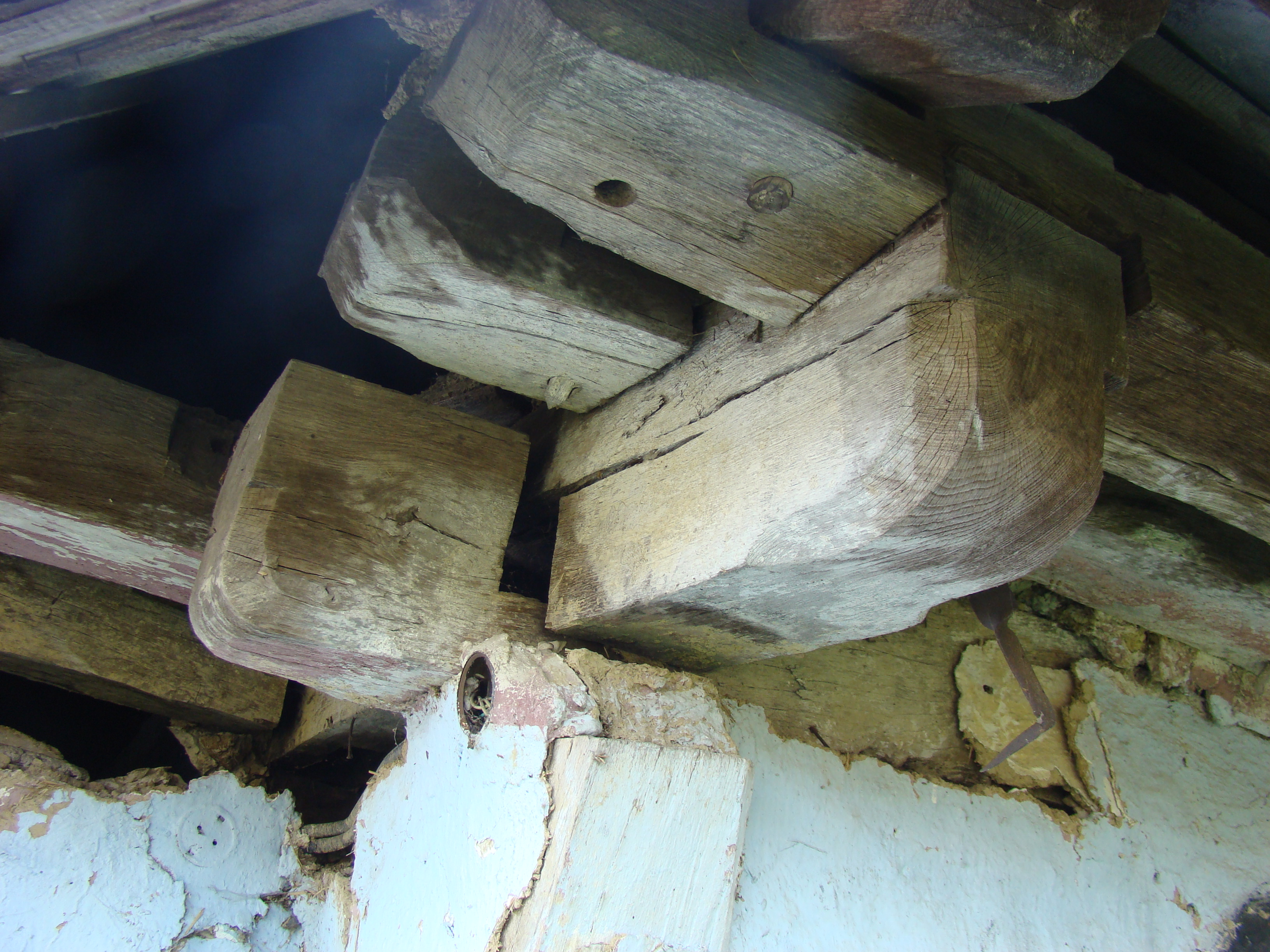
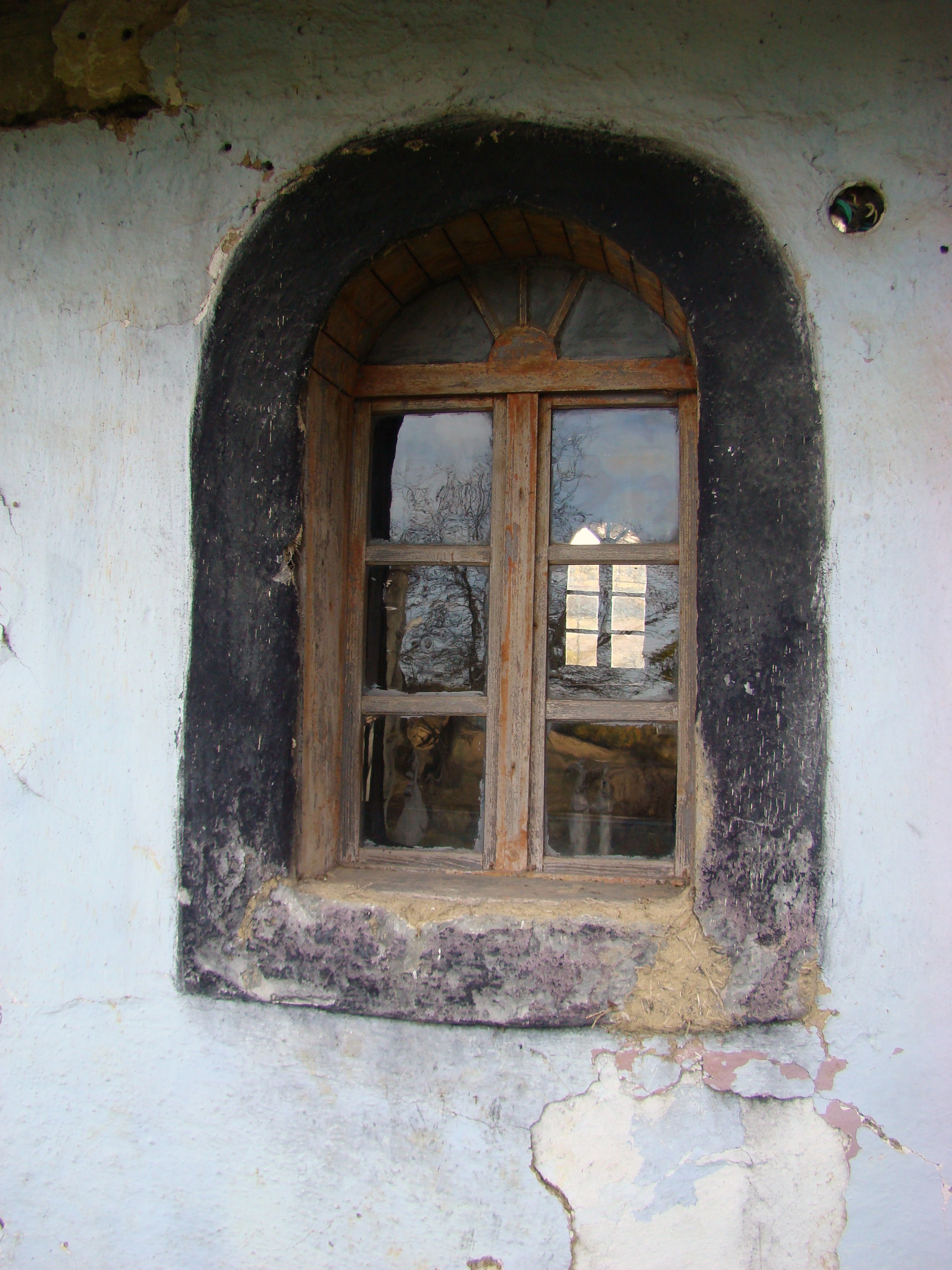
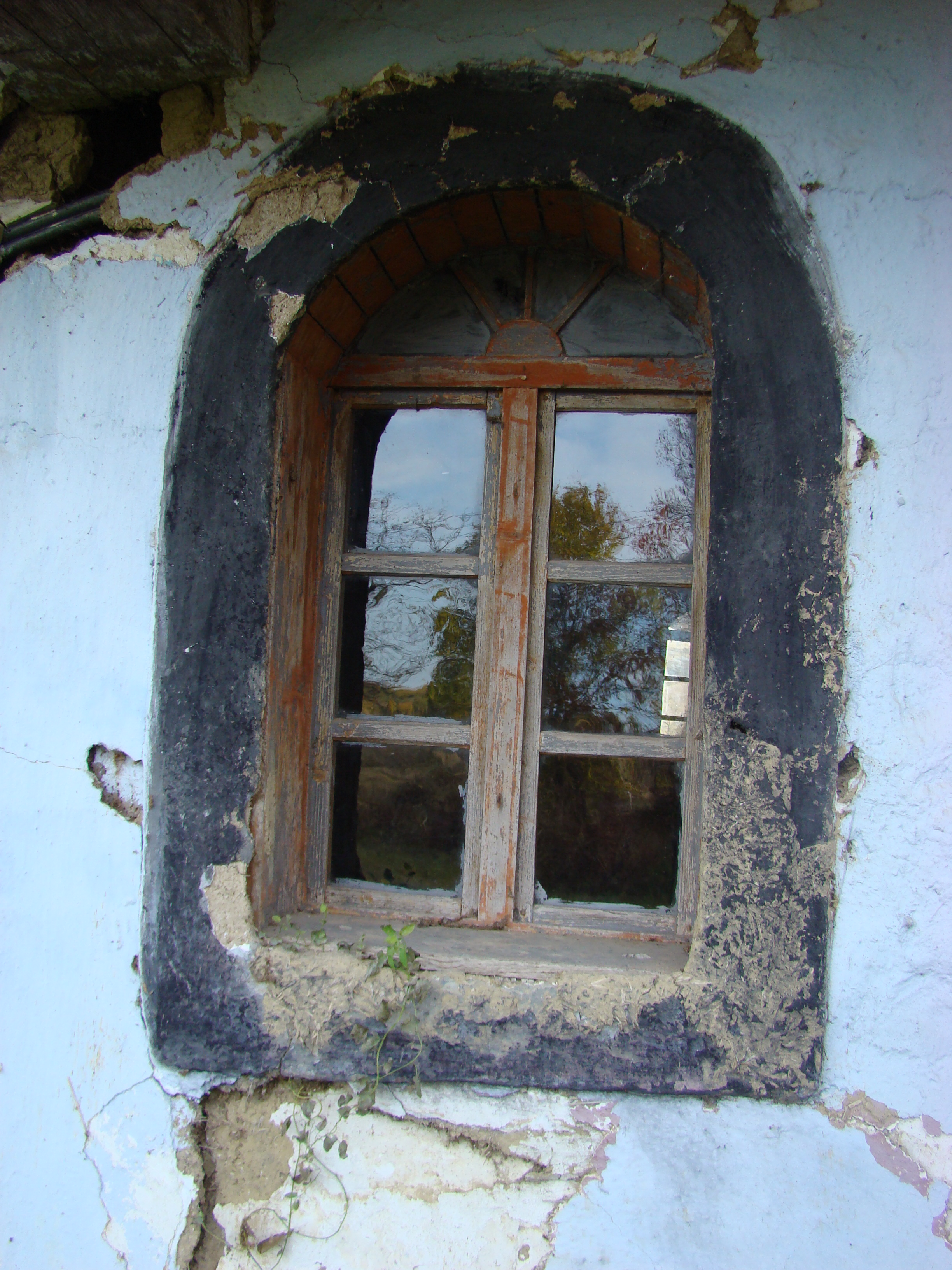
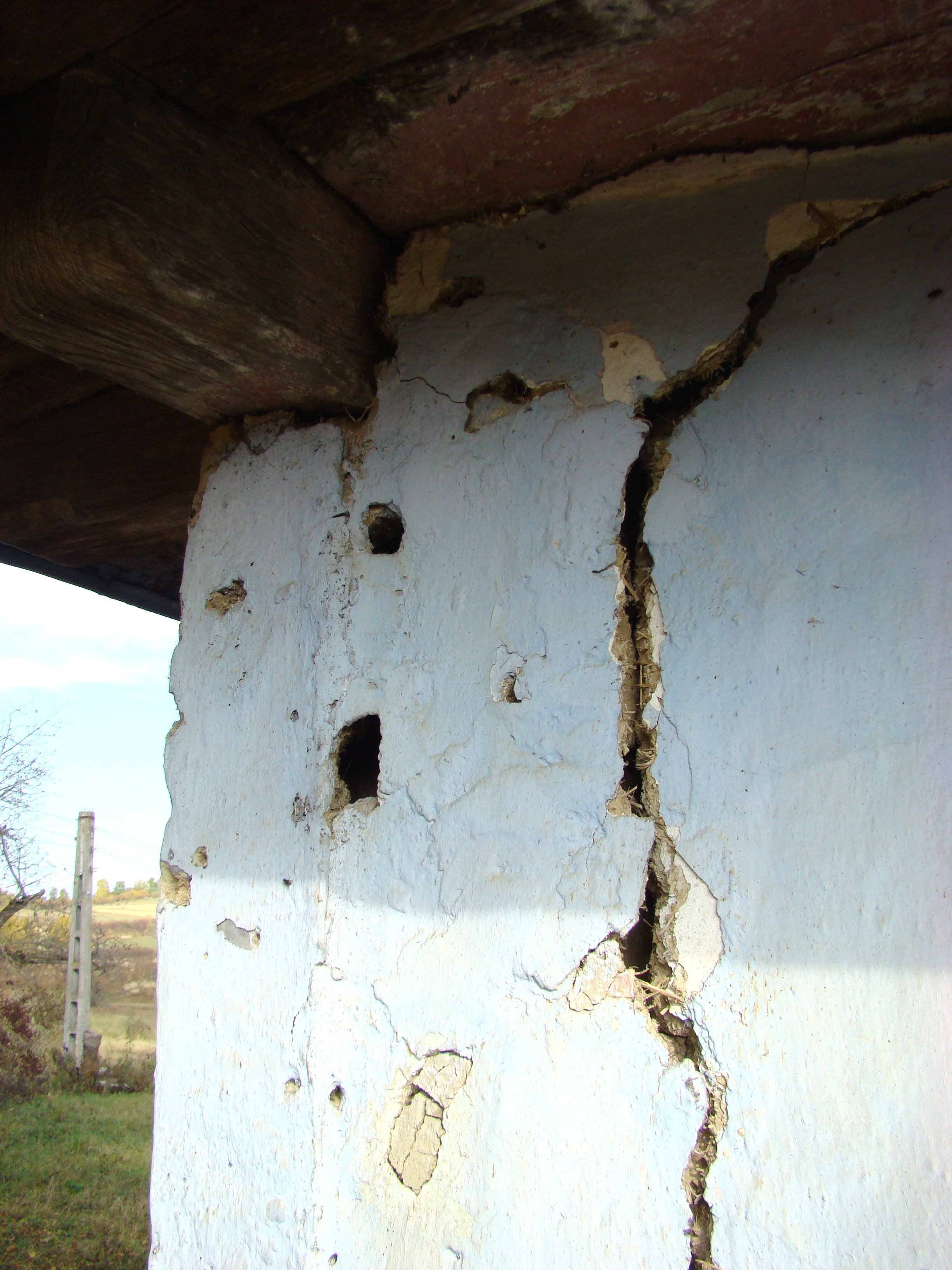
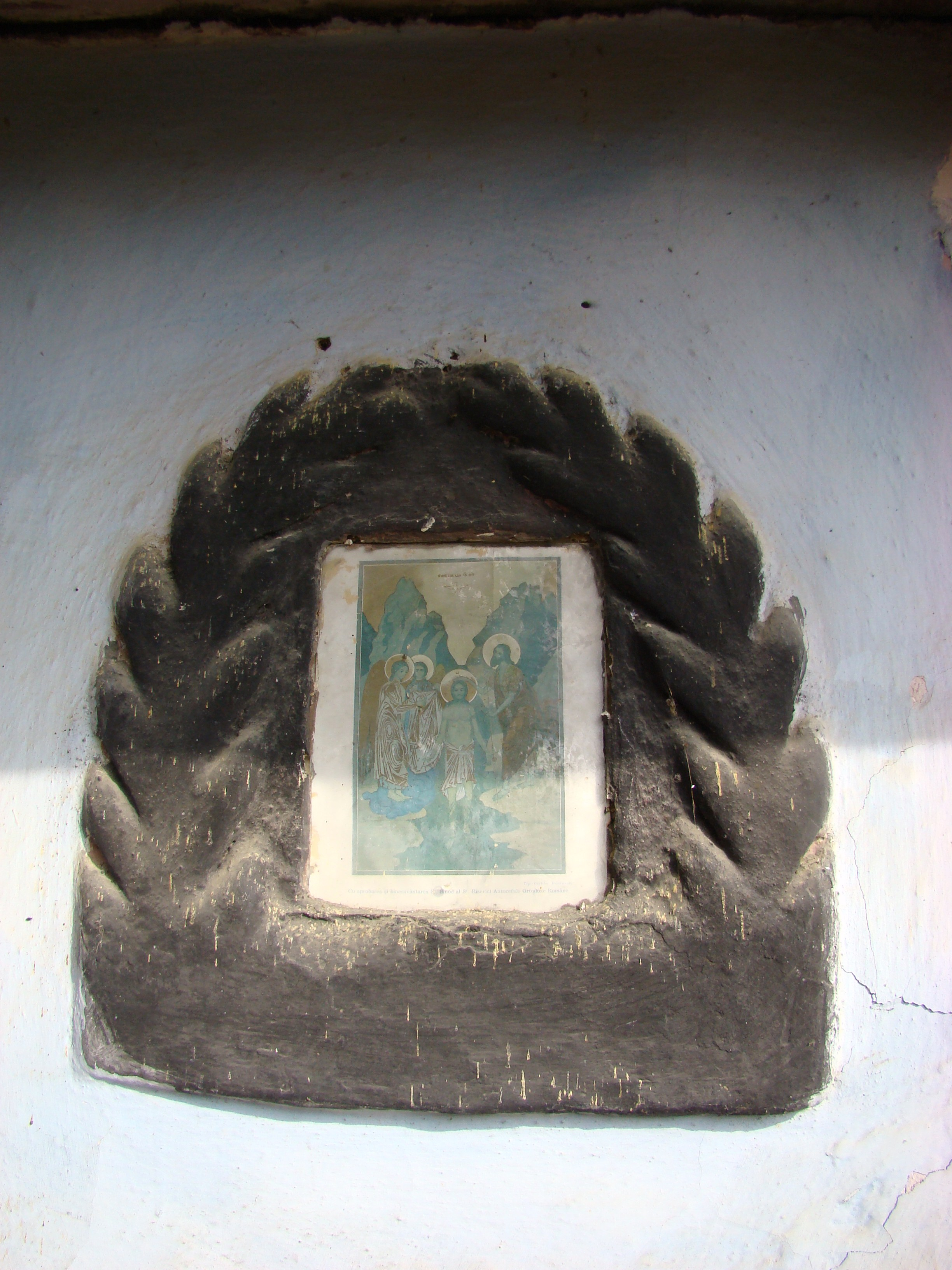
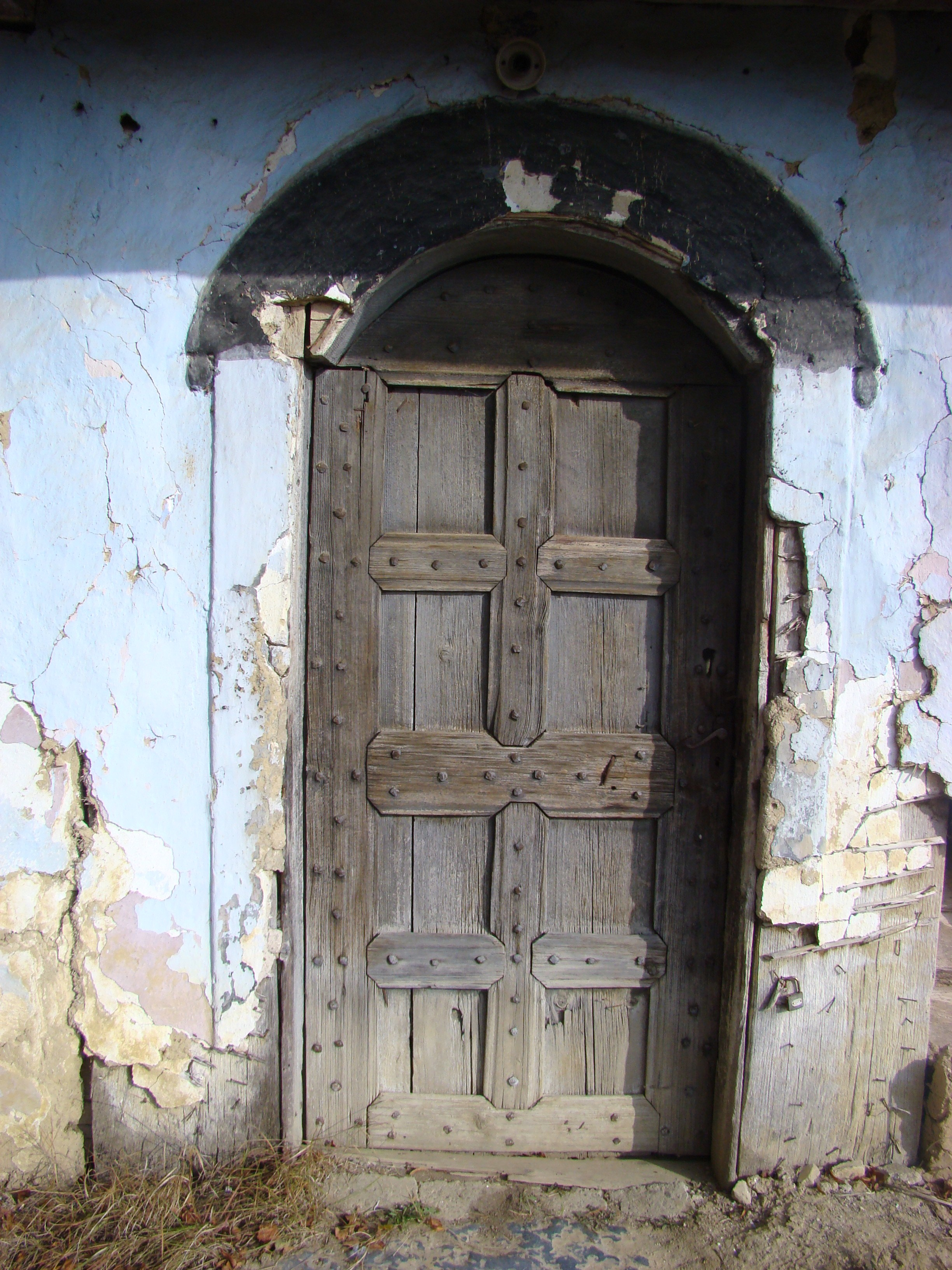
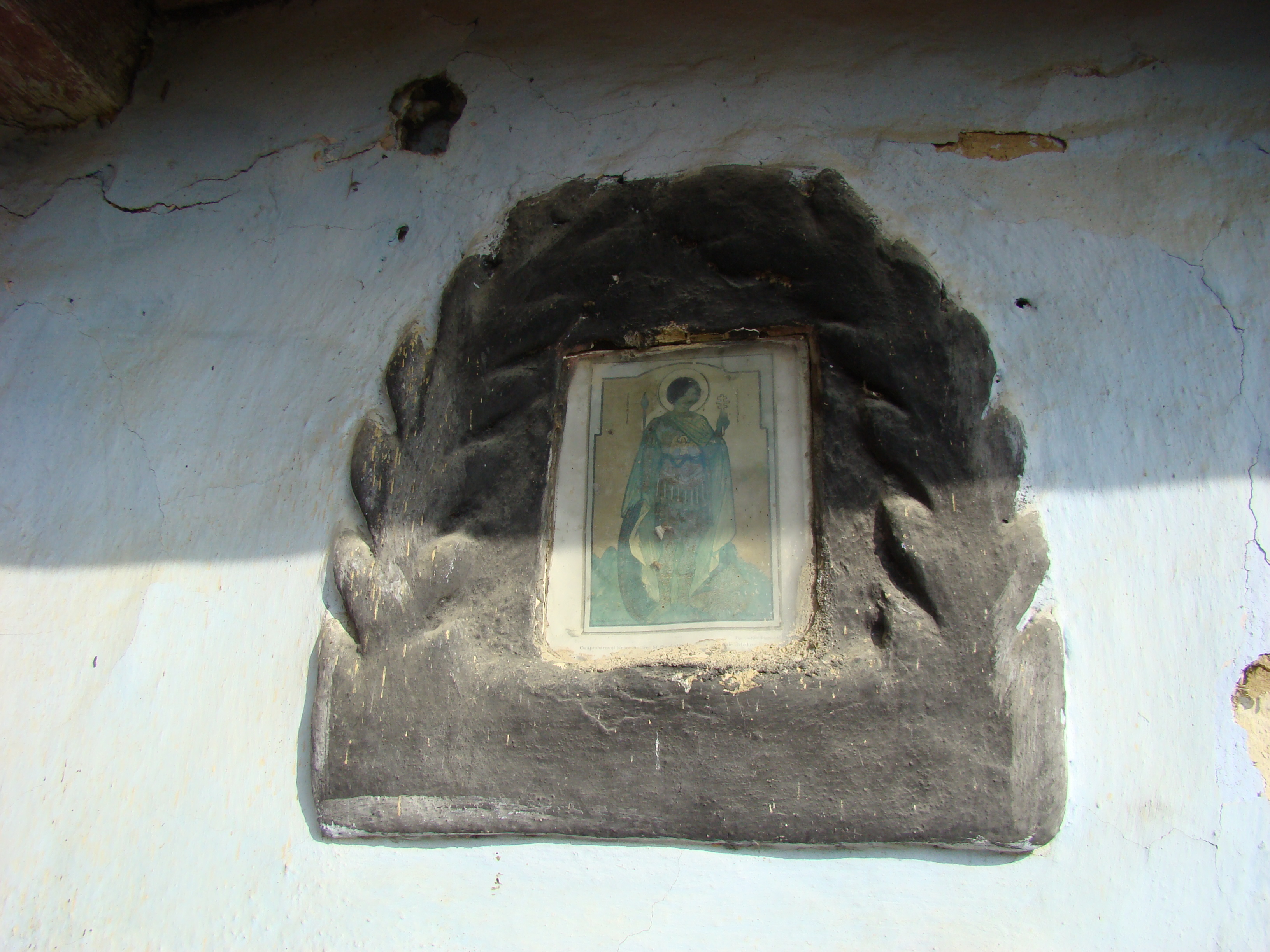
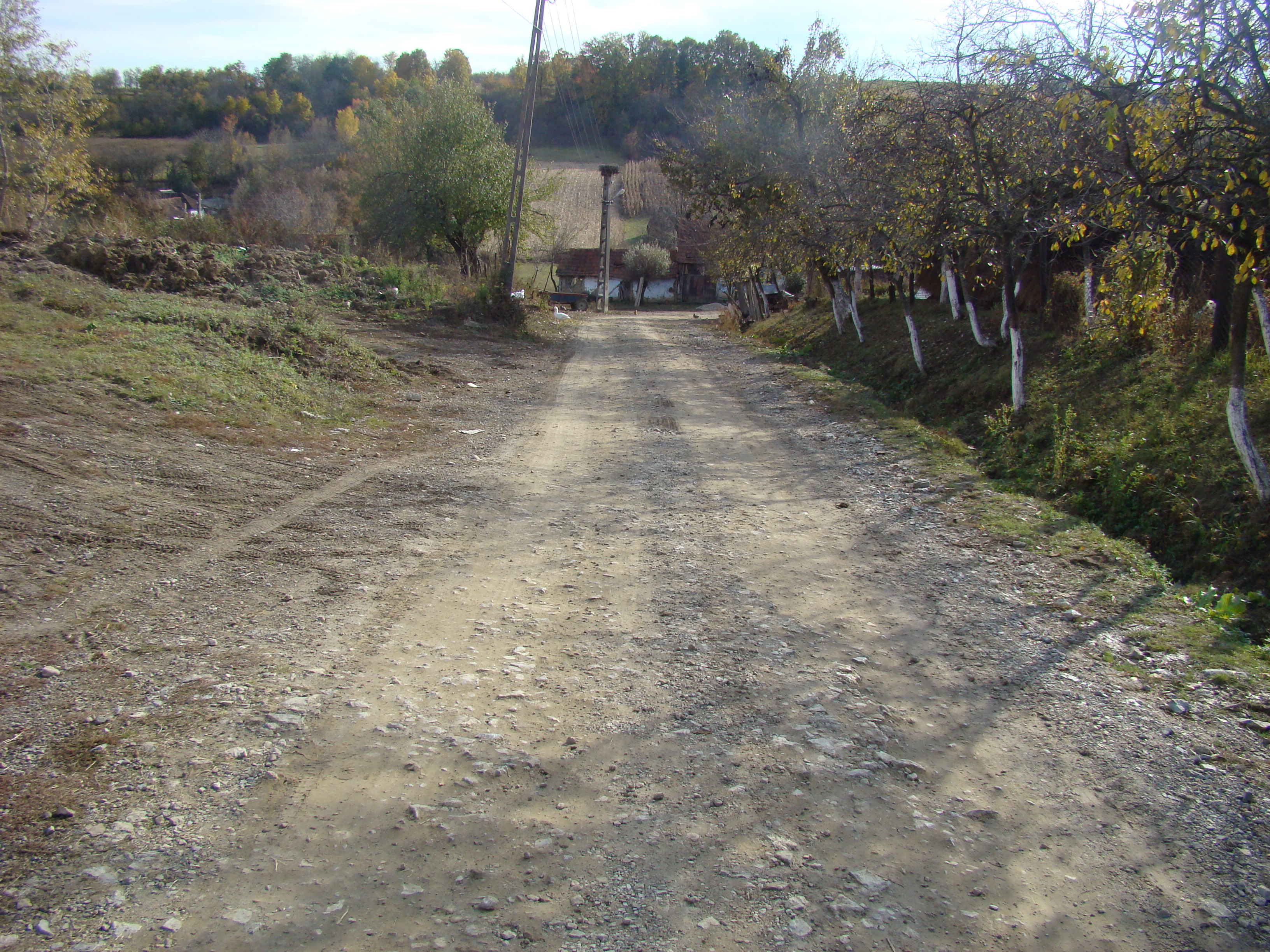

## Imagini din interior

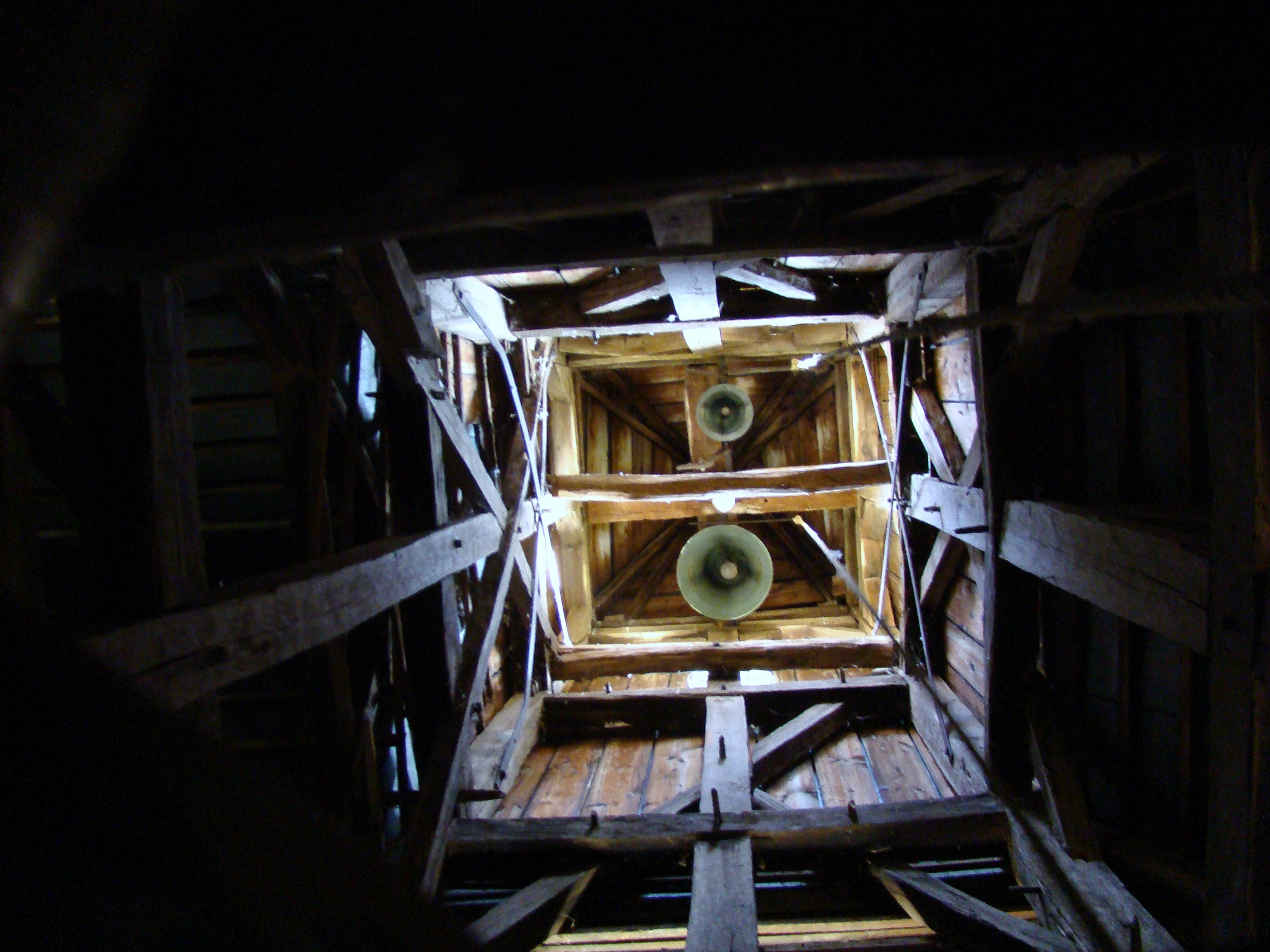
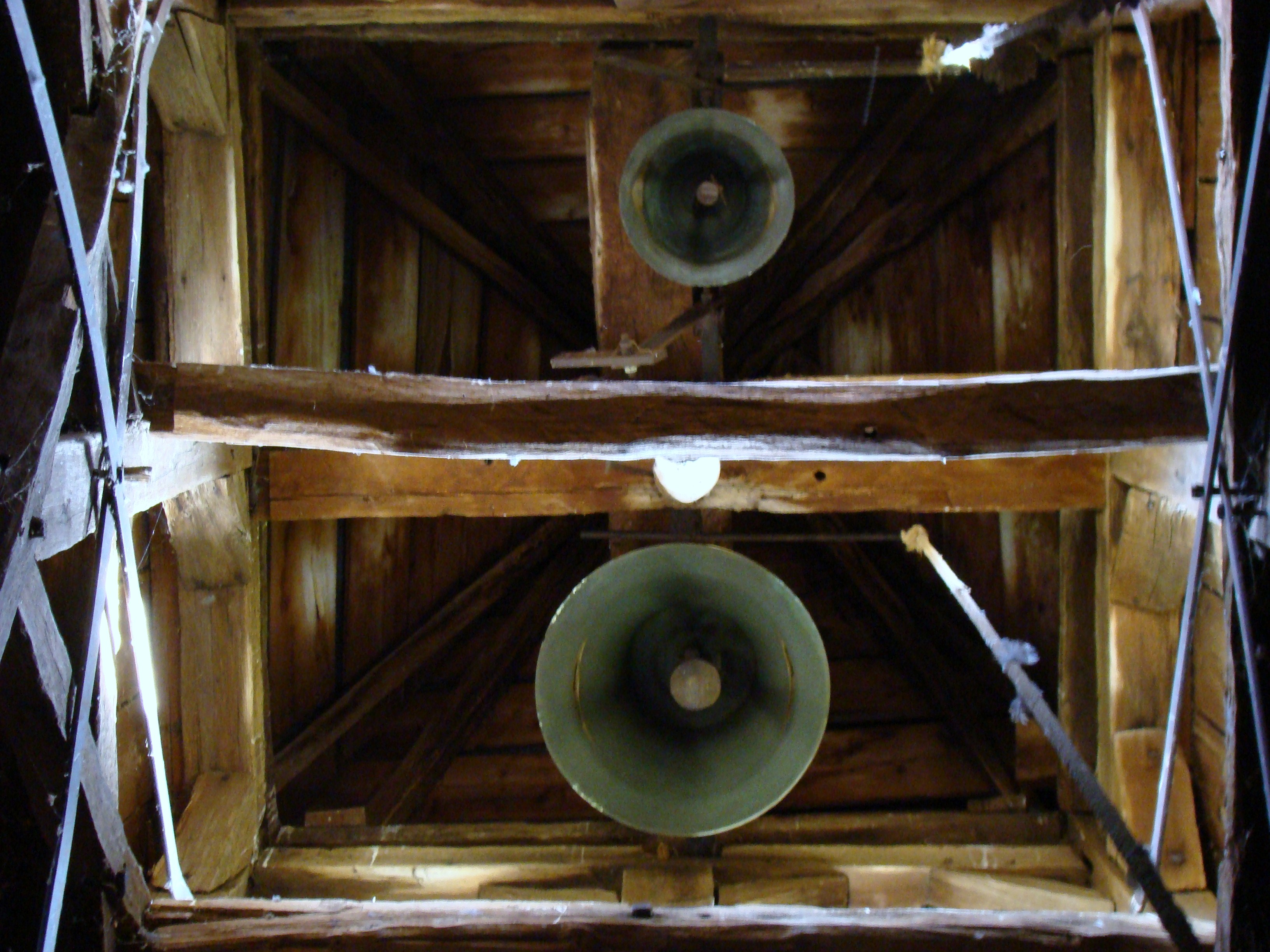
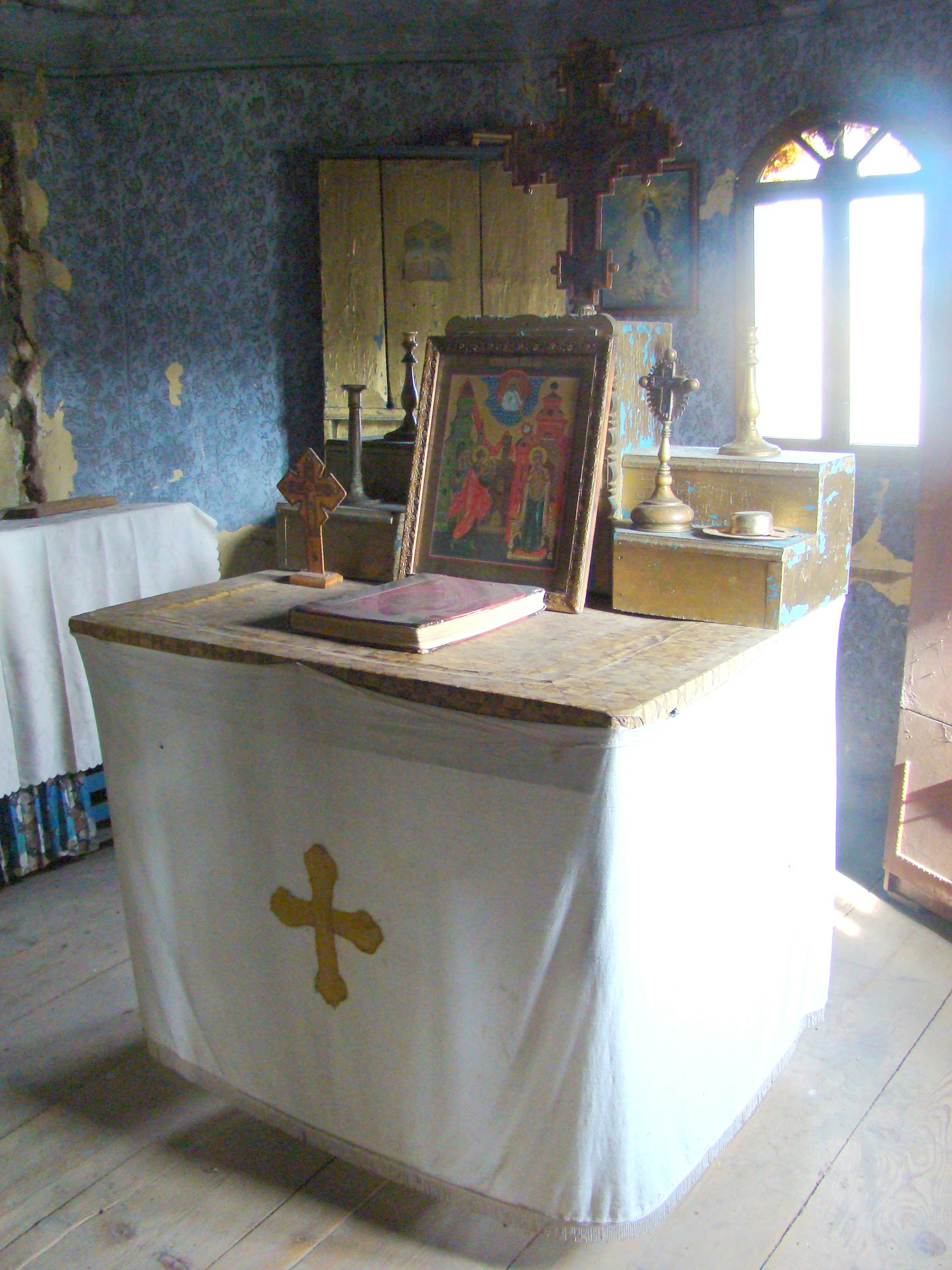
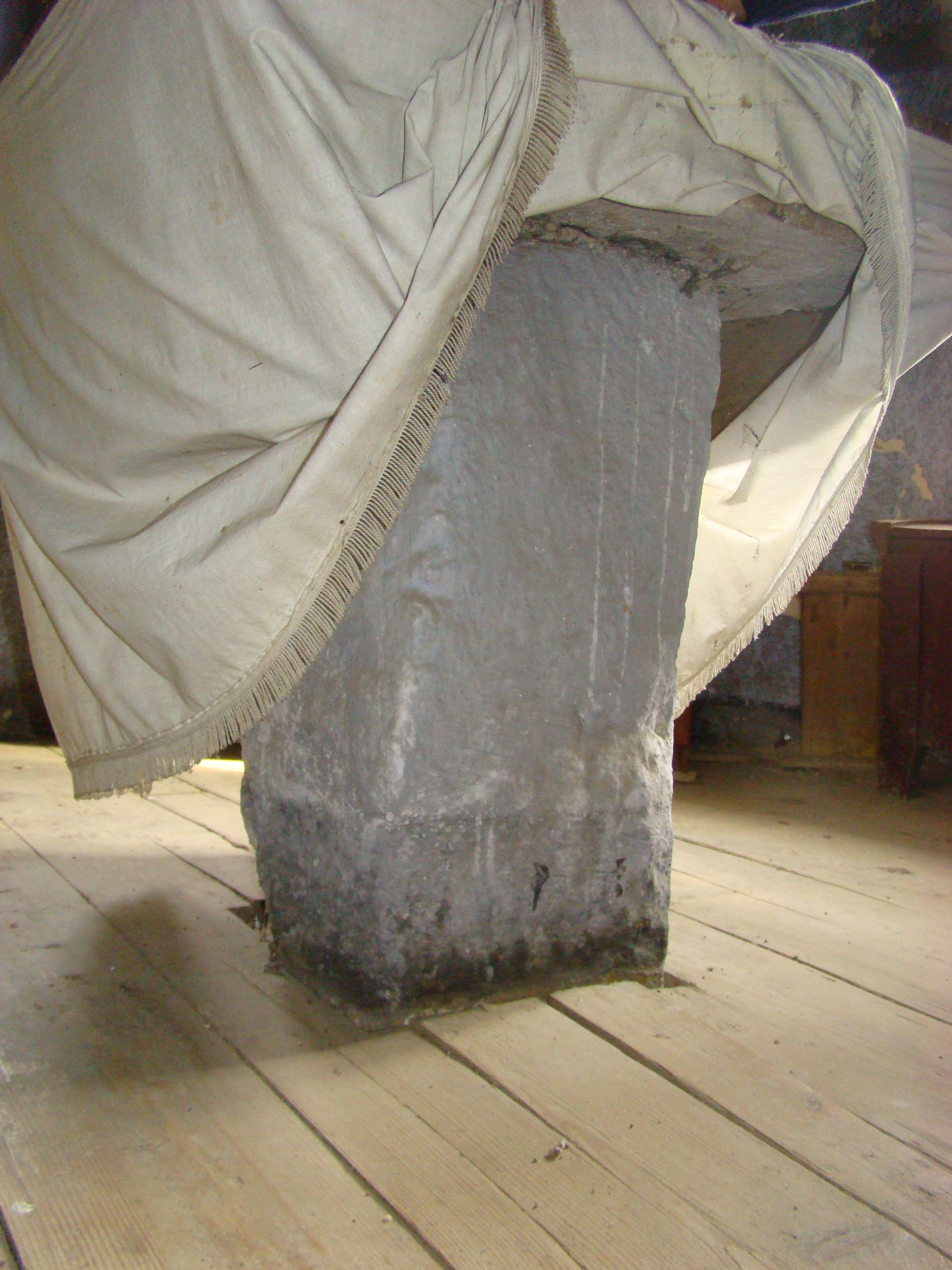
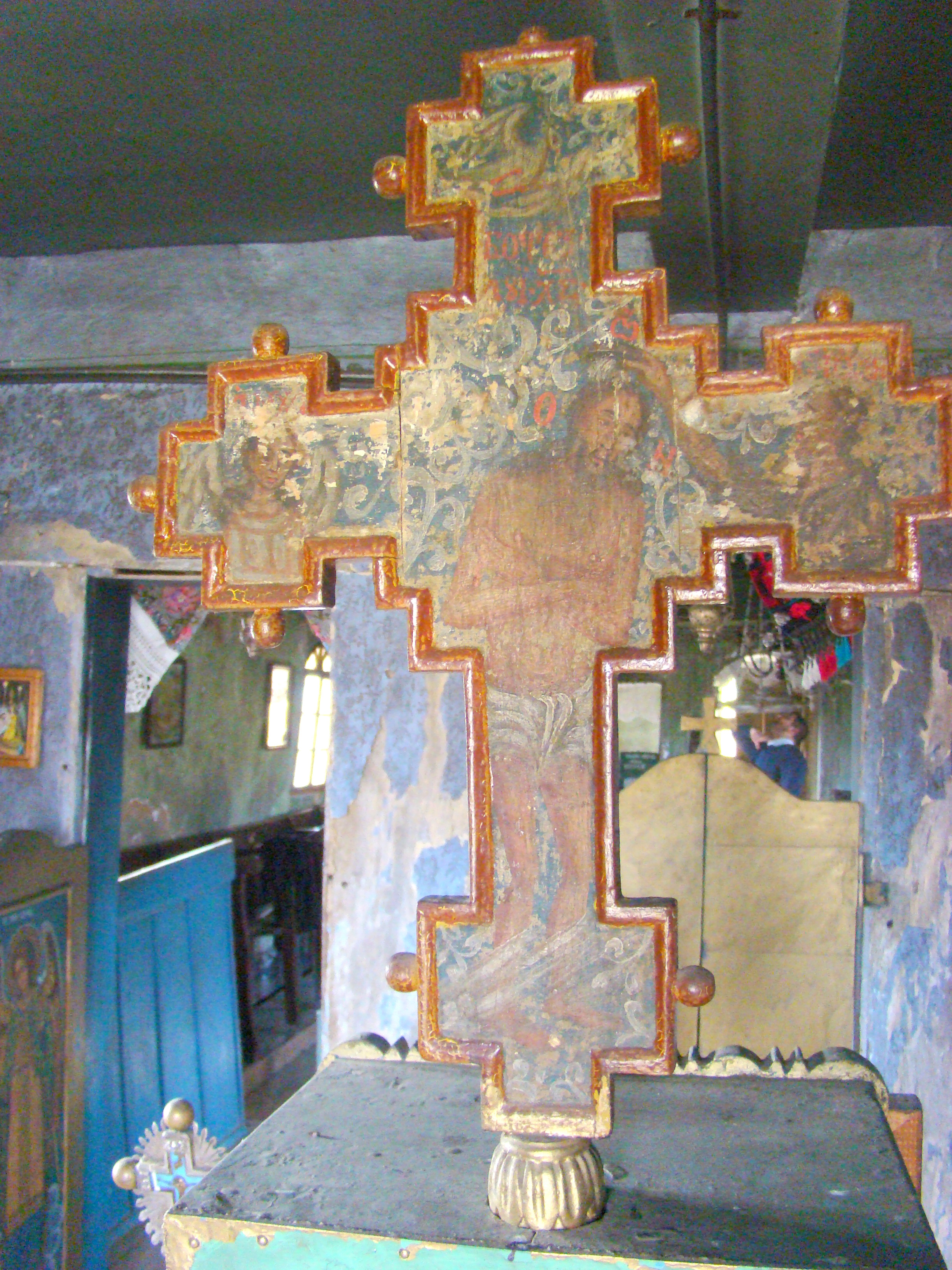
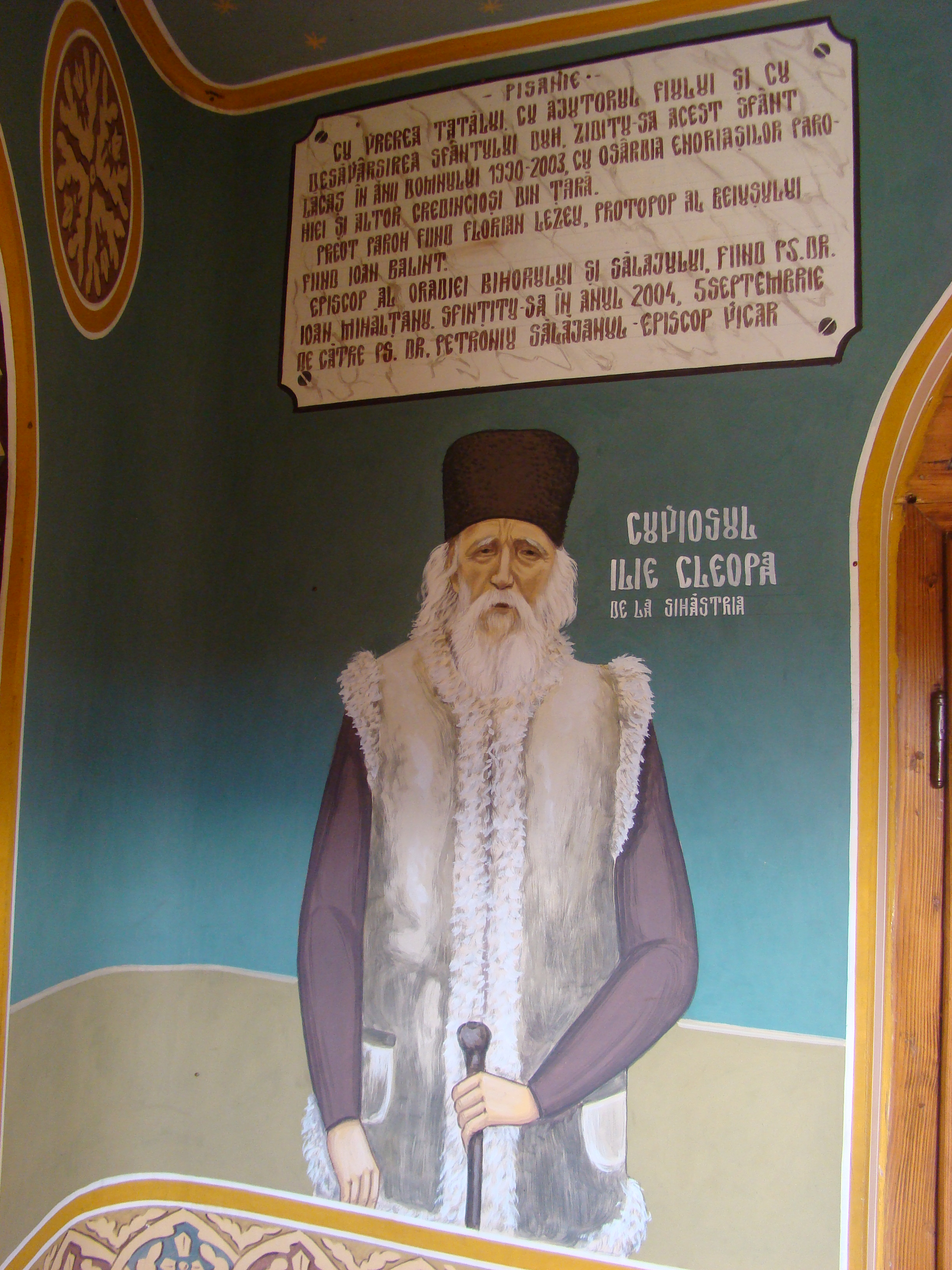
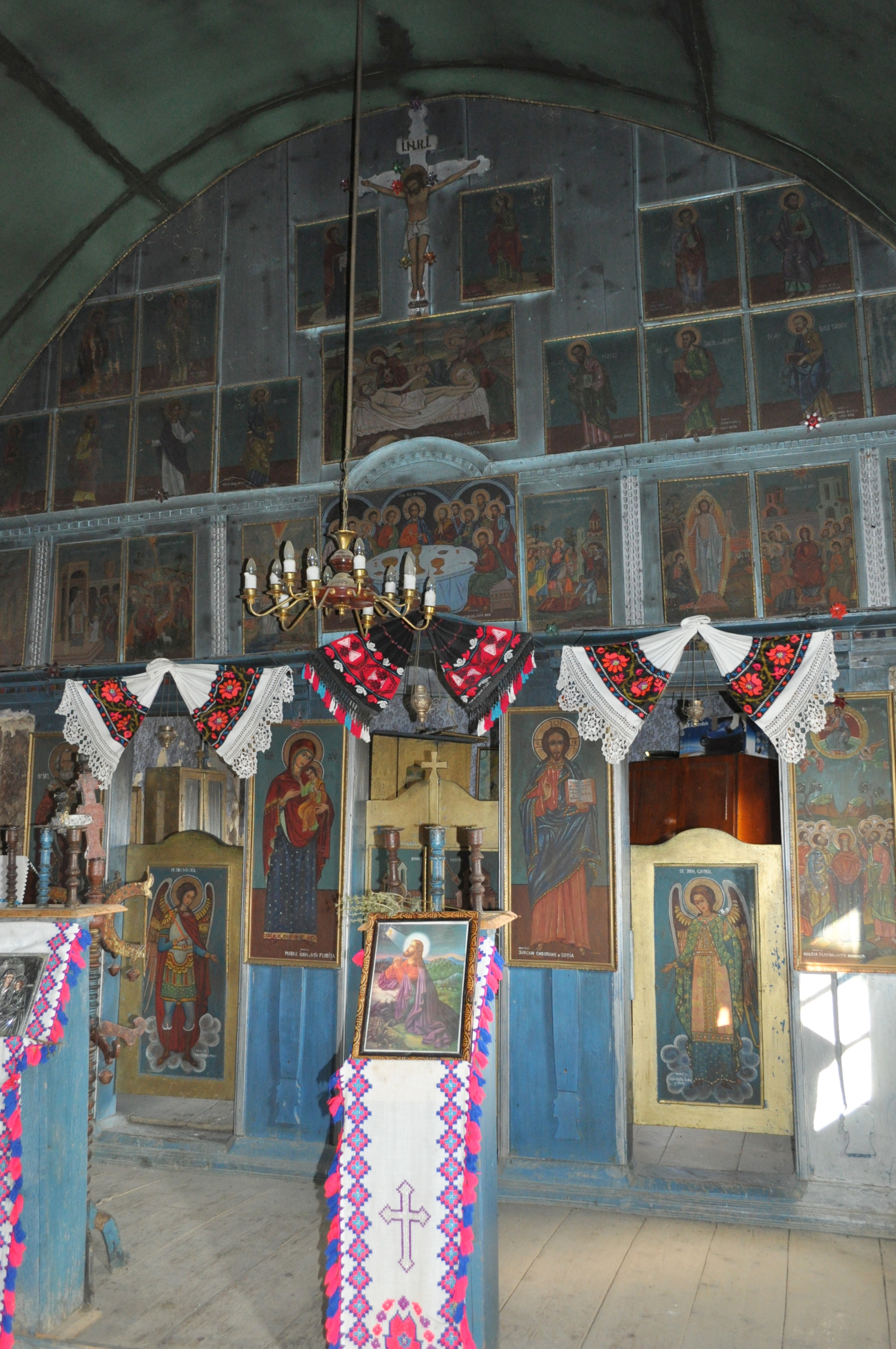
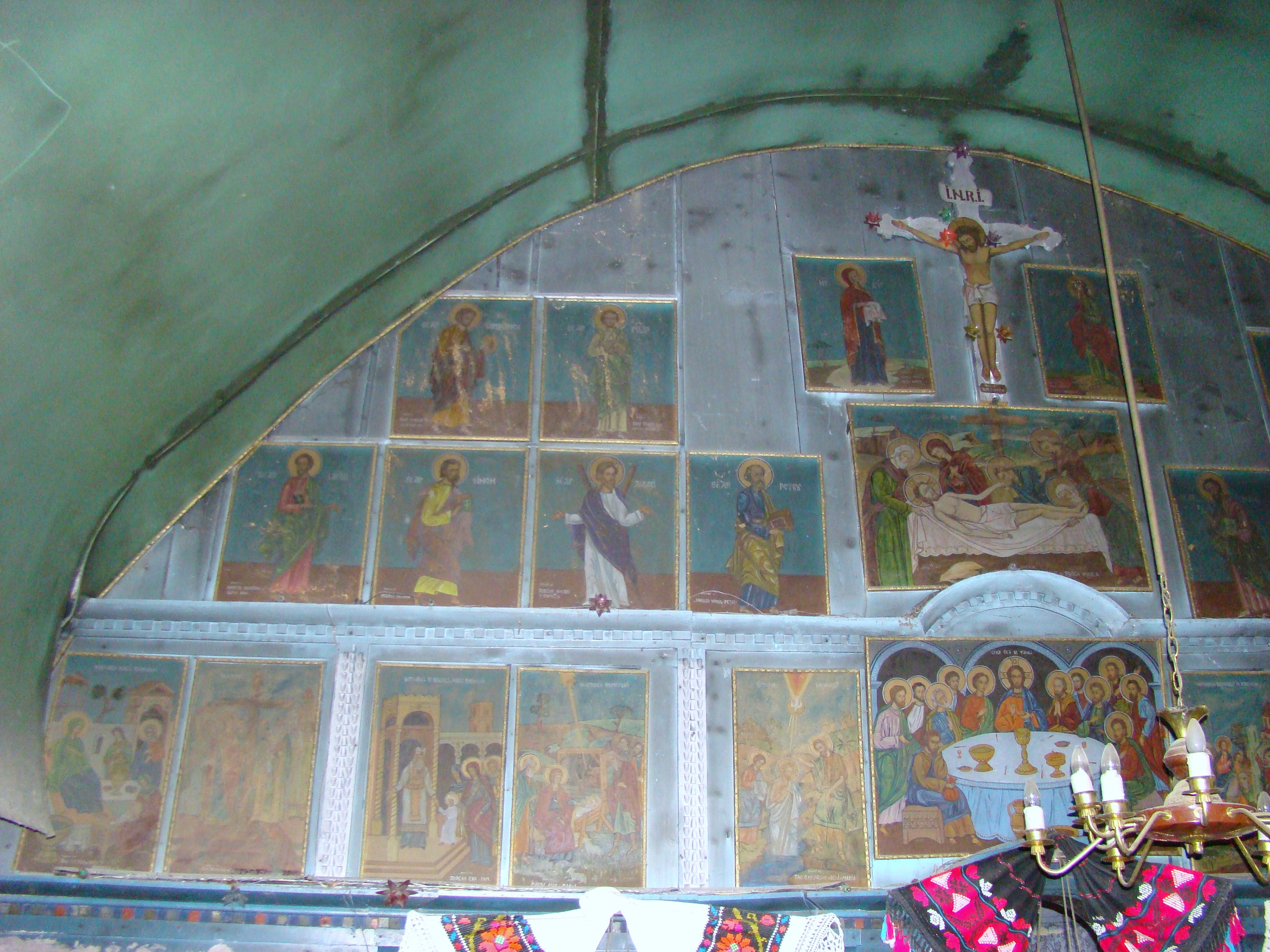
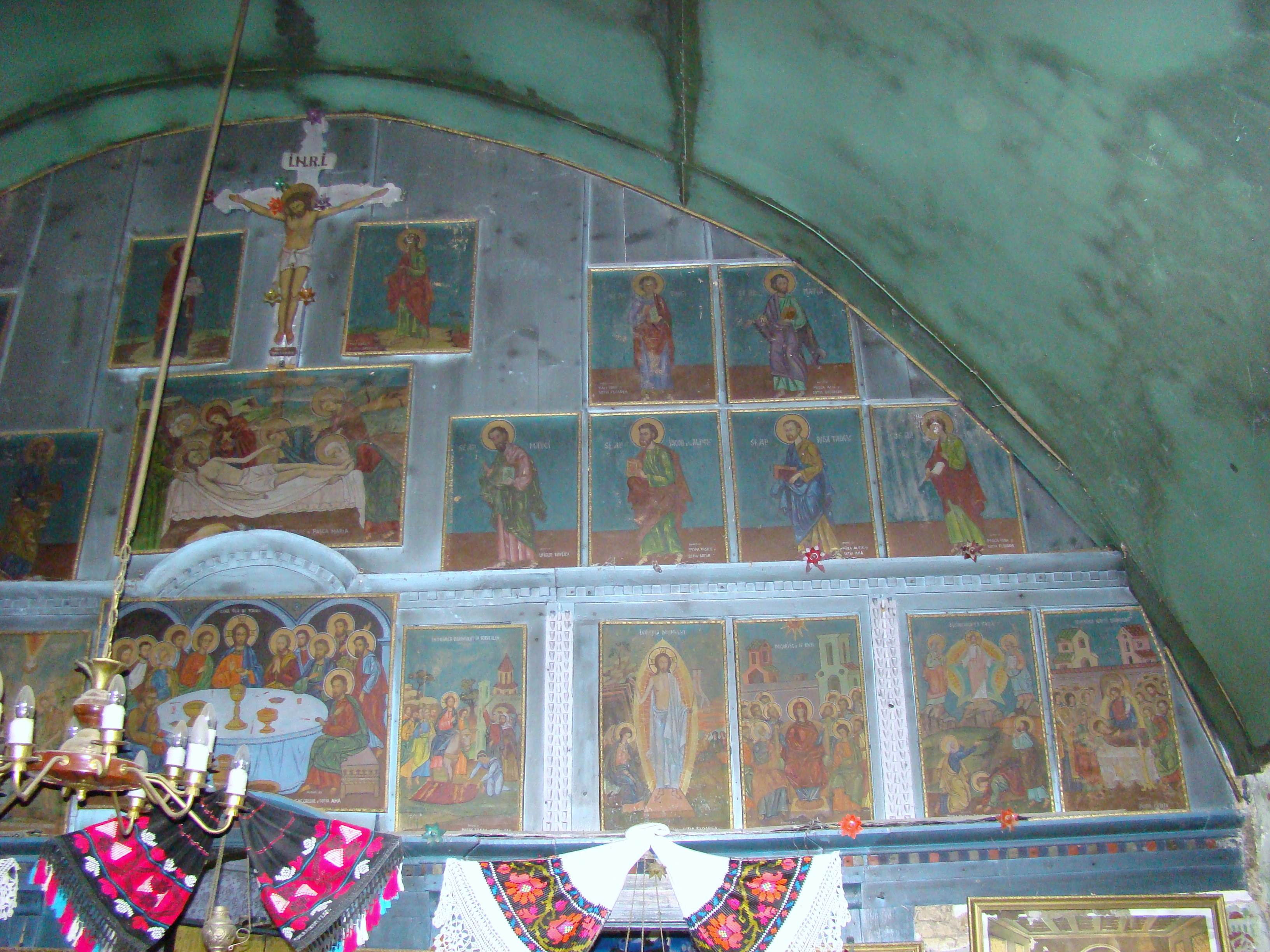
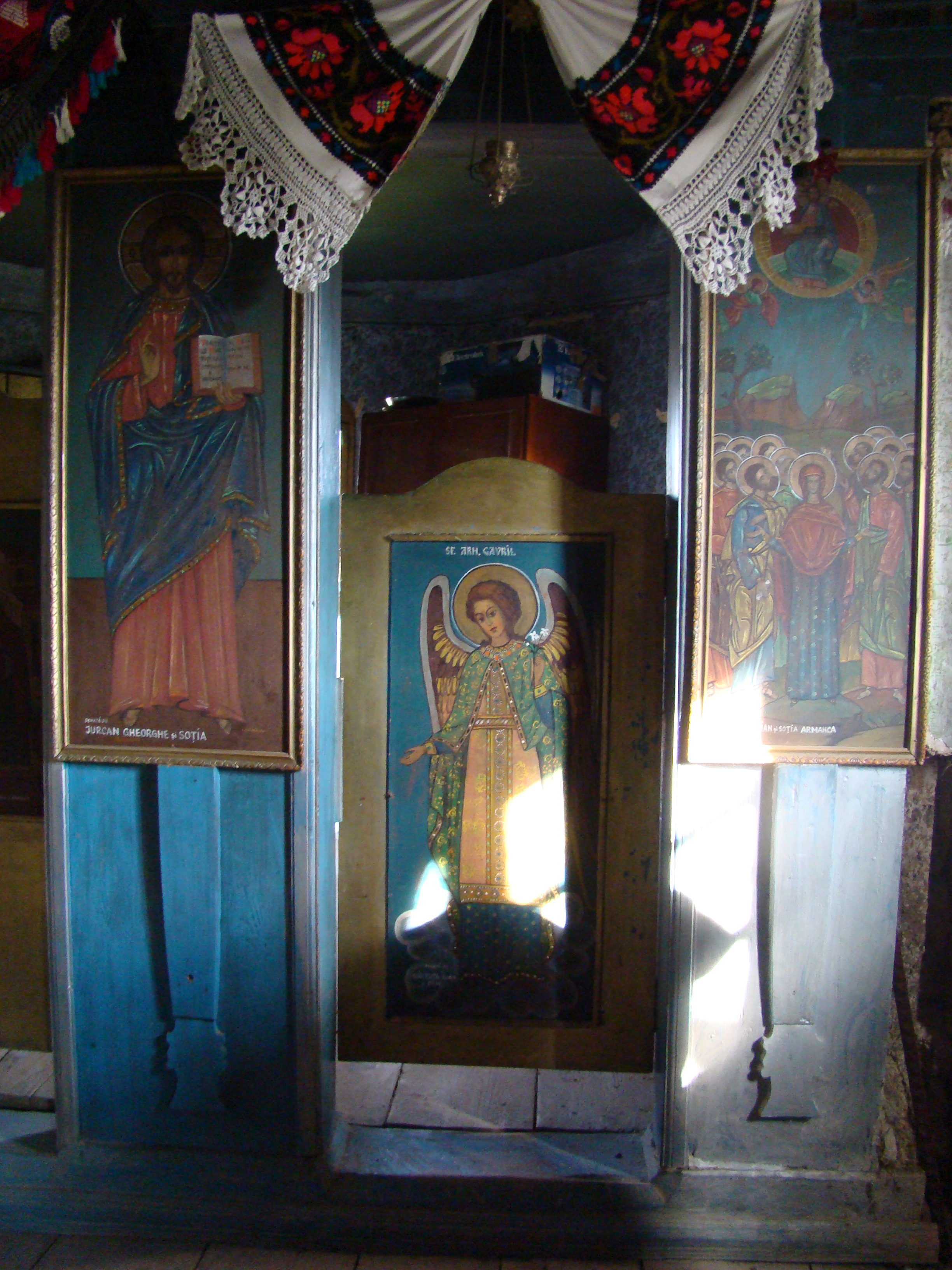
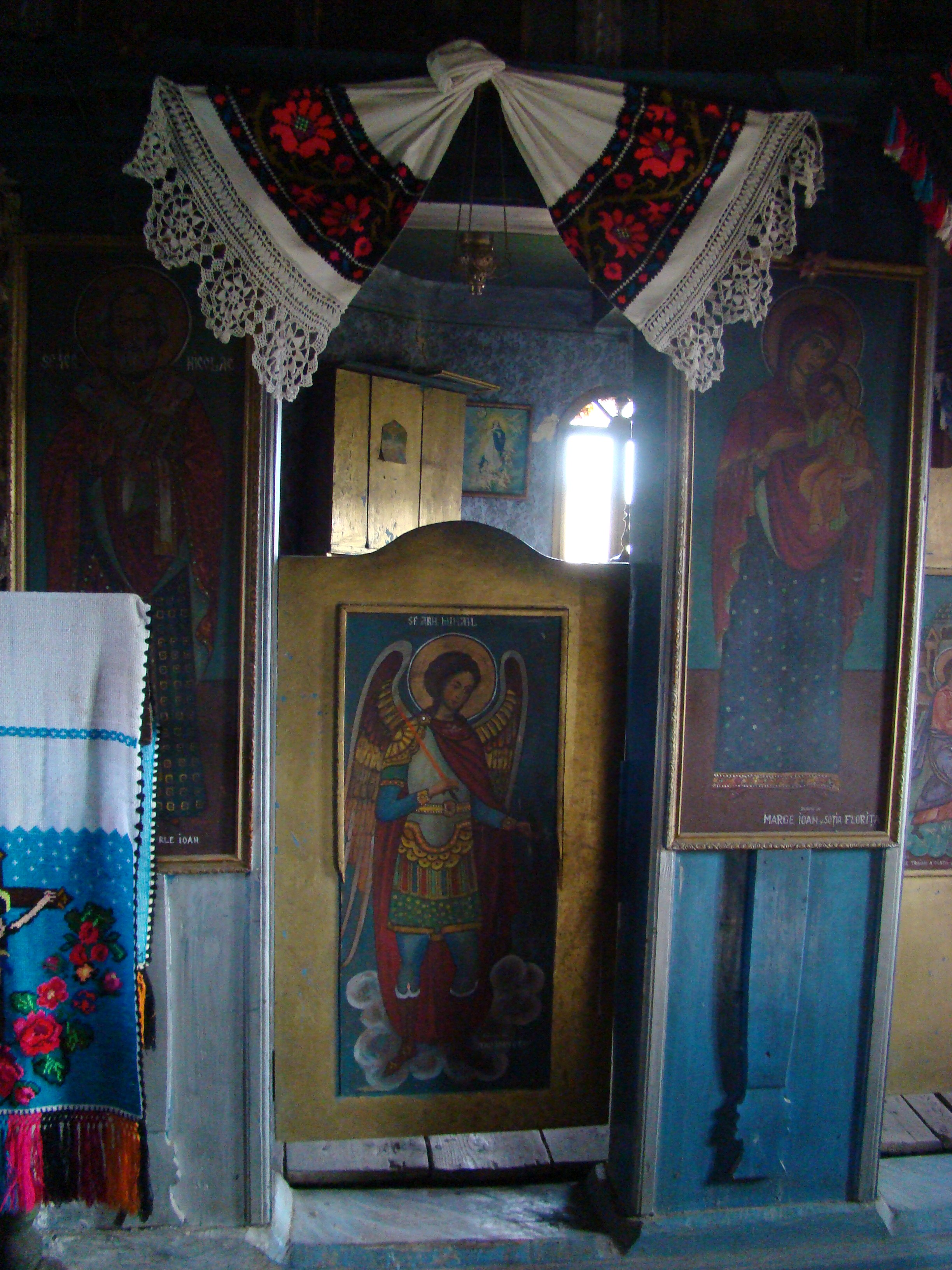
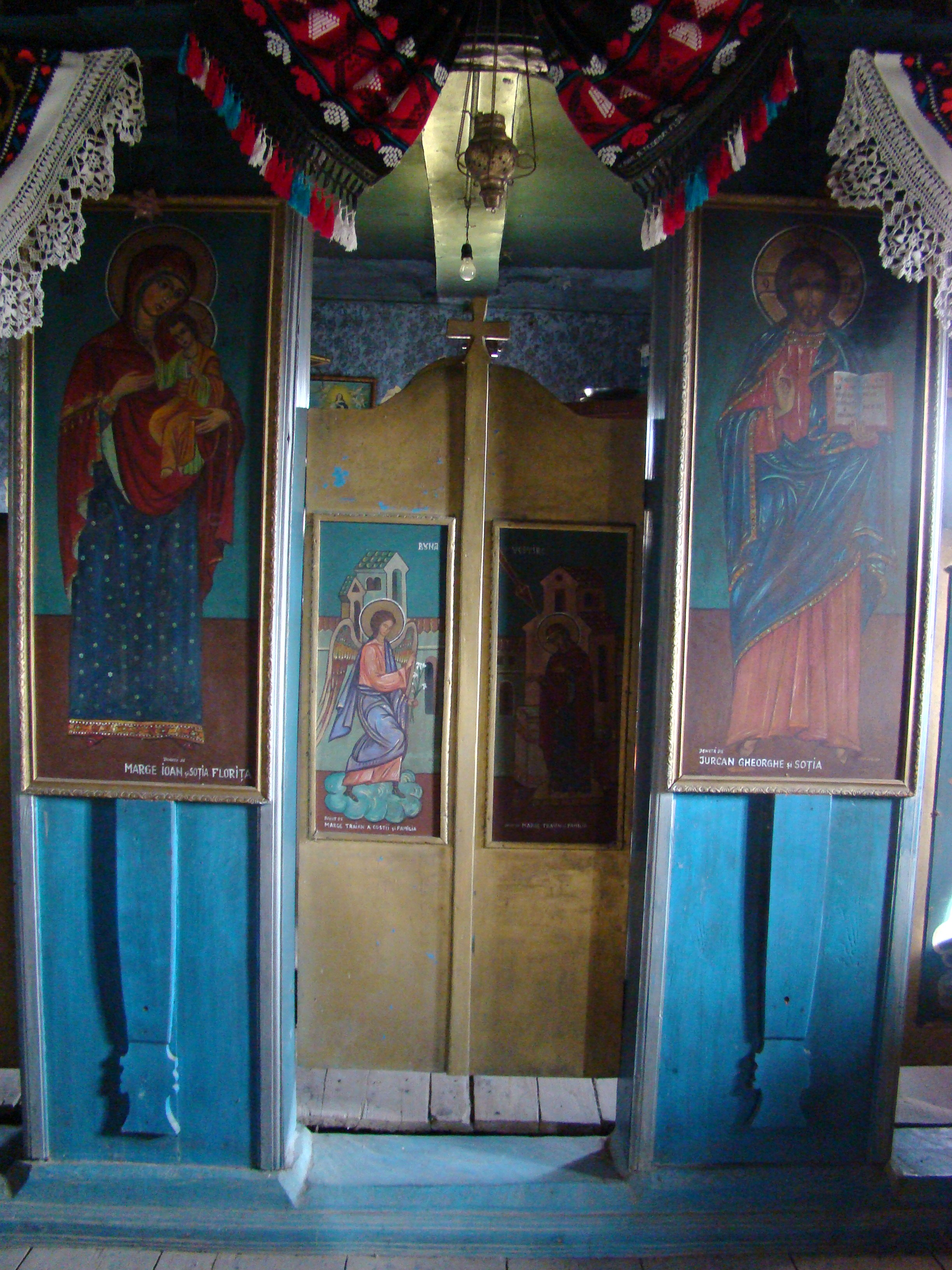
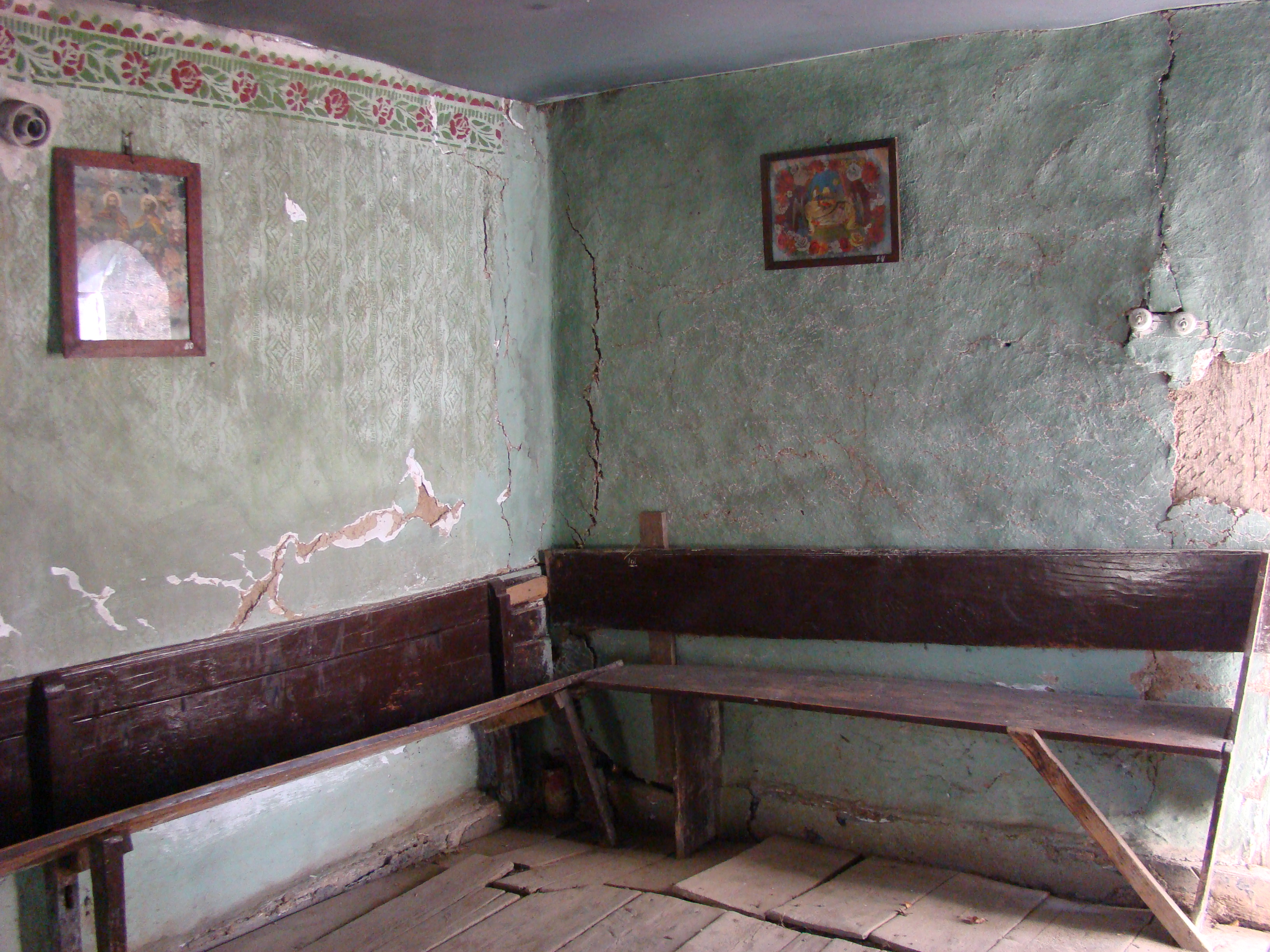
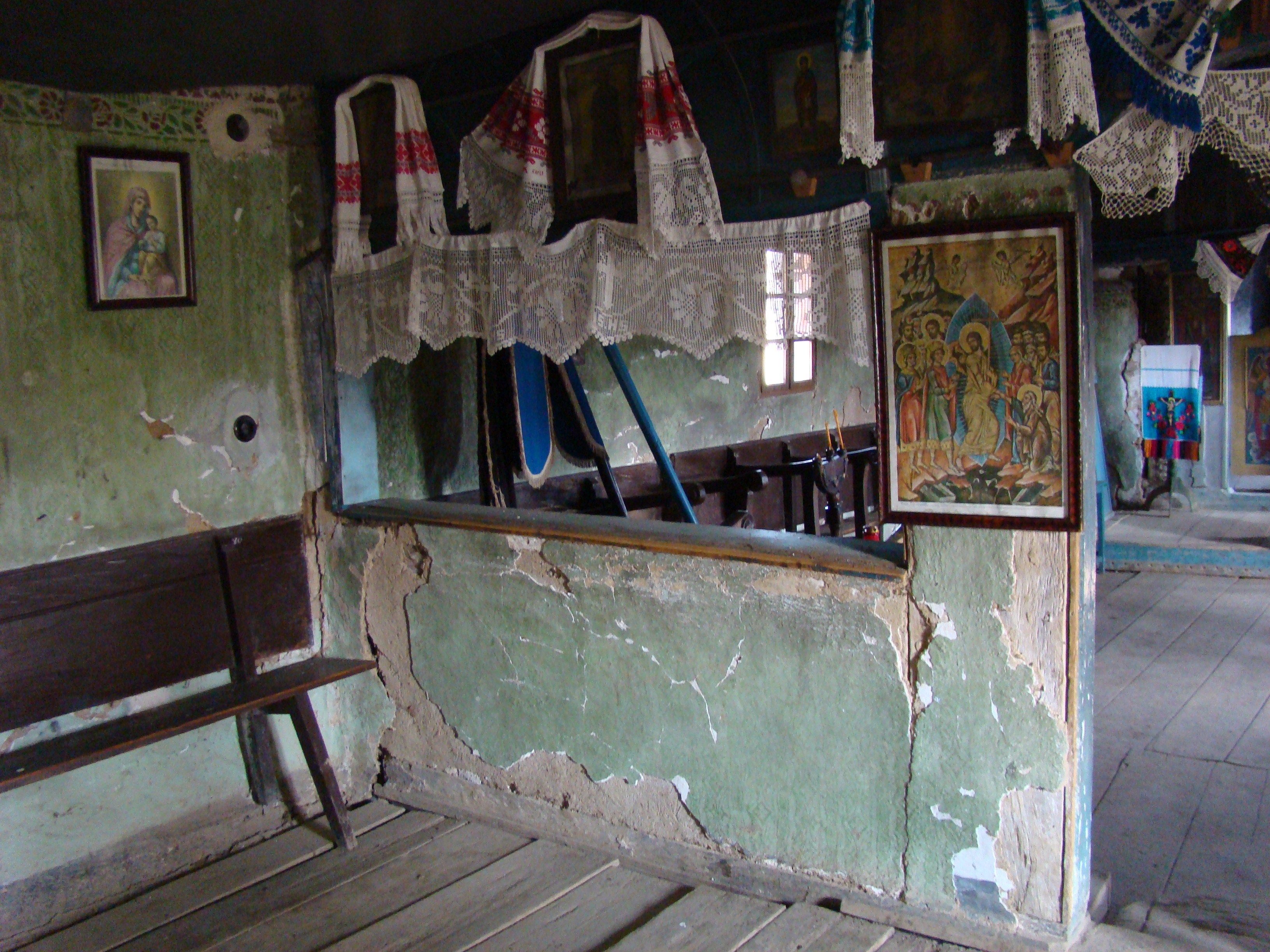
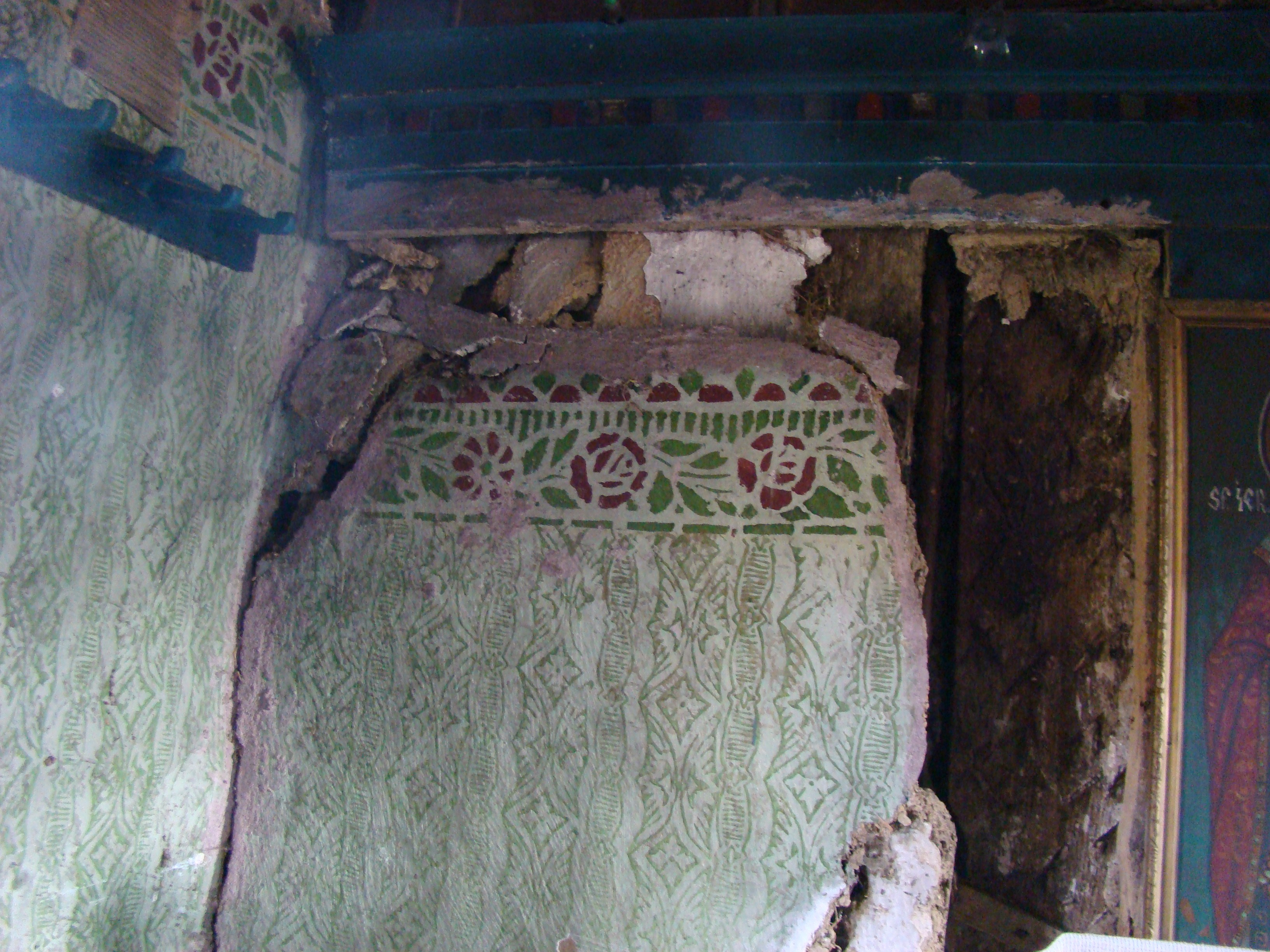
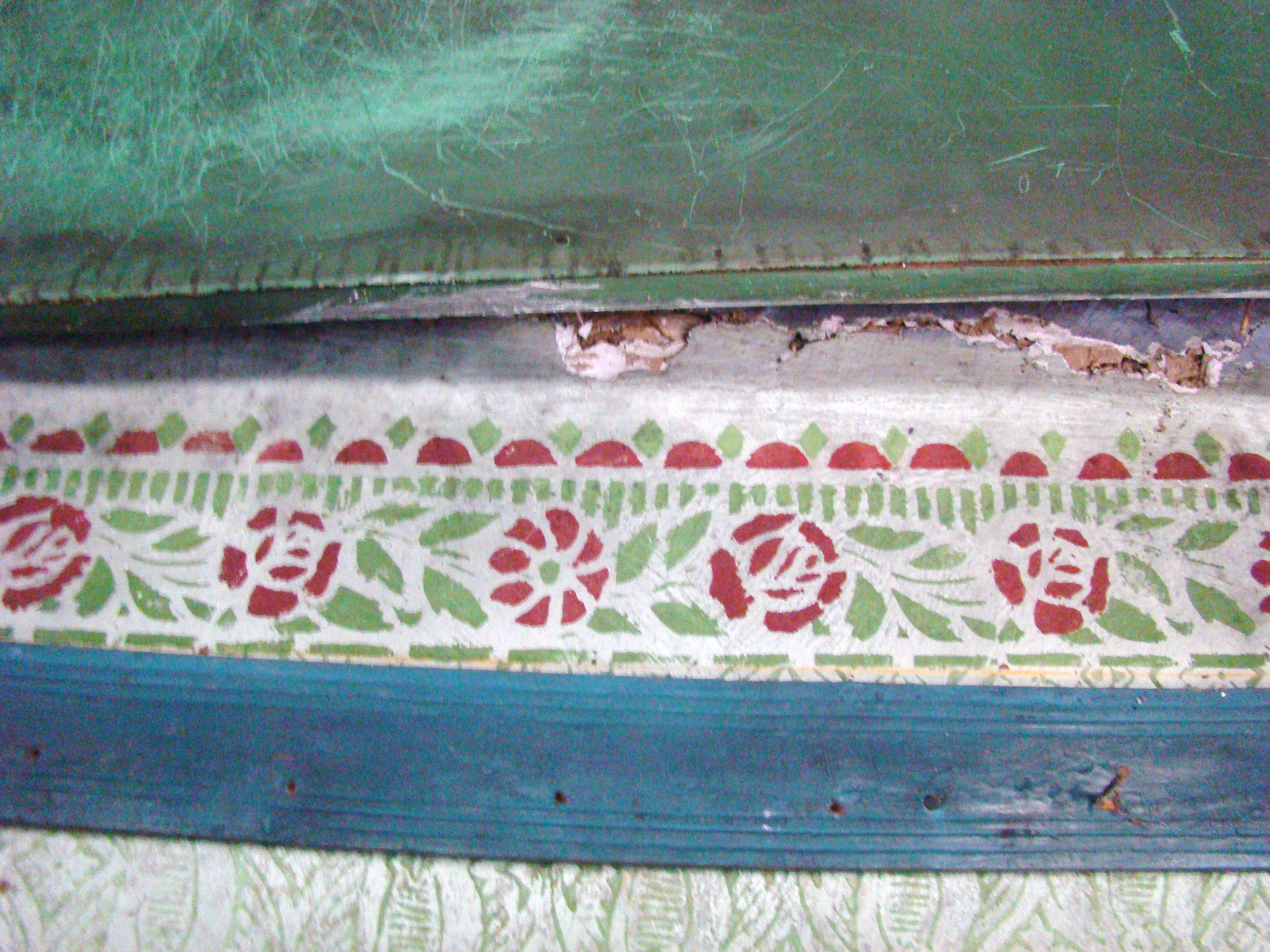
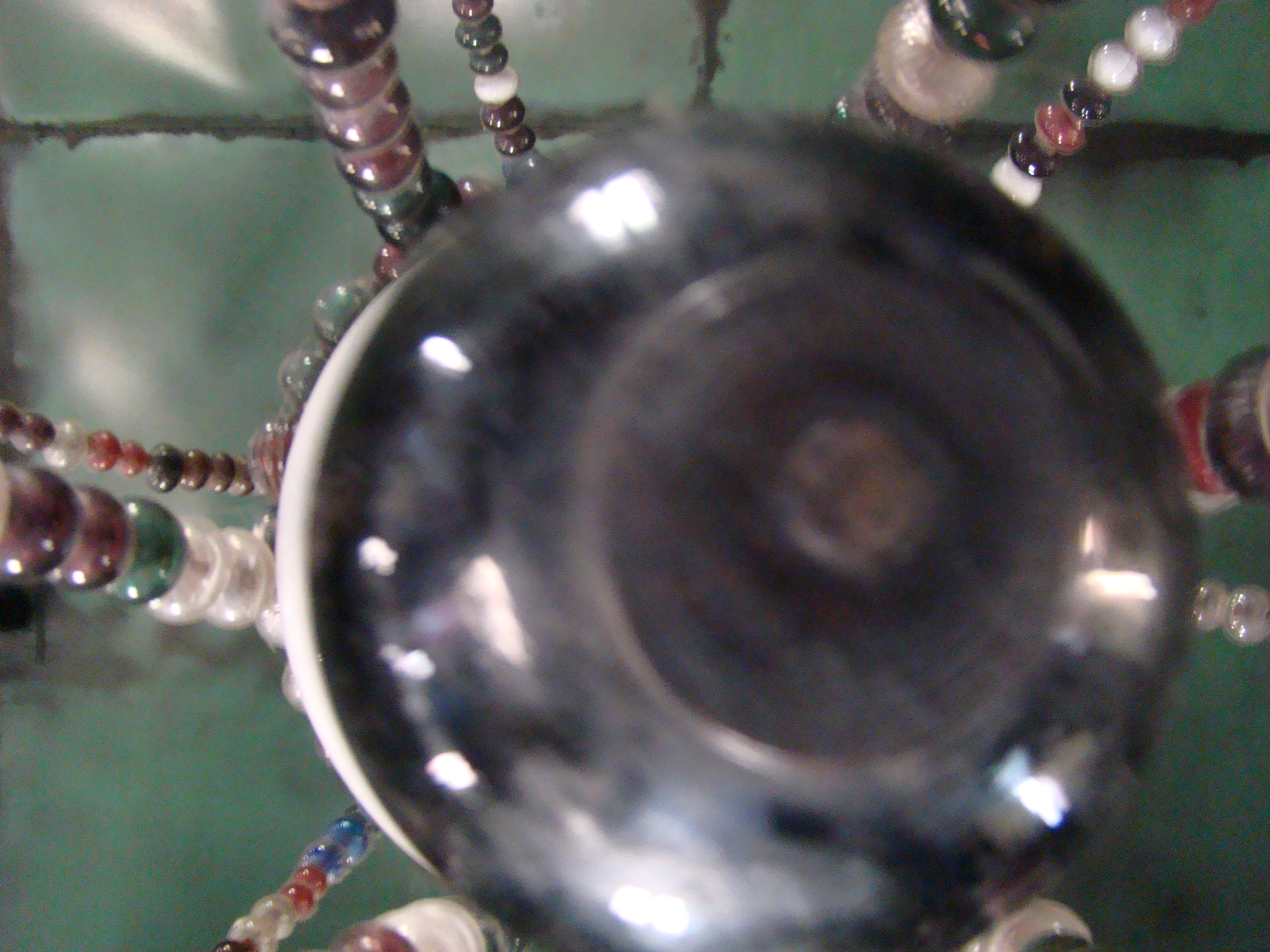
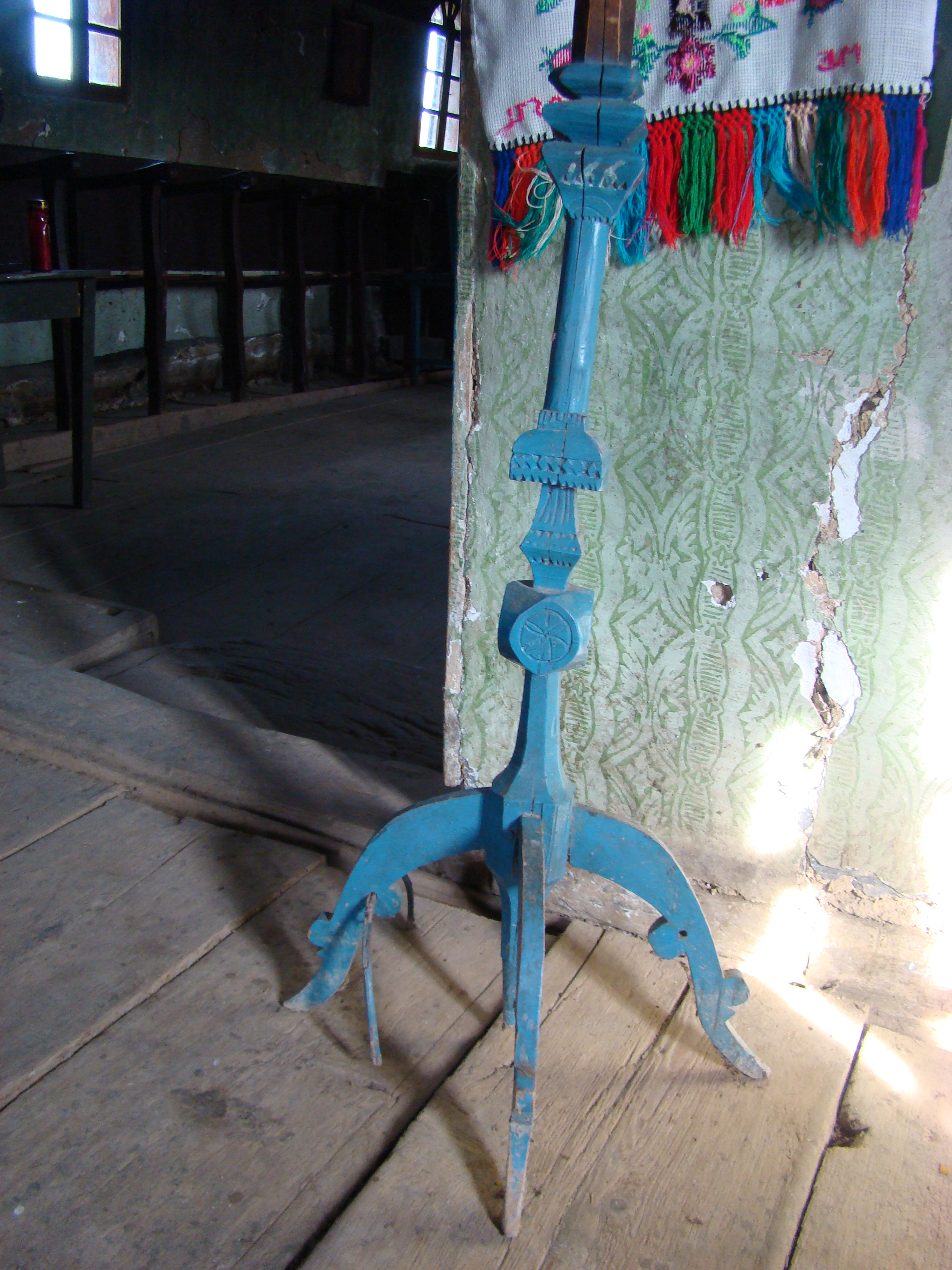
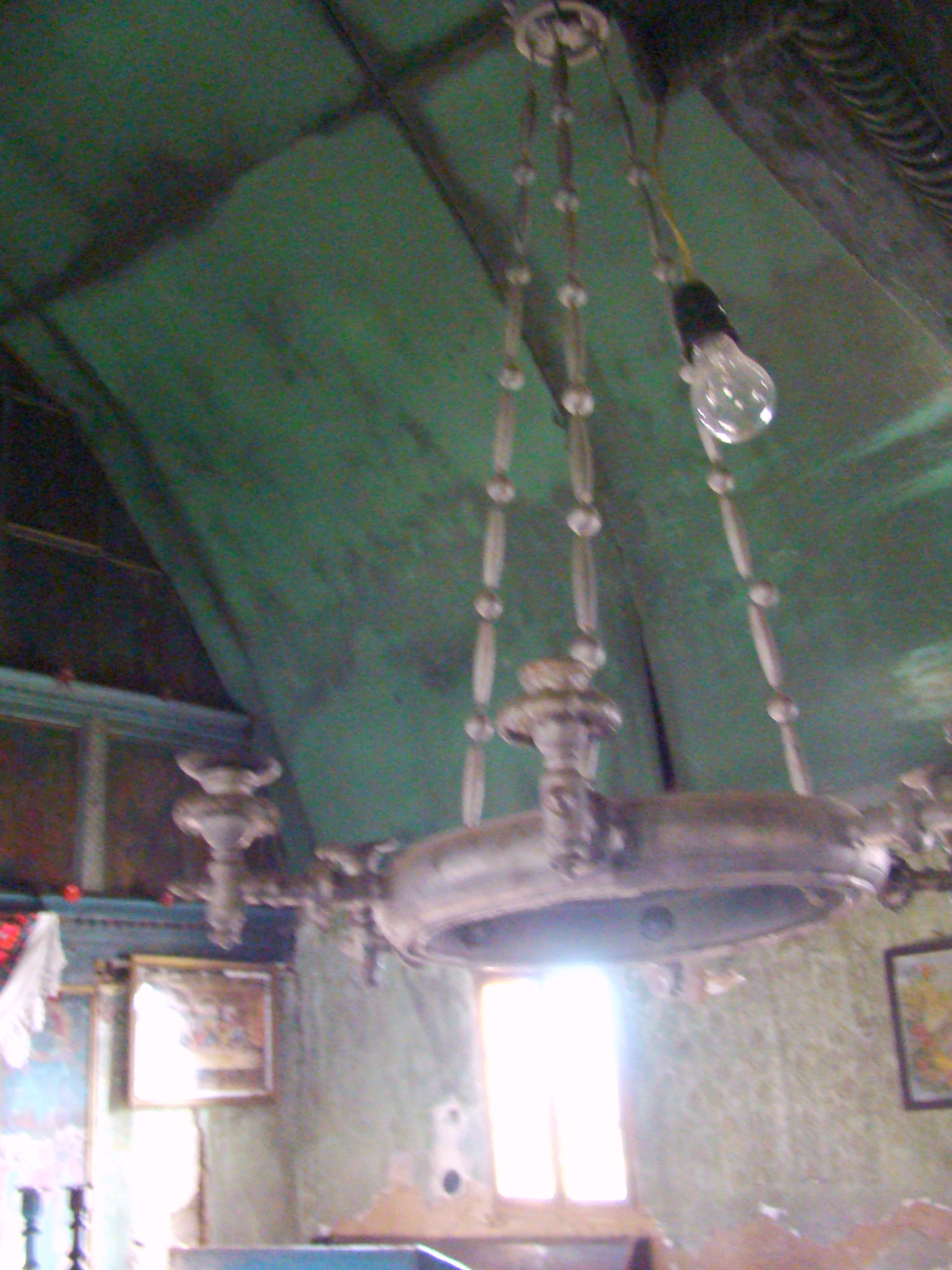
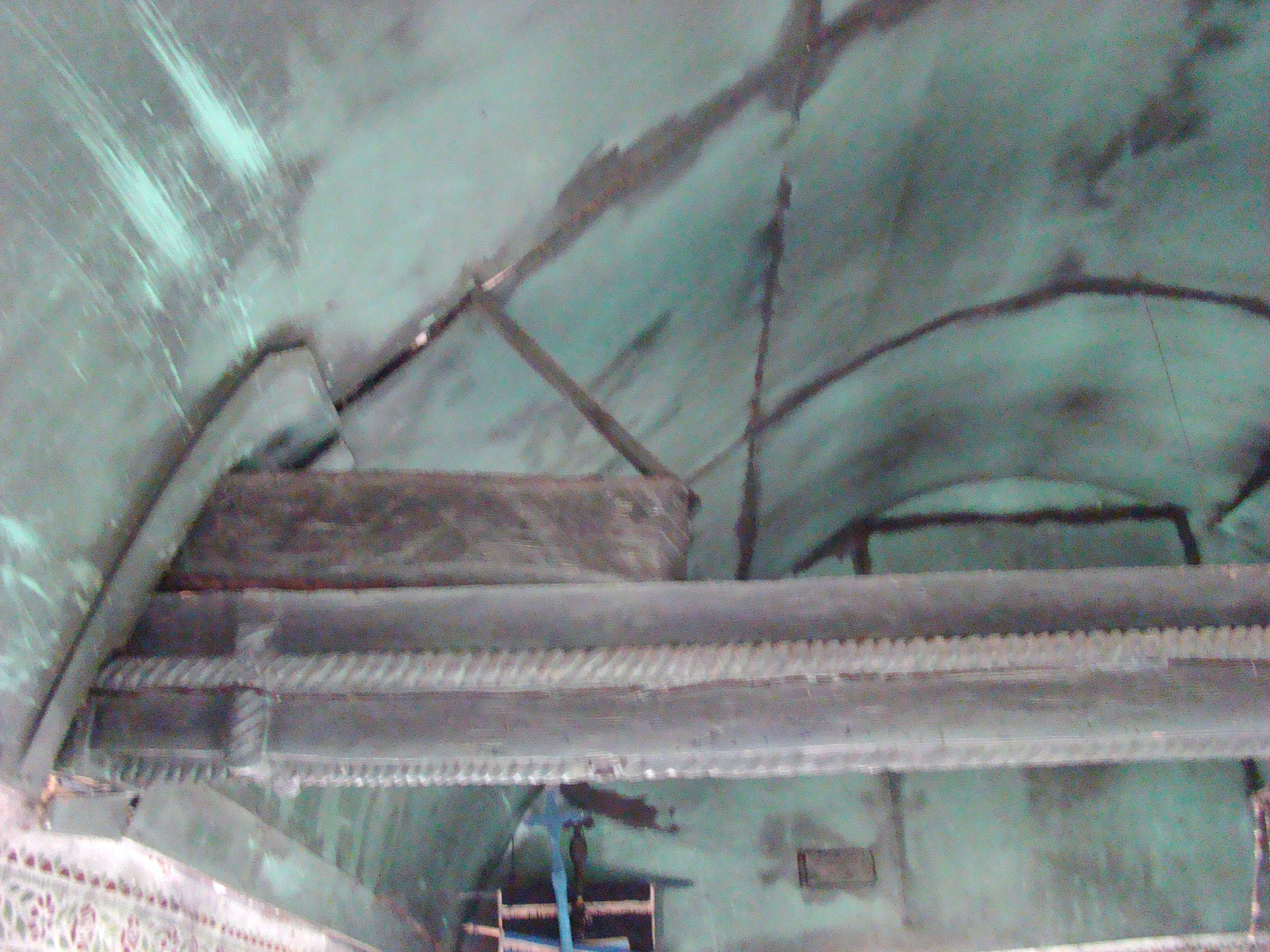
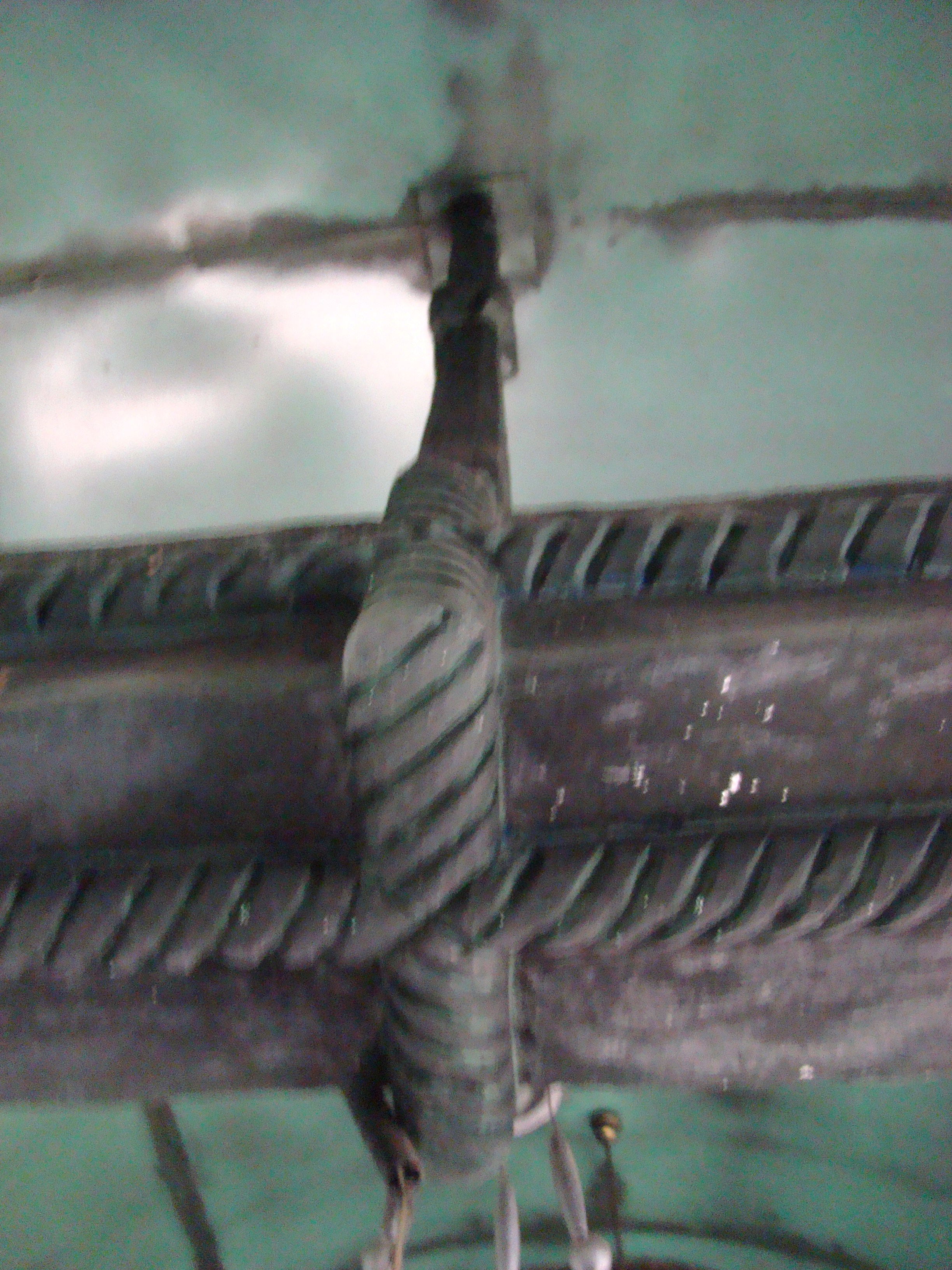
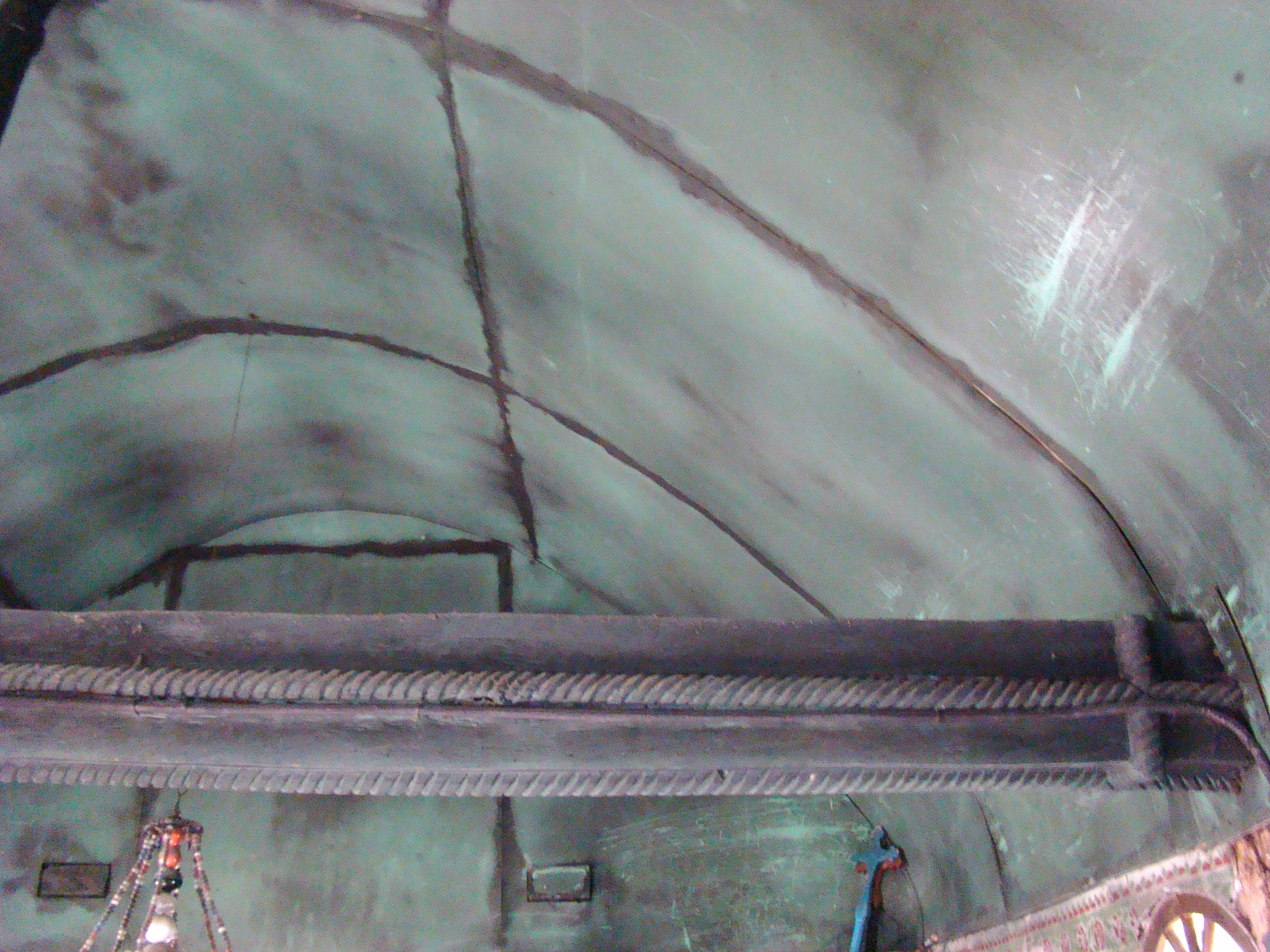
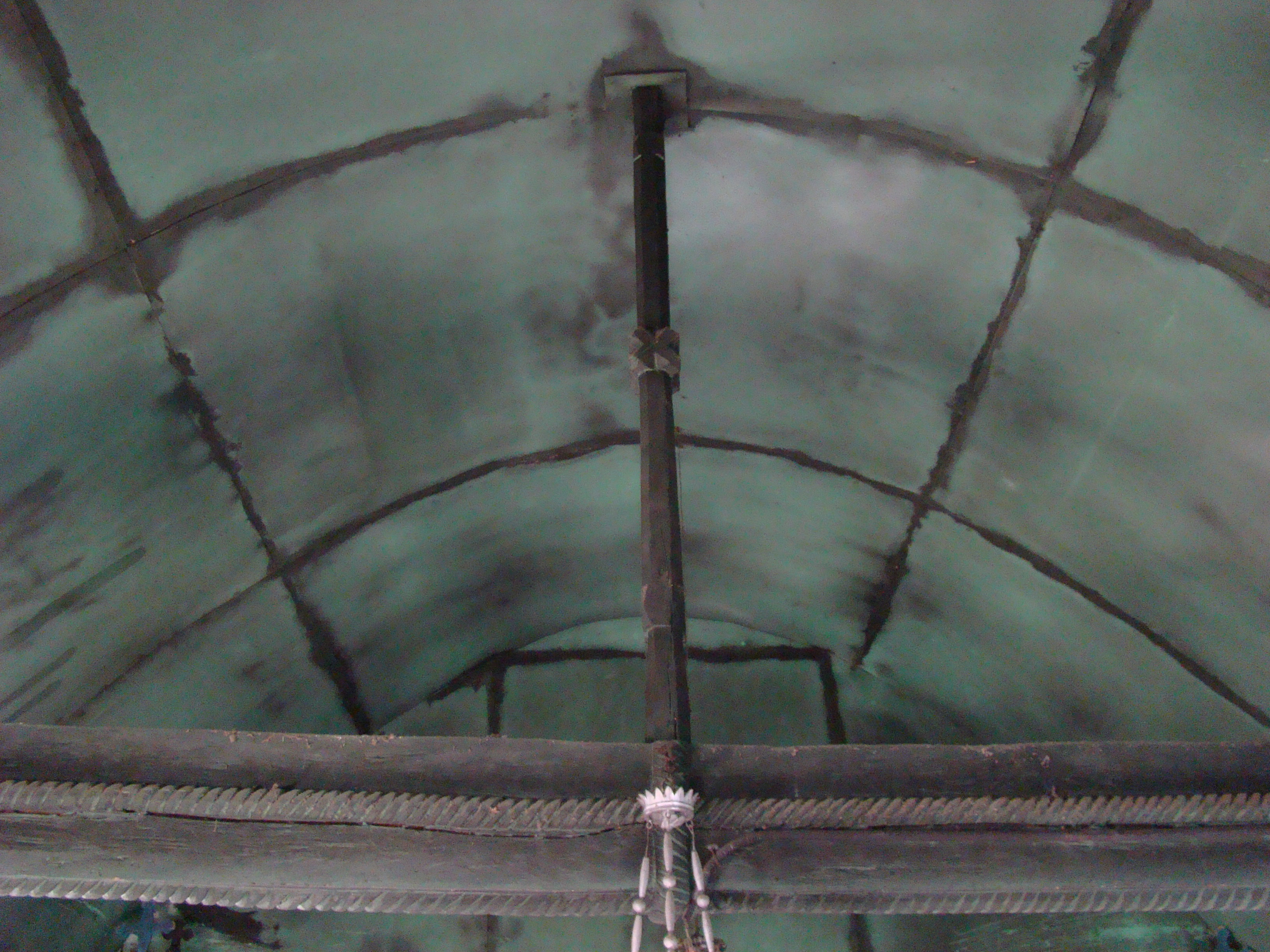
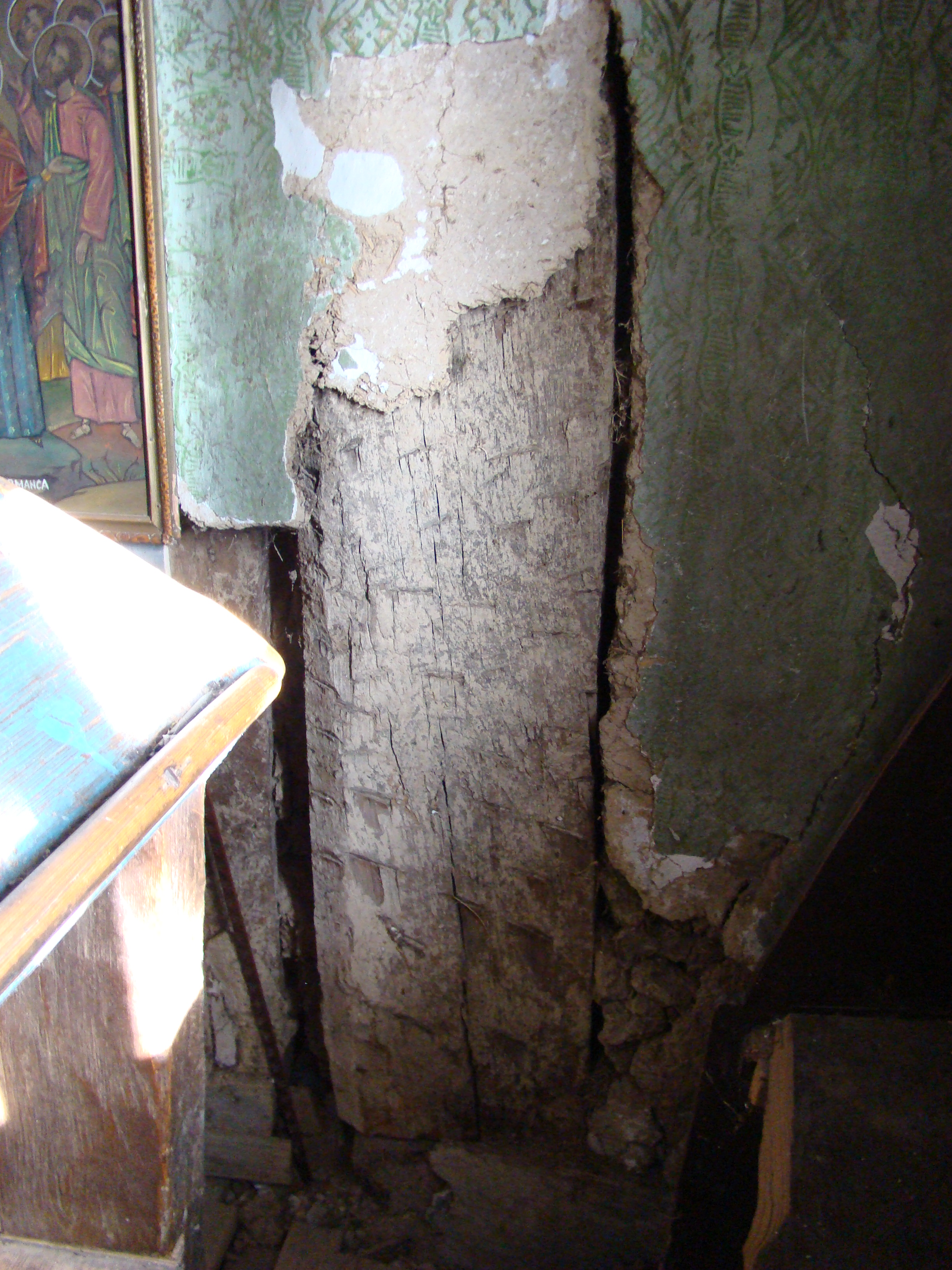
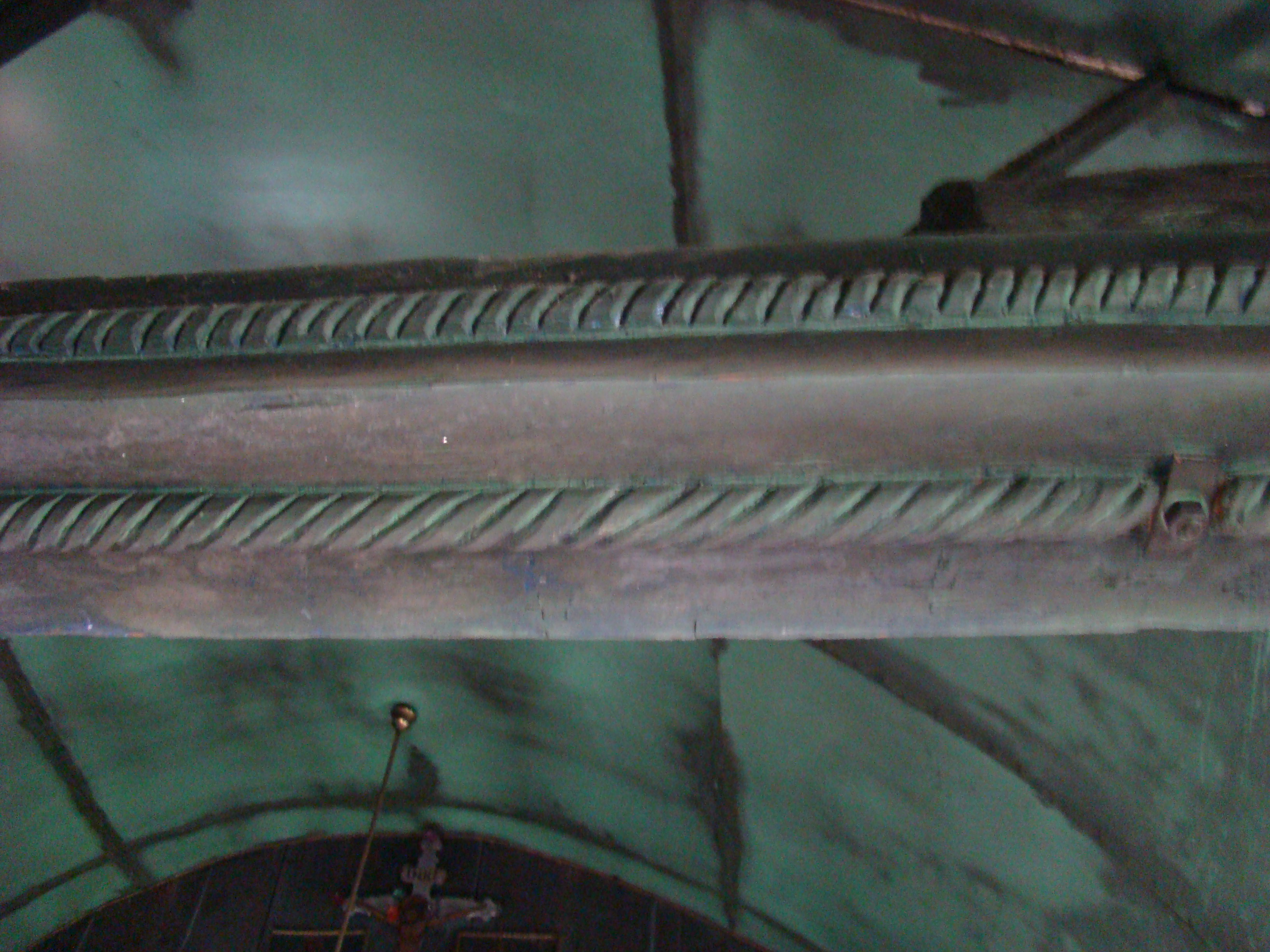
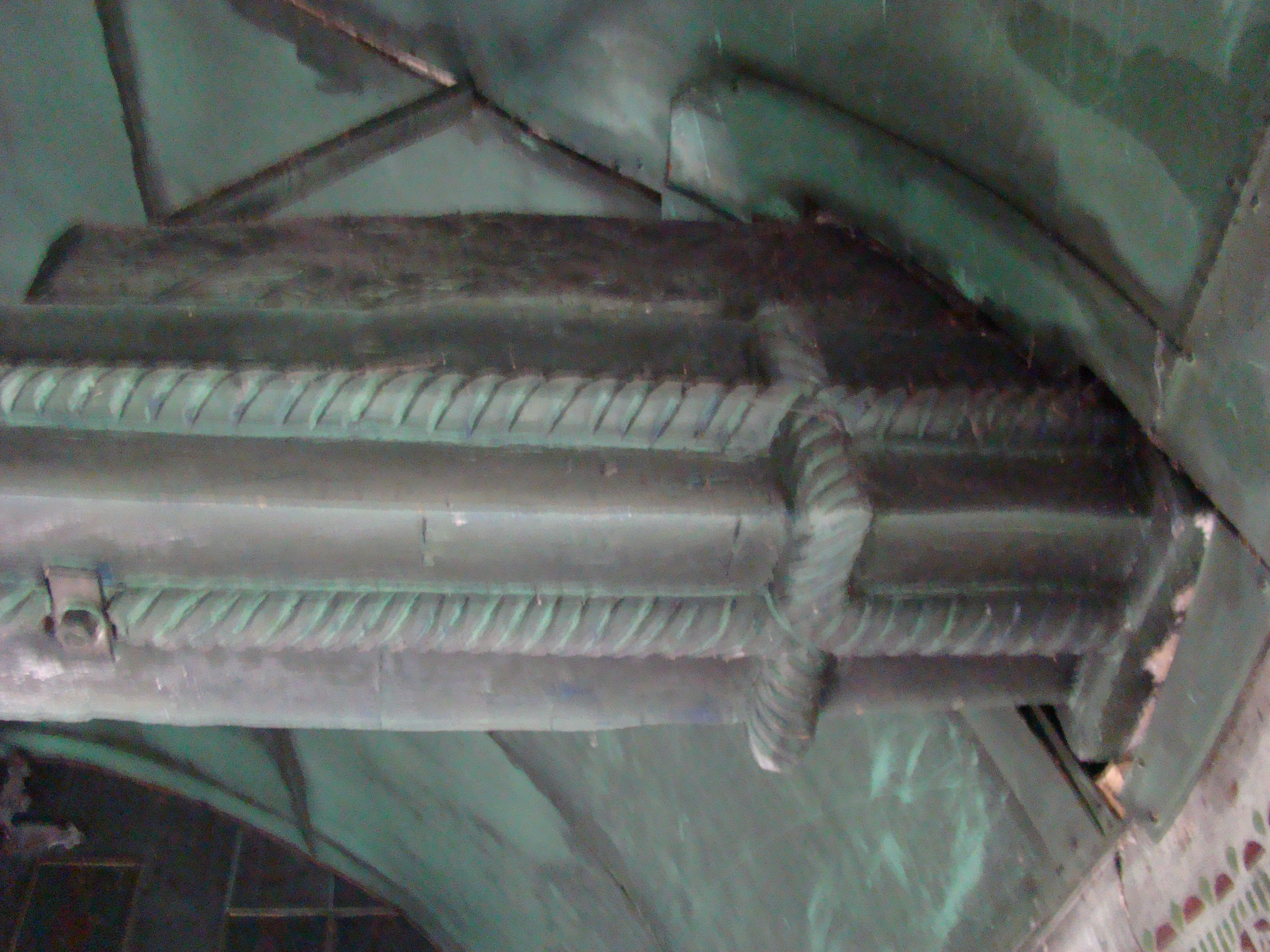
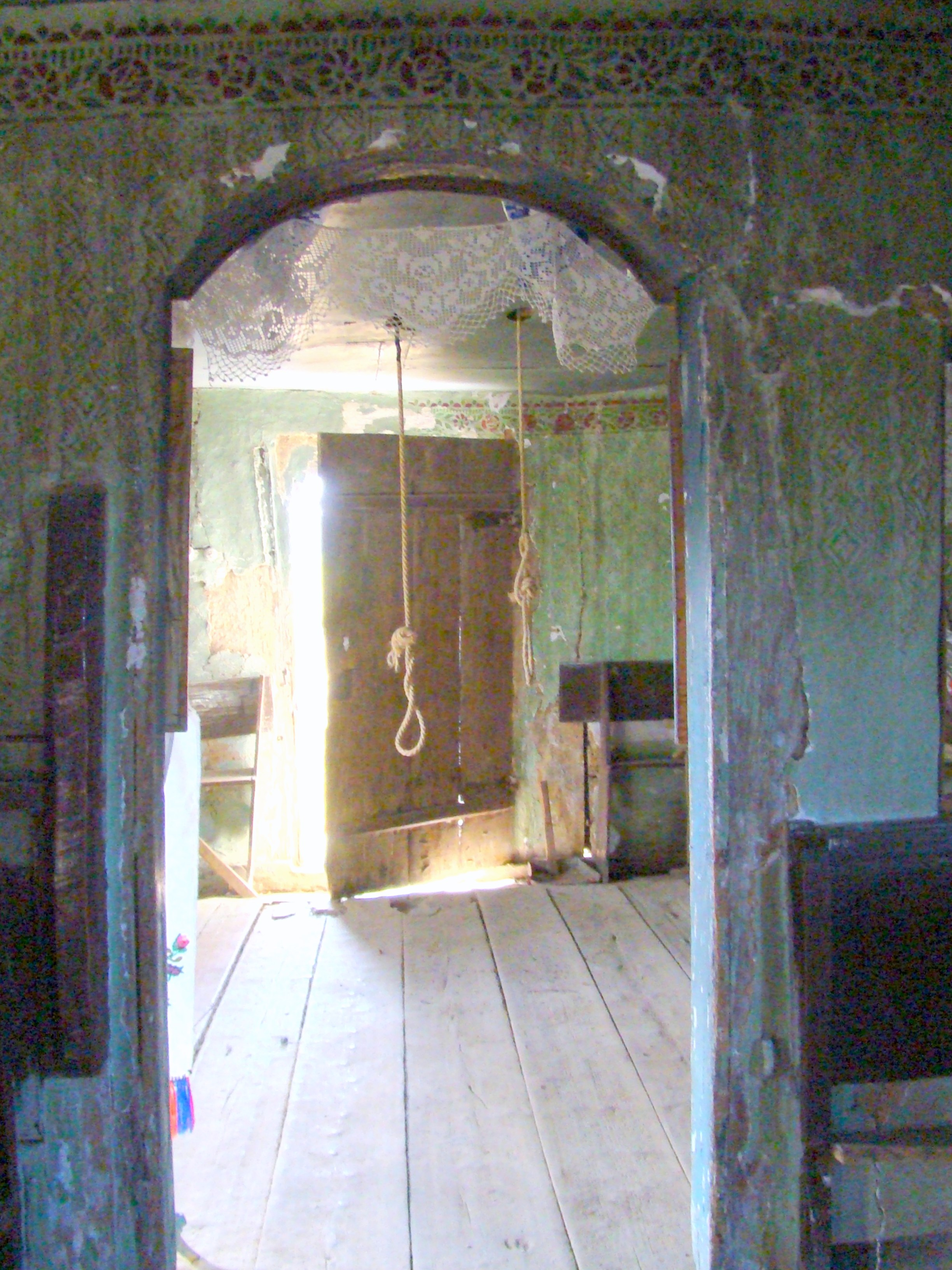
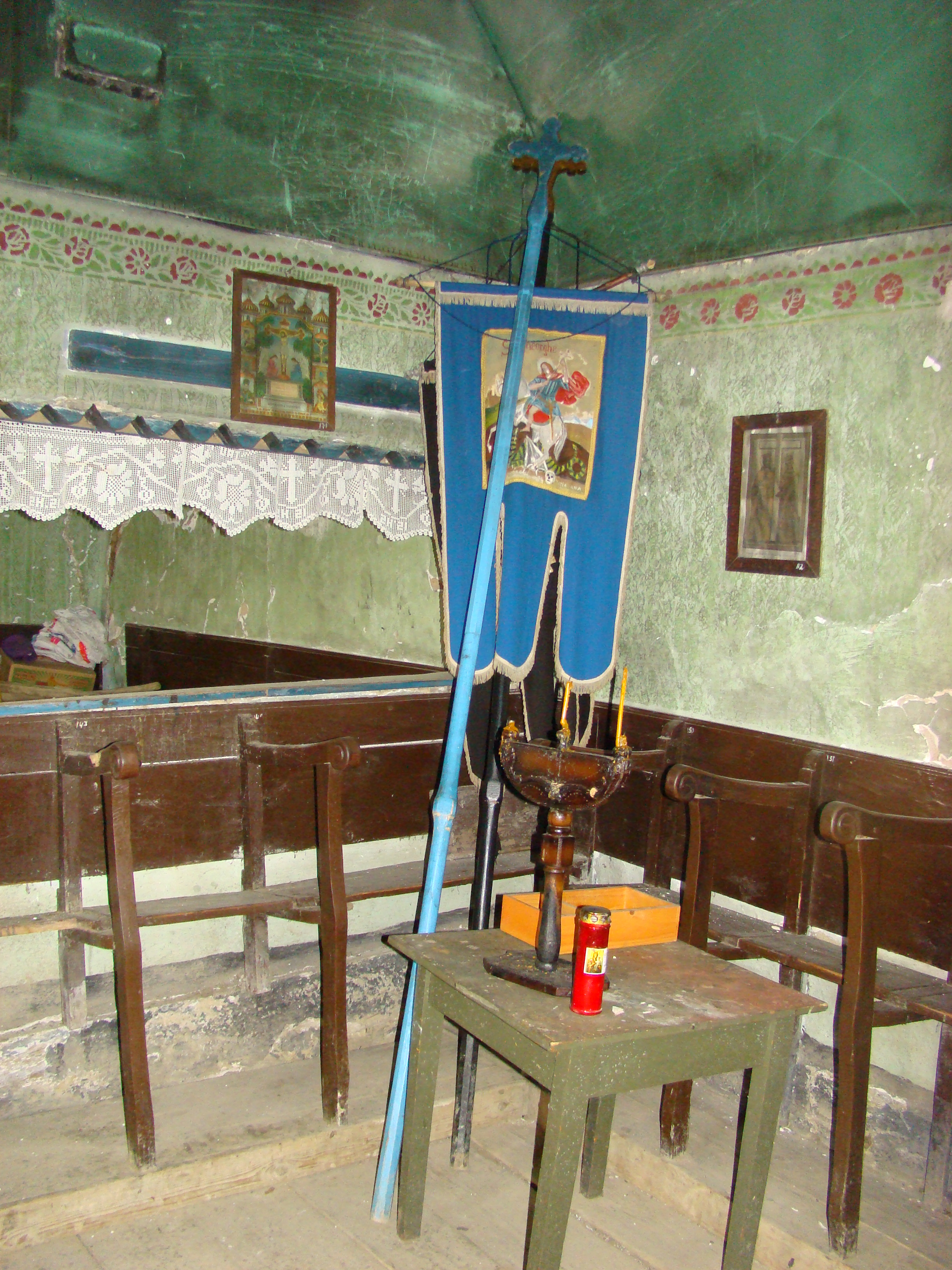
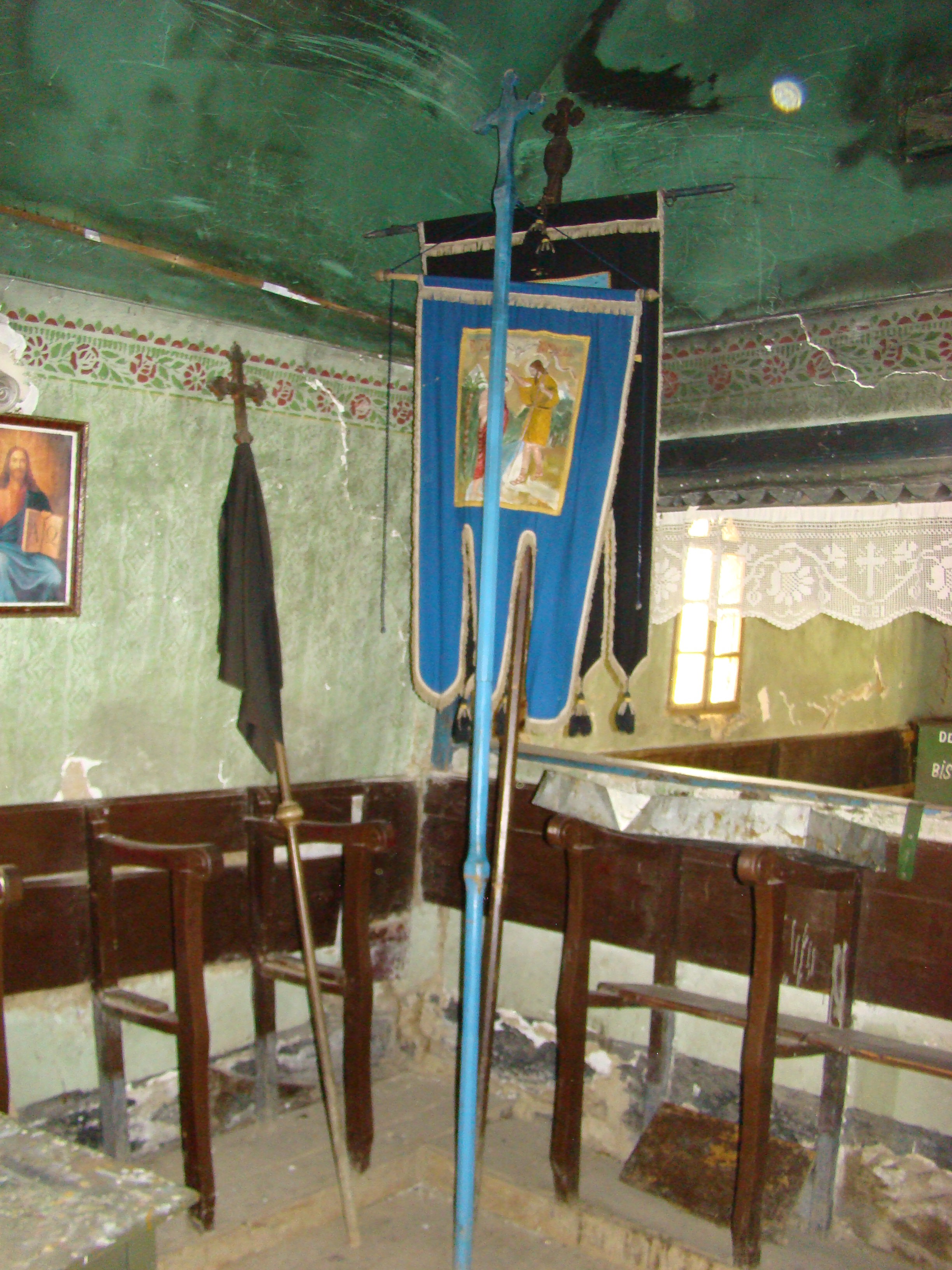
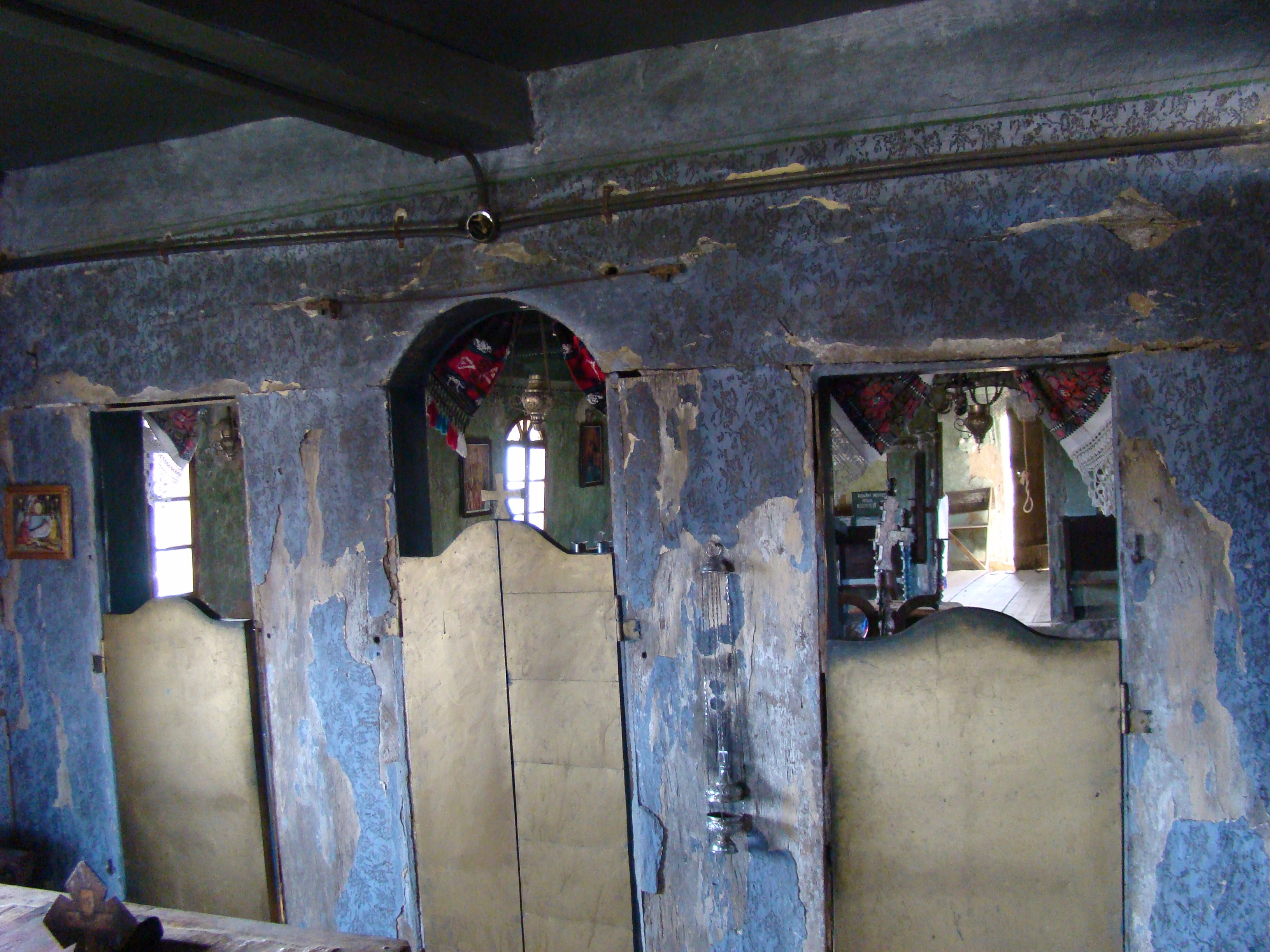
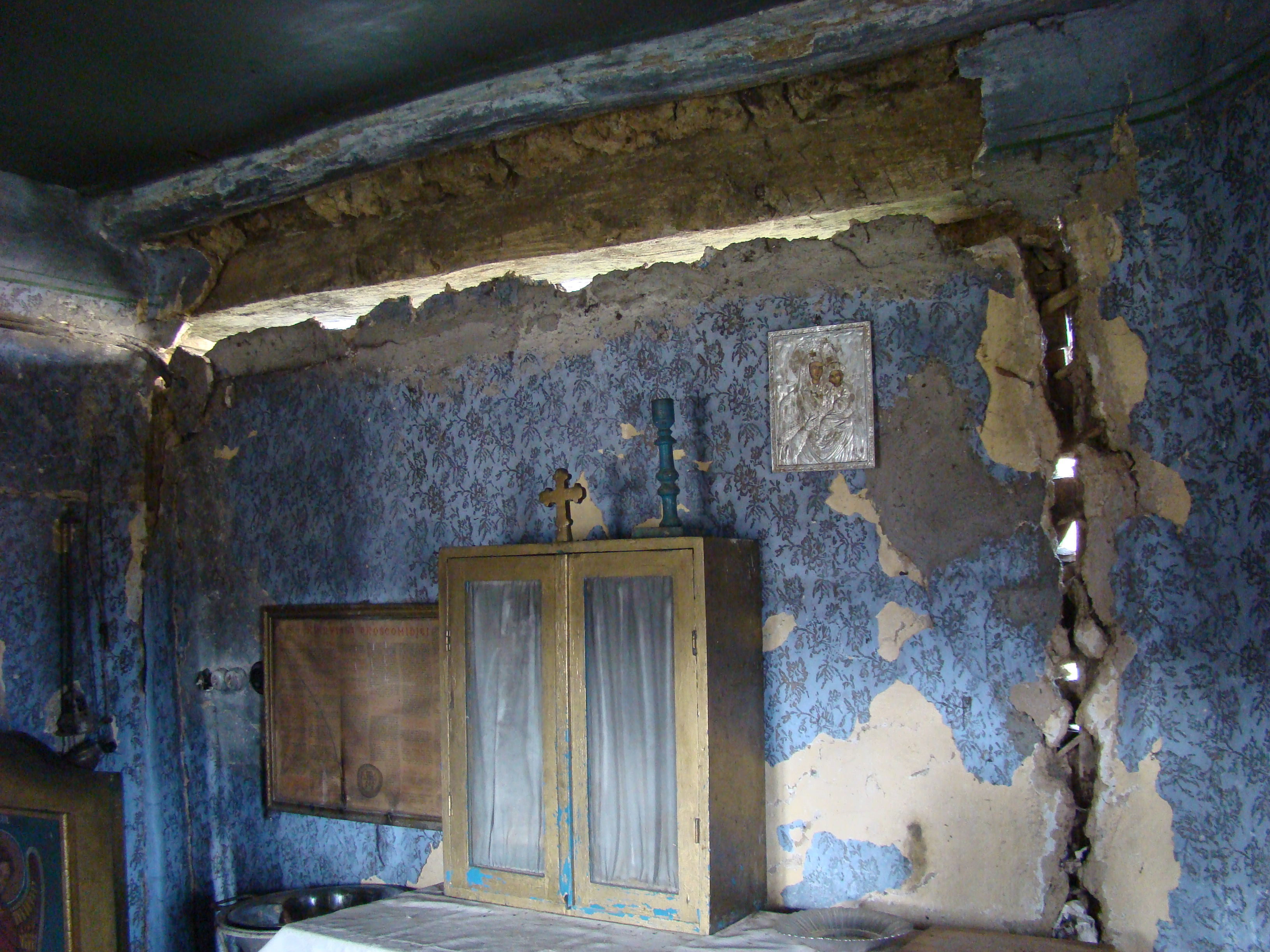
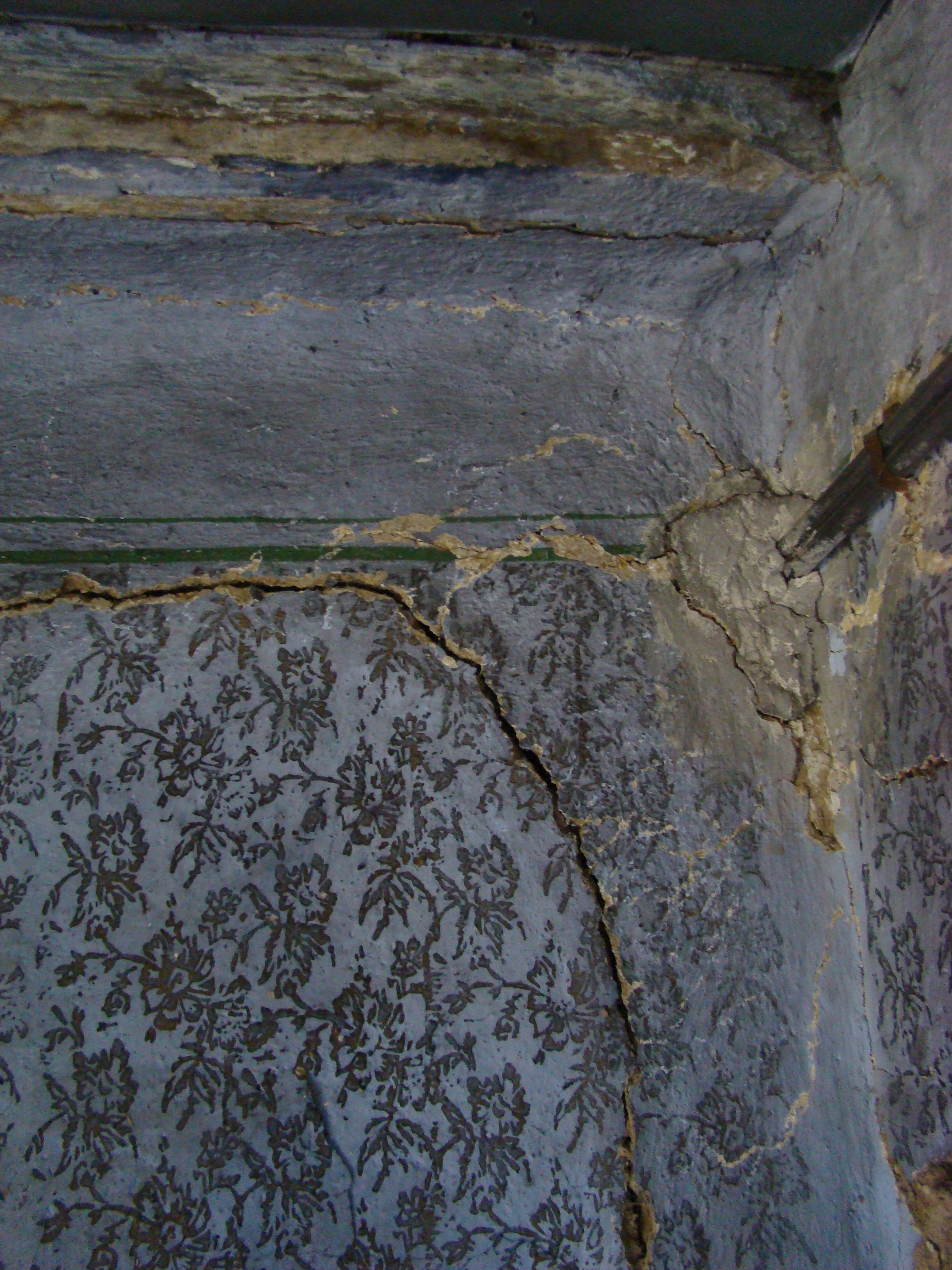
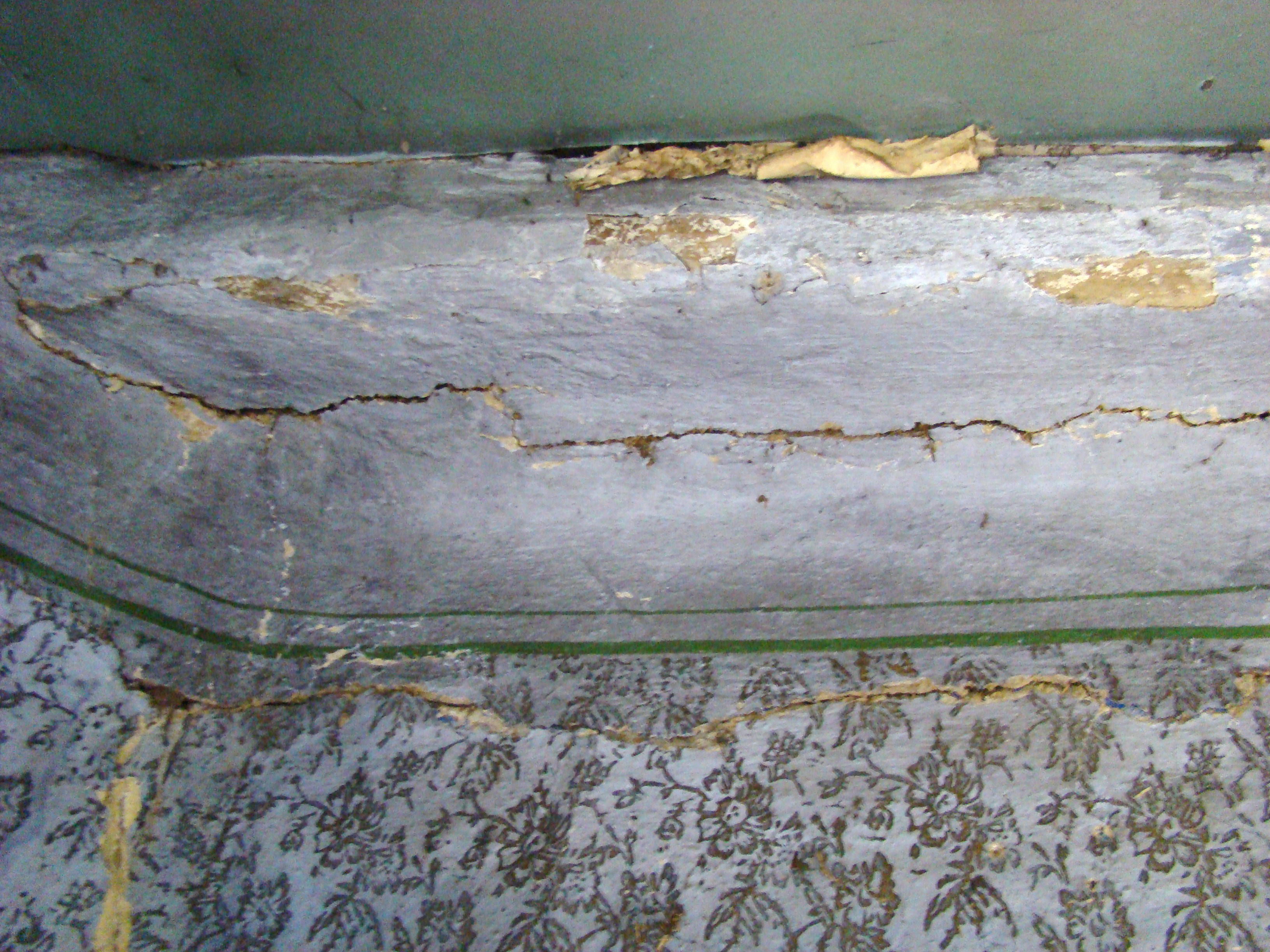
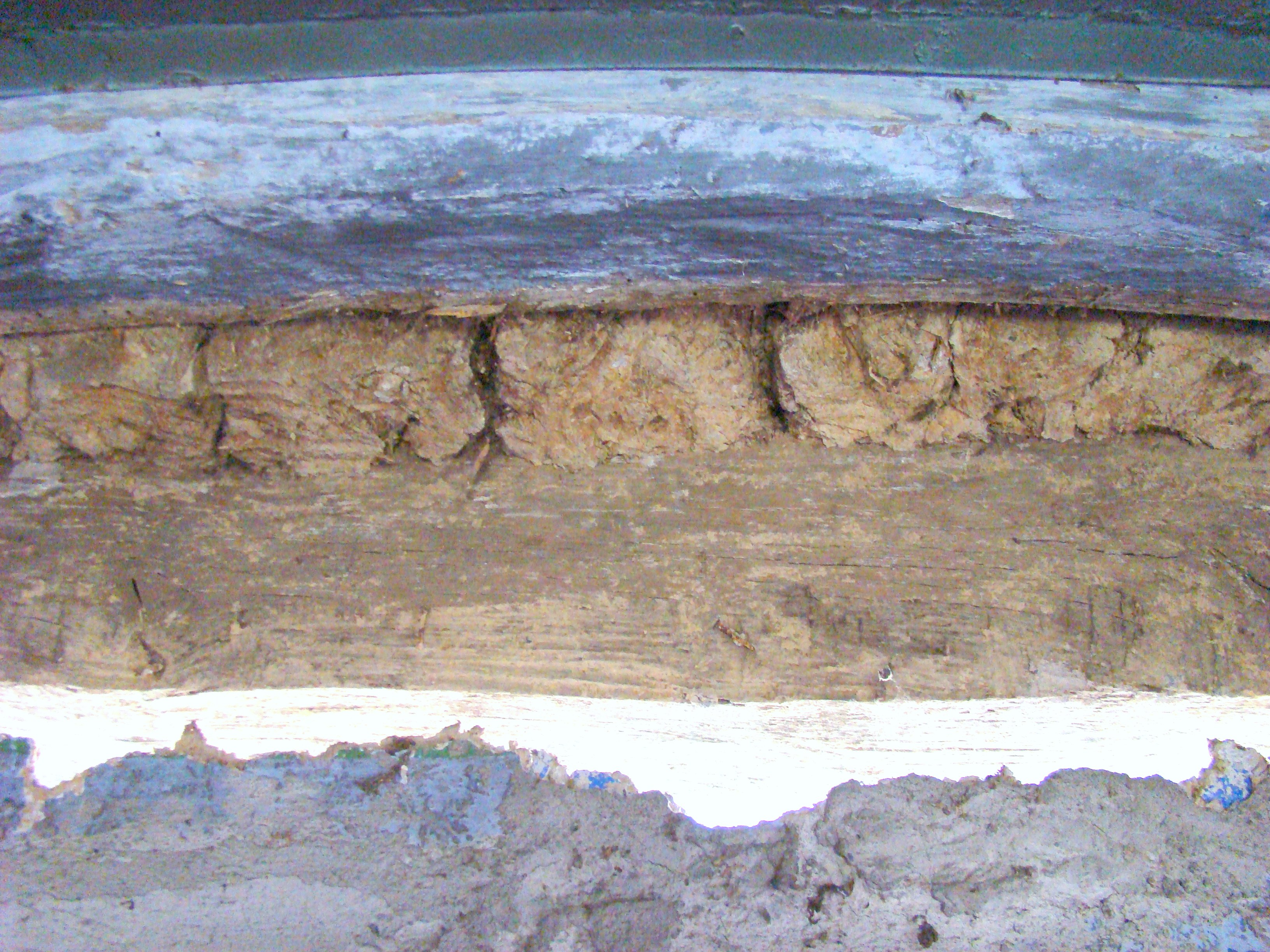
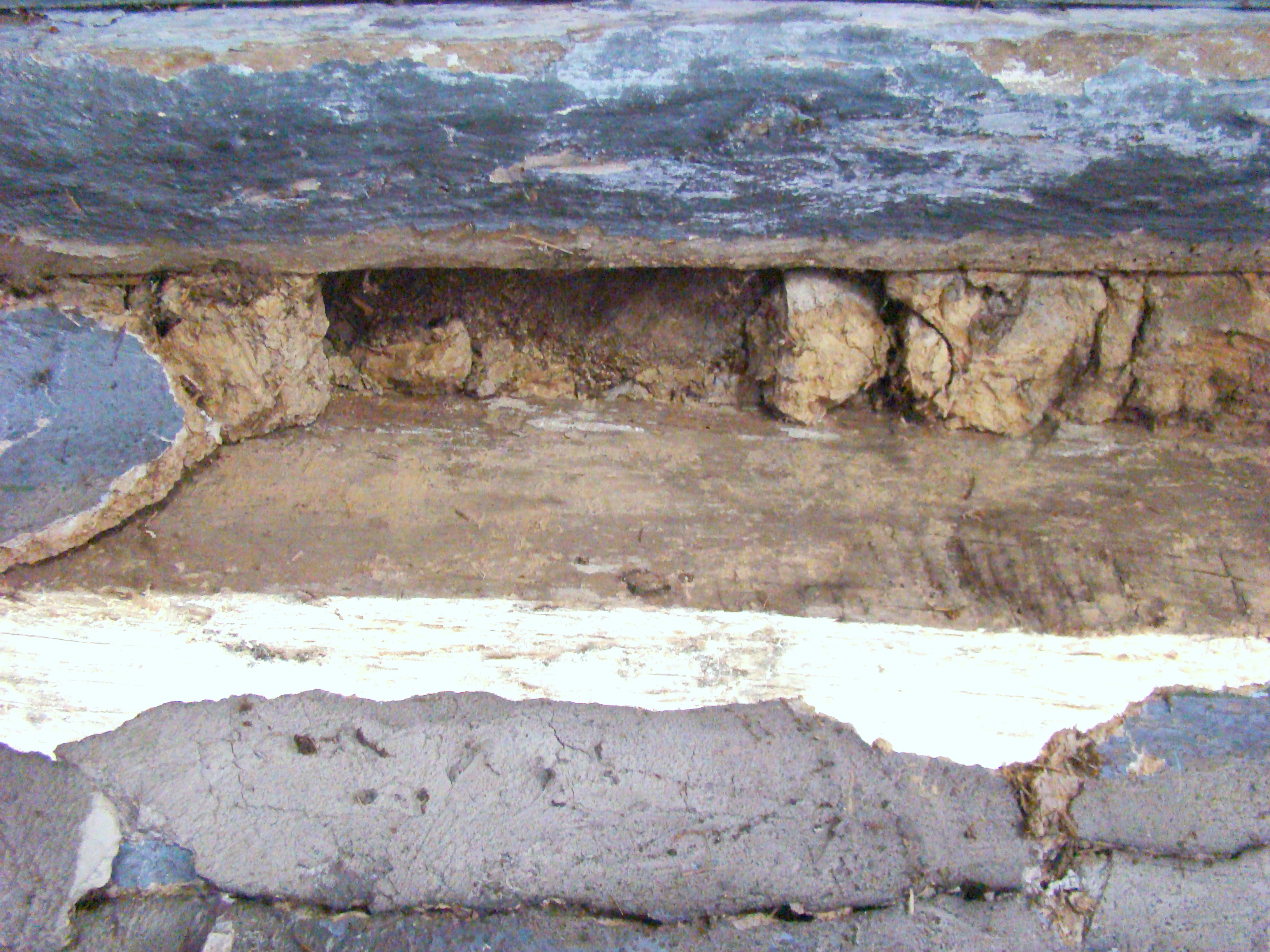
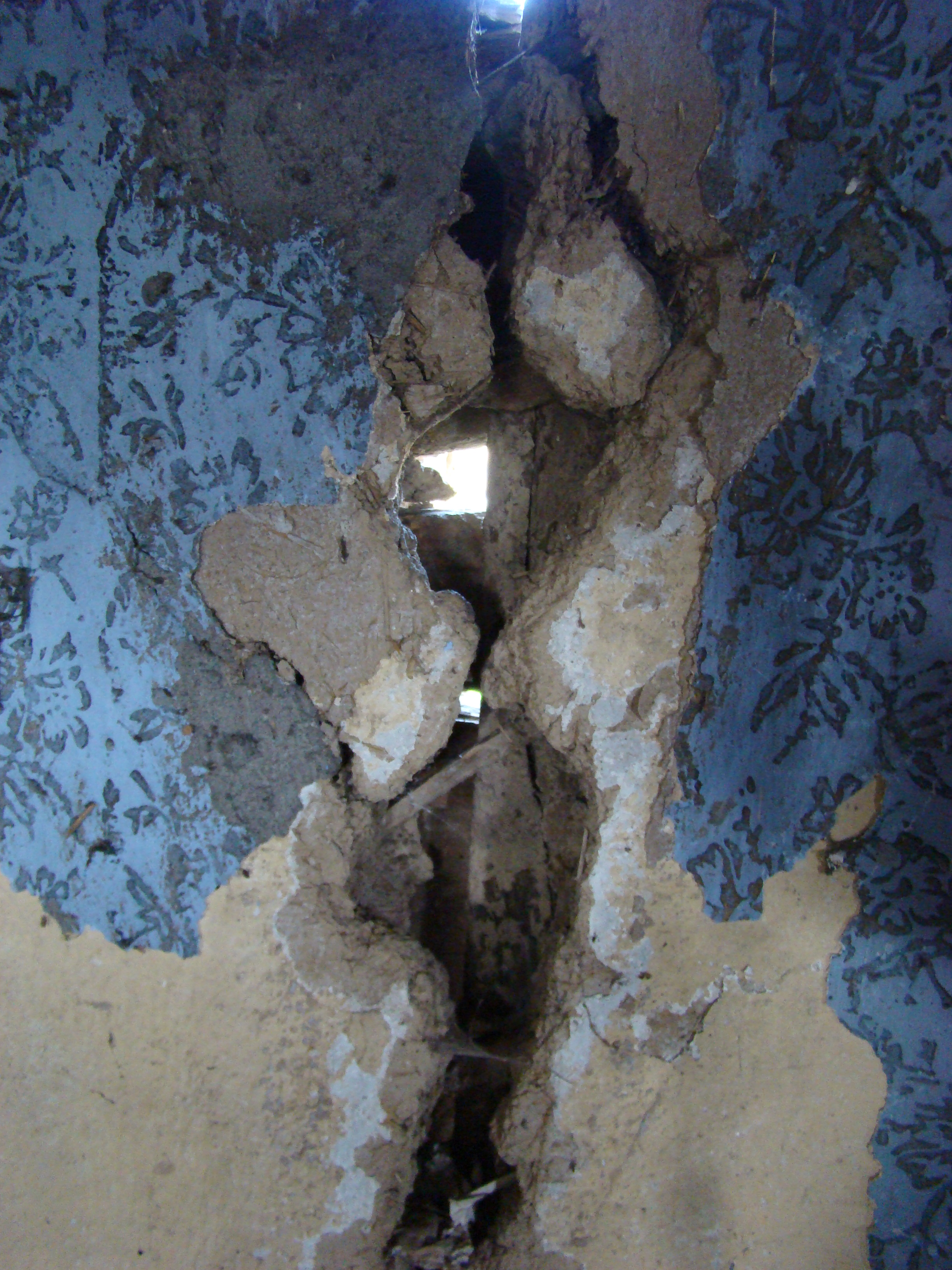
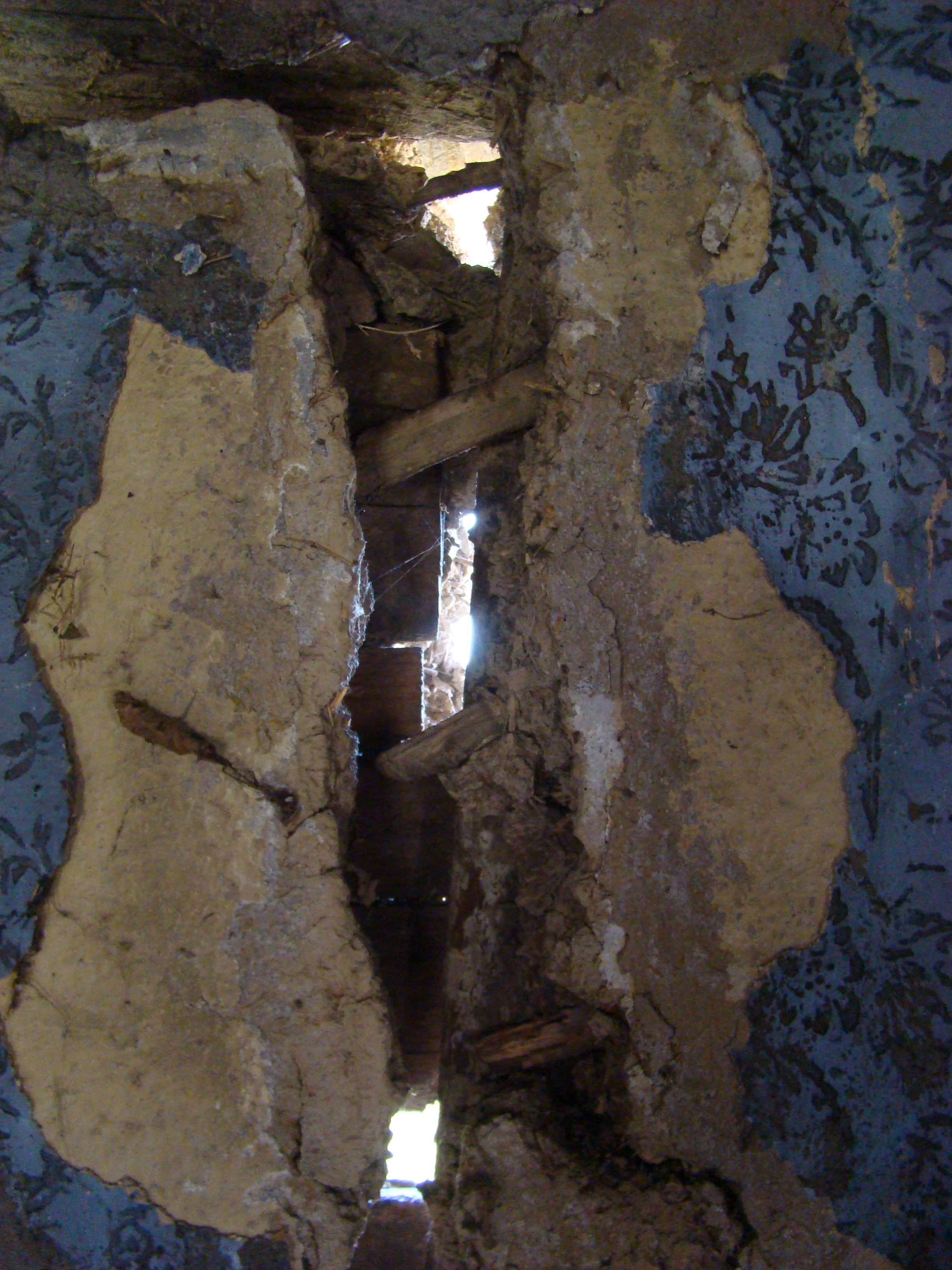
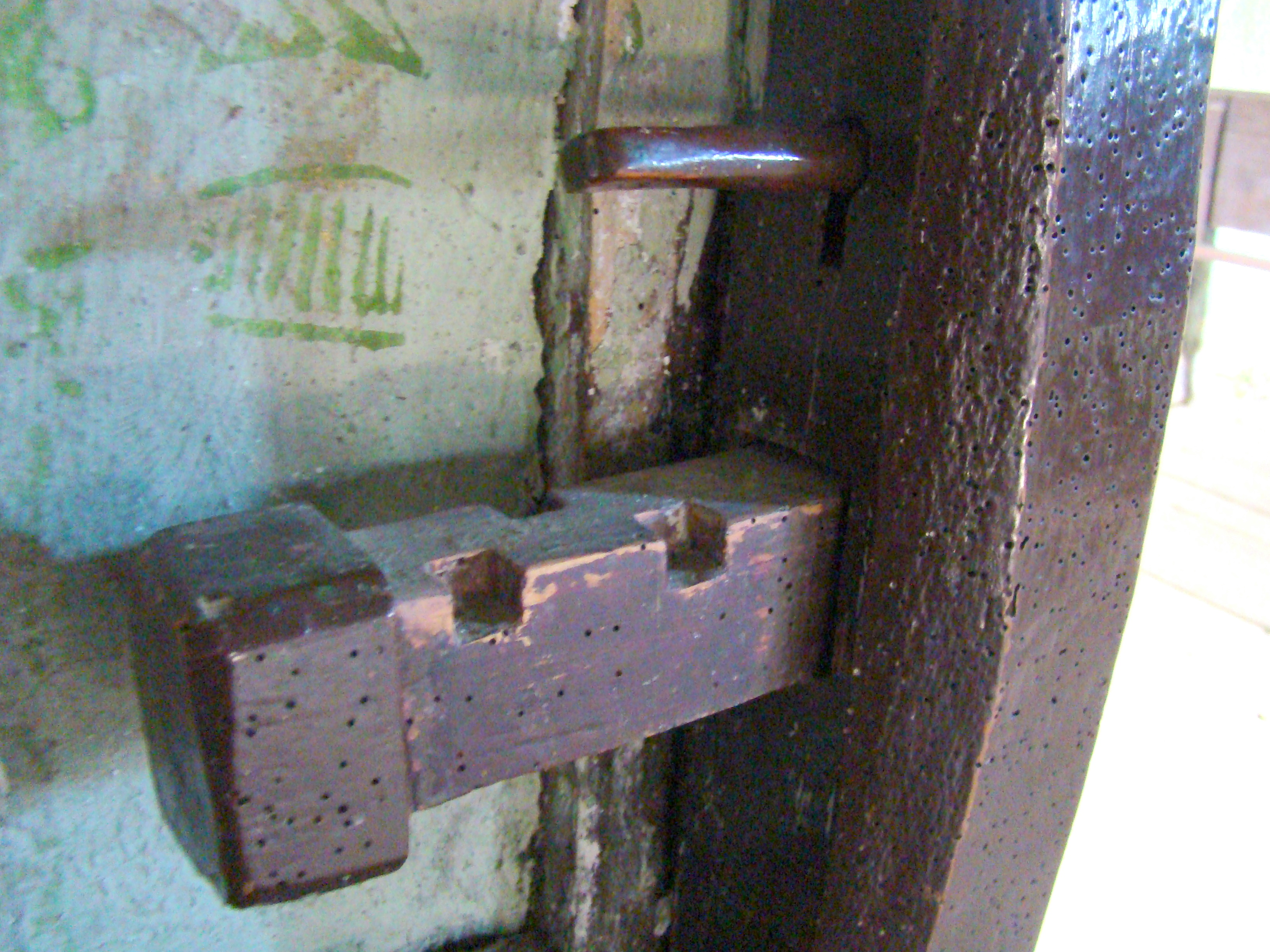
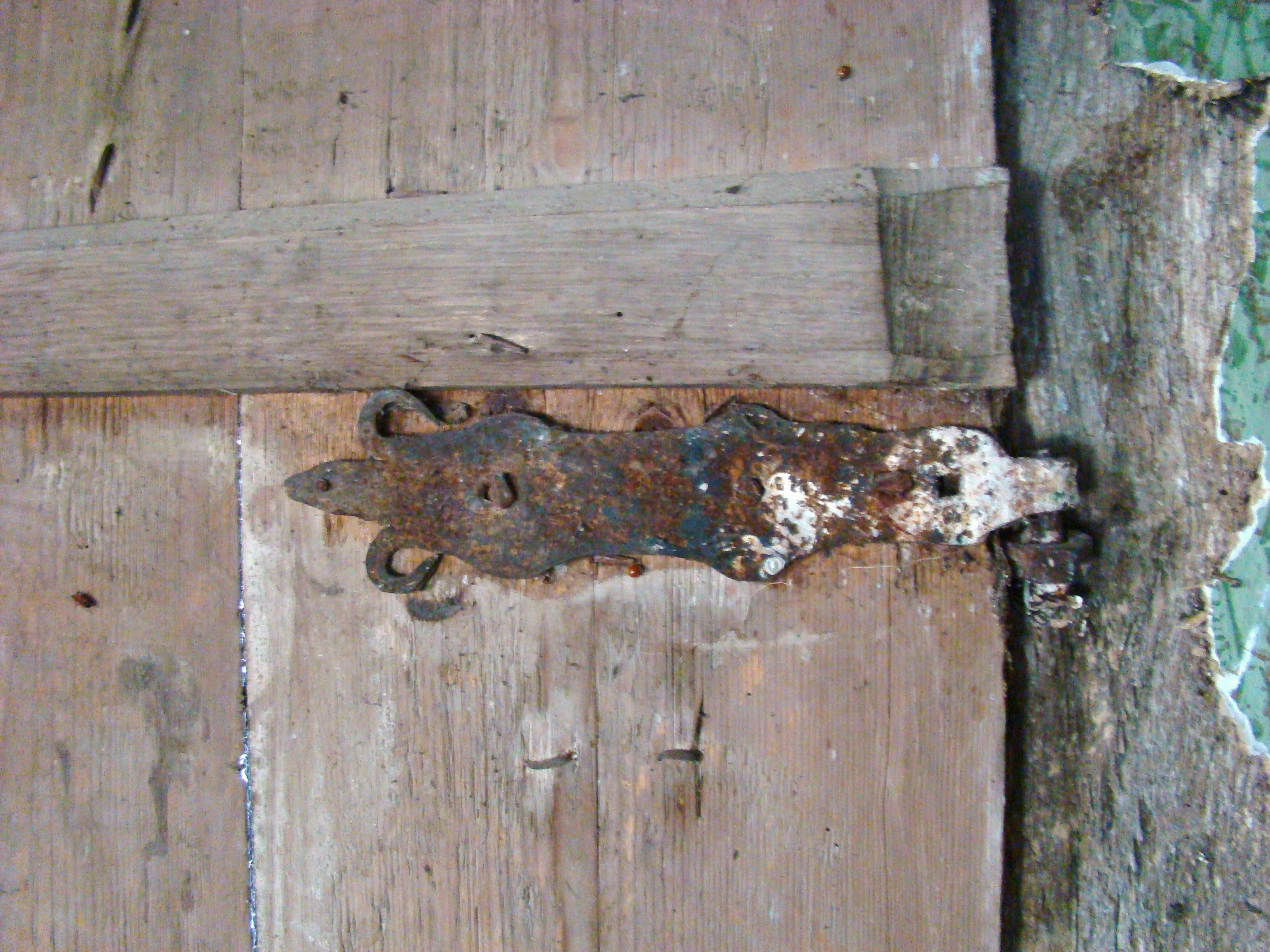
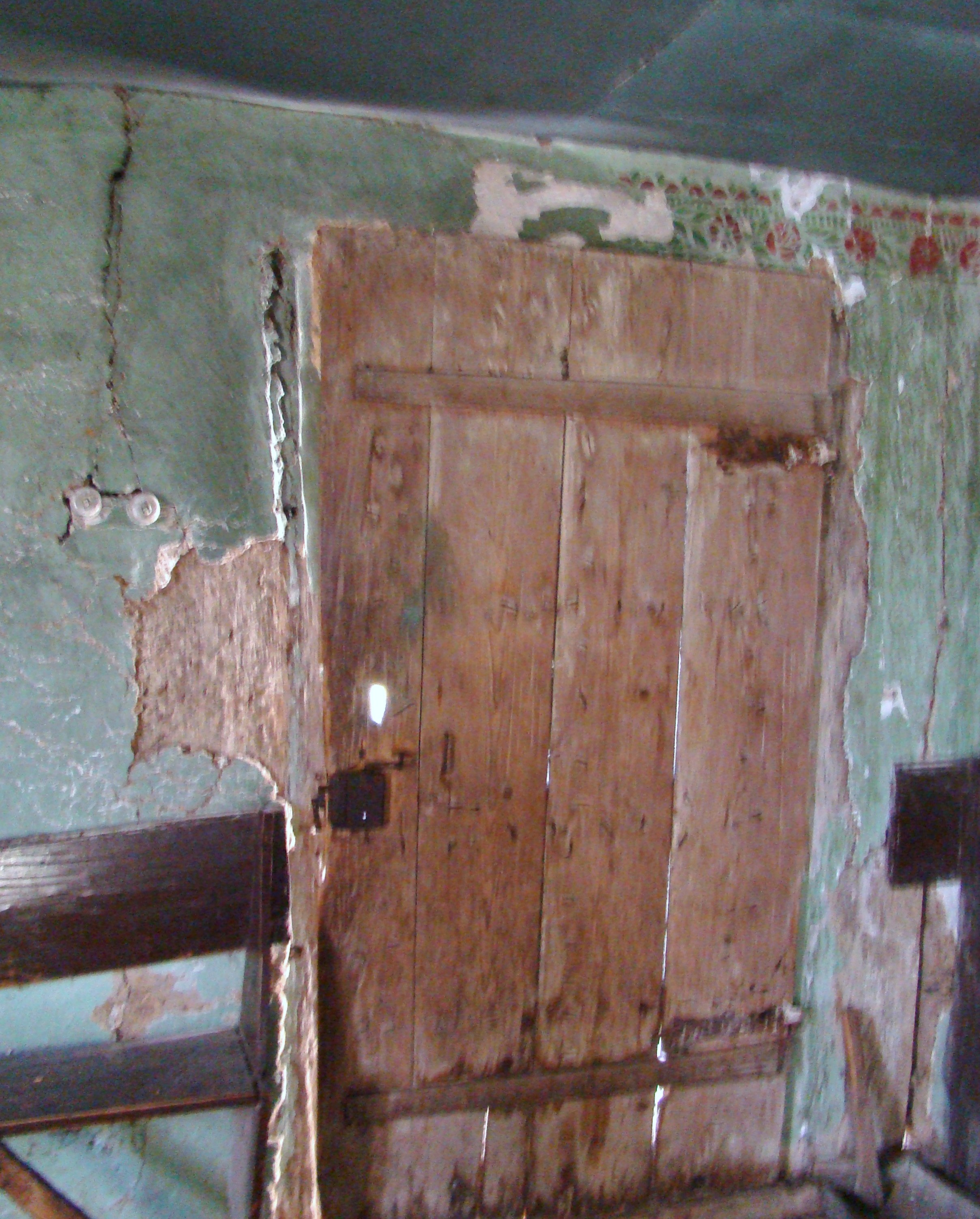

## Istoric și trăsături
Biserica de lemn din Săucani a fost adusă pe actualul amplasament din cimitirul vechi al satului. Nu există izvoare scrise care să ateste data exactă a ridicării lăcașului de cult. Conform tradiției orale ar putea fi chiar mai vechi de 1720, undeva în jurul anului 1635. Din păcate după cel puțin trei secole de existență, frumoasa bisercuță de lemn din Săucani își trăiește ultimele zile. Prin crăpăturile pereților încape o mână de om. Lucrările de reparații capitale, atât de necesare, depășesc însă posibilitățile unui sat cu o populație săracă și redusă numeric. 